# Denkmalgeschützte Gebäude in Elz
Die hessische Gemeinde Elz im Landkreis Limburg-Weilburg weist zahlreiche denkmalgeschützte Gebäude auf.

## Ortsentwicklung
Im Kern geht Elz auf ein frühmittelalterliches Straßendorf entlang der Fernhandelsstraße zwischen Frankfurt am Main und Köln zurück. Bis ins 19. Jahrhundert blieb das Siedlungsgebiet auf den Raum zwischen dem Elbbach im Osten, dem Erbach im Süden, dem ehemaligen Befestigungsgraben (Gräbengasse) im Westen und dem vergleichsweise steilen Hang des Straßenbergs im Norden beschränkt. Ein erster großer Erweiterungsschub erfolgte ab dem späten 18. Jahrhundert vornehmlich in Richtung Westen in das so genannte „Oberdorf“, anschließend entlang der Limburger Straße nach Süden und im 20. Jahrhundert in nahezu alle Himmelsrichtungen.

## Ensembleschutz

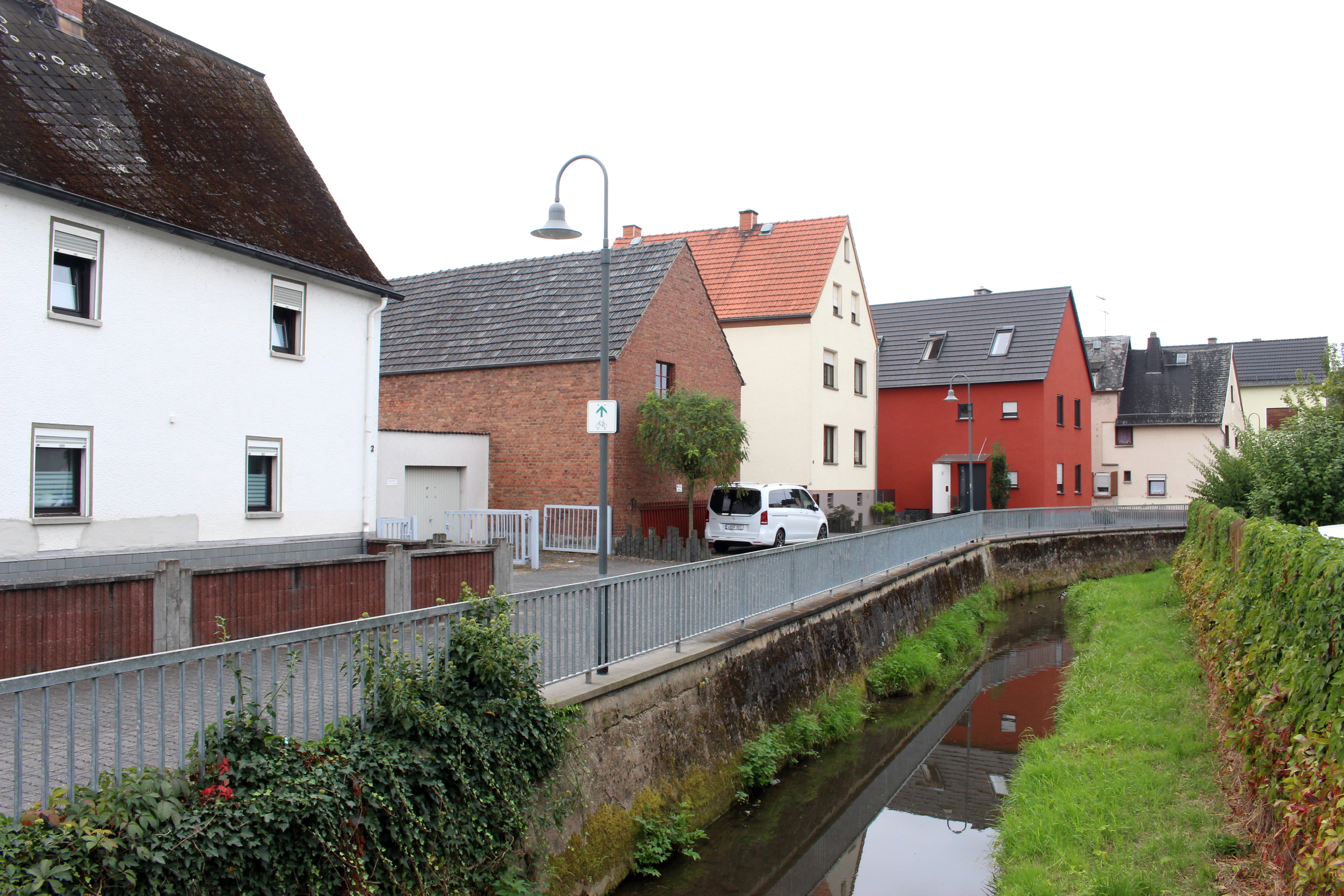
Ensemble der Bachgasse

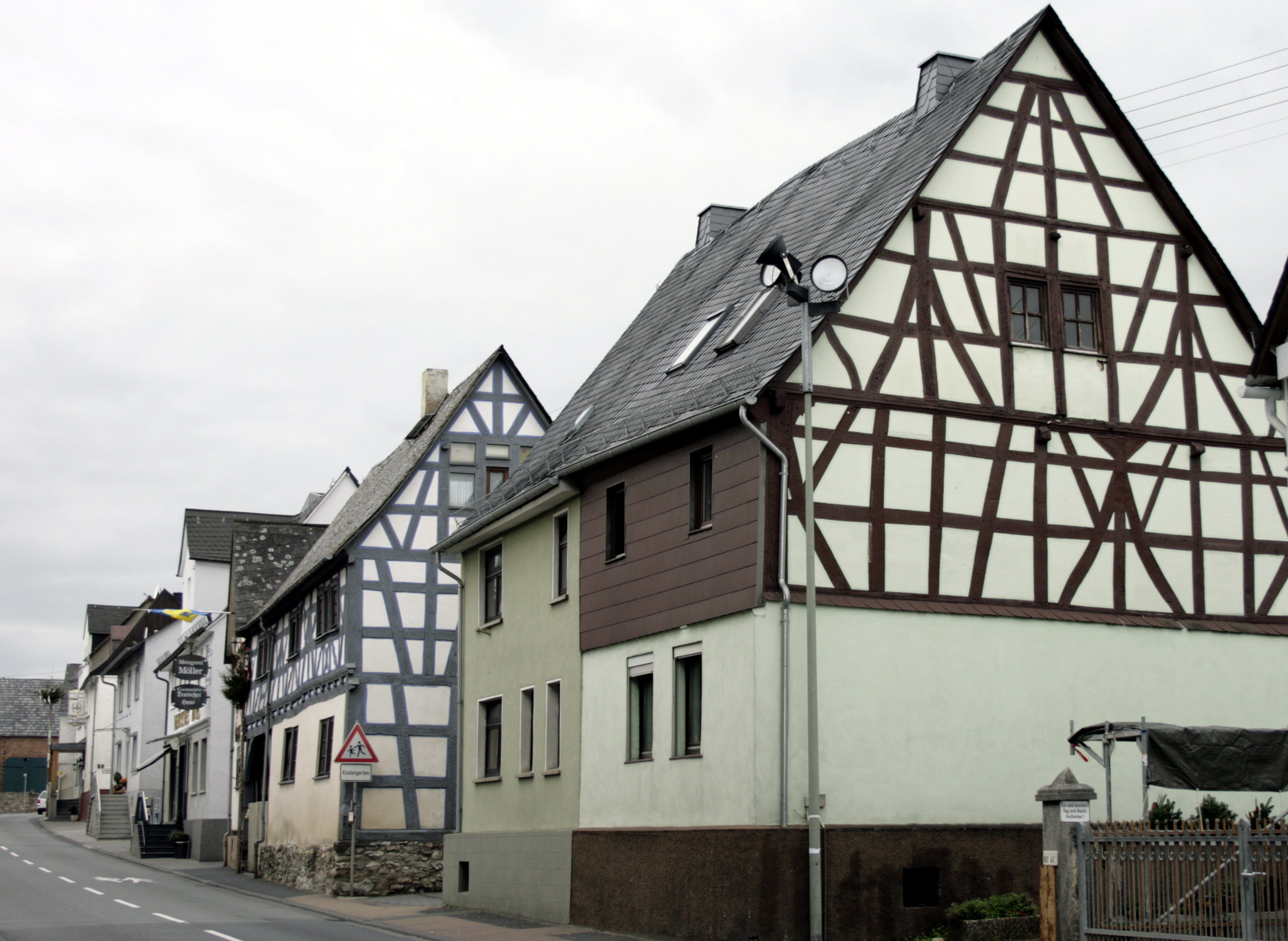
Altes Gebäudeensemble in der Pfortengasse

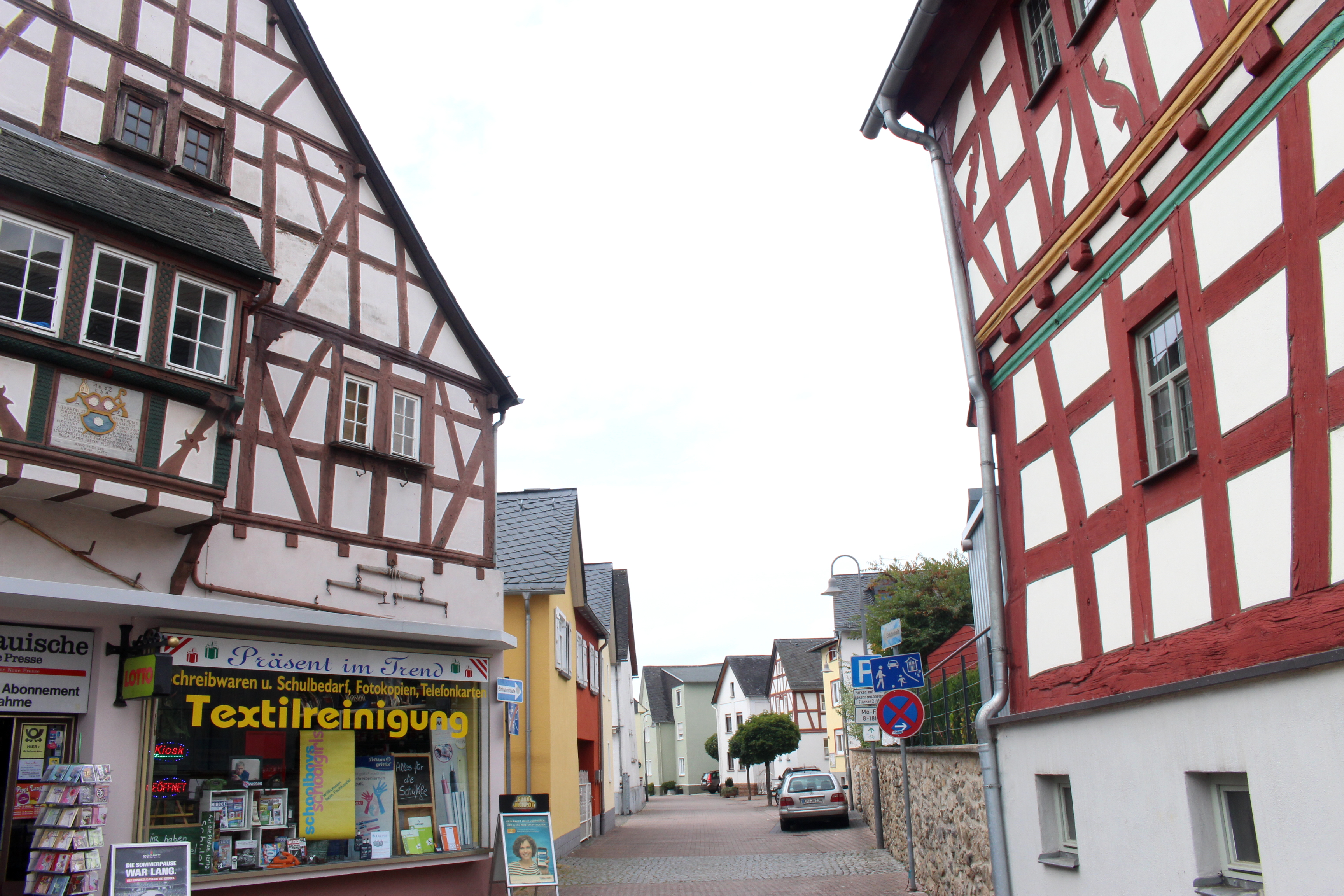
Einfahrt zur Lehrstraße mit den Einzeldenkmalen Lehrstraße 5/7 (links) und Lehrstraße 8/10 (rechts)

Zwei Zonen im Ortsgebiet stehen als Gesamtanlagen unter Denkmalschutz, da sie noch viele Bauten und Grundstücksaufteilungen aus dem 17. Jahrhundert enthalten, wenn auch teilweise überformt. Es handelt sich zum einen um beide Seiten der Pfortengasse von der Kirche bis zur Einmündung des Alten Straßenbergs und der so genannten „Gemeinschaftlichen Scheune“ mit der Westseite der Rathausstraße von der Kirche bis zur Einmündung der Lehrgasse und um den unteren Teil der Lehrgasse bis zum heutigen Bürgerhaus. Die zweite, deutlich kleinere Gesamtanlage erstreckt sich am südlichen Ufer des Erbachs entlang der Bachgasse bis zu einer platzartigen Ausweitung rund um die Erbachbrücke der Gräbenstraße. Dort sind nur noch wenige Bauwerke in ursprünglicher Fachwerkbauweise erhalten oder diese ist durch Verputz verdeckt. Allerdings orientieren sich auch die Massivbauten jüngeren Datums an überkommenen Grundstücksgrenzen und Kubaturen, was den Denkmalwert dieser Straßenflucht ausmacht.

## Sakralbauten

### Katholische Pfarrkirche St. Johannes der Täufer und Pfarrhaus

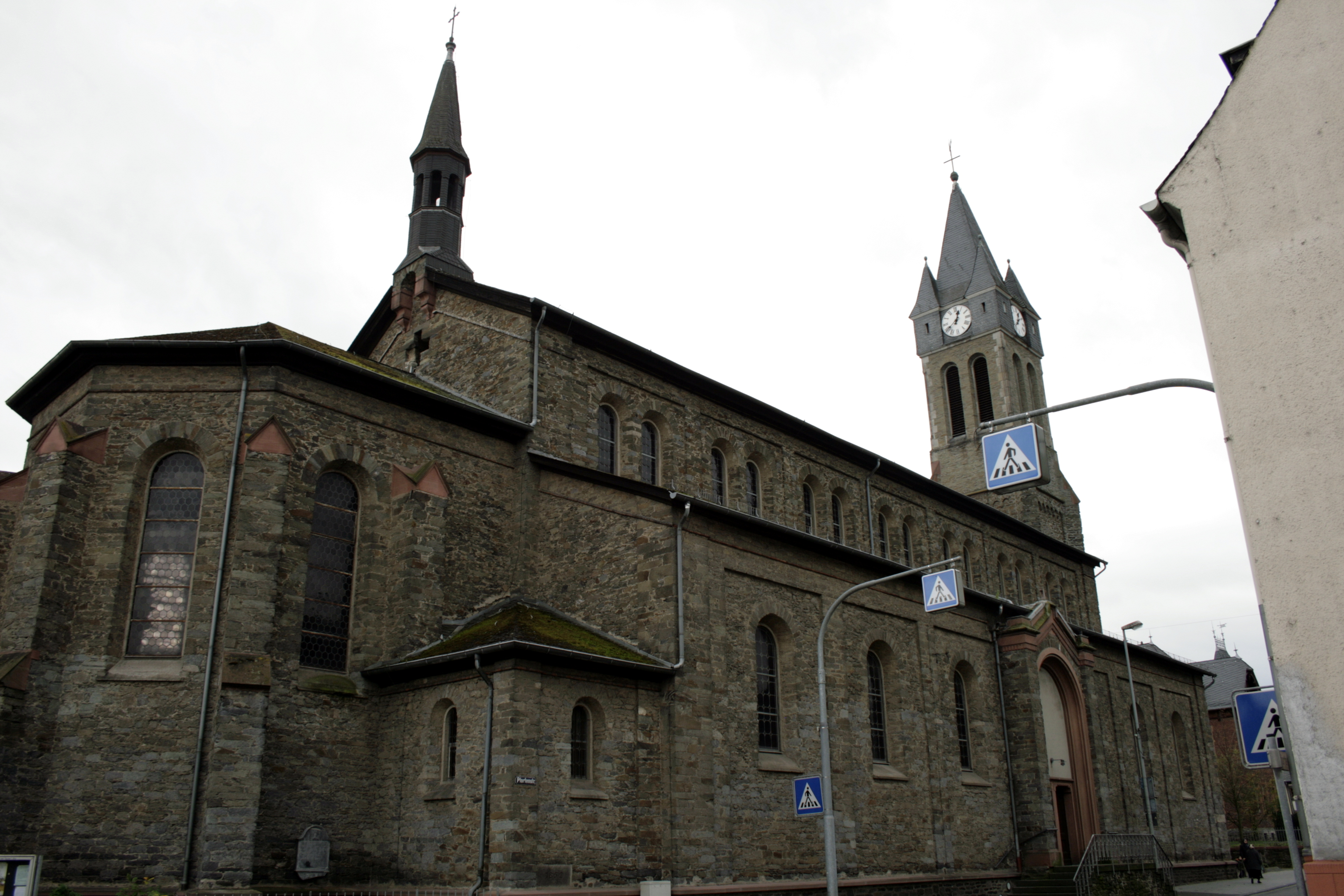
Pfarrkirche St. Johannes der Täufer

Der Vorgängerbau an gleicher Stelle stammte aus dem 12. oder 13. Jahrhundert und war Mitte des 19. Jahrhunderts in einem sehr schlechten Bauzustand. Erste Vorarbeiten für den Bau nach einem Entwurf des Baumeisters Rock aus Nassau begannen 1851. Die Grundsteinlegung erfolgte am 27. Juni 1852 im Rahmen einer feierlichen Messe mit Bischof Peter Josef Blum und Generalvikar Karl Klein. Eine Steinplatte mit der Jahreszahl „1852“ über dem Sandsteinsockel in Richtung Pfortenstraße erinnert an die Grundsteinlegung. Nach rund zwei Jahren wurde die Kirche (zwar noch ohne Turm) am 19. November 1854 durch Bischof Blum eingeweiht. Im Altar befinden sich seitdem Reliquien der Märtyrer Bonifatius, Clemens und Blandinia. Am 22. April 1908 stimmten der Kirchenvorstand und die Gemeindevertretung dem Bau eines neuen Turmes zu. Dieser hat eine Höhe von 48 Metern und ist seit dem 8. Dezember 1952 mit einem Vierergeläut bestückt.
Die Glocken stammen von der renommierten Glockengießerei Otto aus Hemelingen/Bremen. Sie lieferte im Jahr 1909 vier Bronzeglocken, von denen zwei im Zweiten Weltkrieg eingeschmolzen wurden. Nach dem Krieg wurde das Geläut durch die Fa. Otto durch zwei neue Bronzeglocken ergänzt. Hubert Foersch schätzt die Klangqualität im Limburger Glockenbuch als überdurchschnittlich ein.
Es handelt sich um einen neuromanischen Bau aus unverputzten Natursteinen. Rundbögen bestimmen die innere wie die äußere Gestaltung. Außen kontrastieren sie mit rechteckig gehaltenen Blenden. Die Portale an den Langseiten weisen byzantinische Stilelemente auf. Der Altaraufbau, der die Krönung Mariens zeigt, stammt aus dem Kloster Ilbenstadt. Innen gestalten achteckige Pfeiler und eine Kassettendecke den Kirchenraum, während die Decke des Chorraumes als Baldachin ausgeformt ist. Zwei Seitenaltäre aus dem Limburger Dom und die Kreuzigungsgruppe werden dem Hadamarer Barock zugeordnet. Der Aufsatz des Hauptaltars stellt in einem Relief vom Anfang des 18. Jahrhunderts die Krönung Mariens dar. Er stammt aus dem Kloster Ilbenstadt. Adresse: Pfortenstraße 1

Pfarrkirche St. Johannes der Täufer Elz
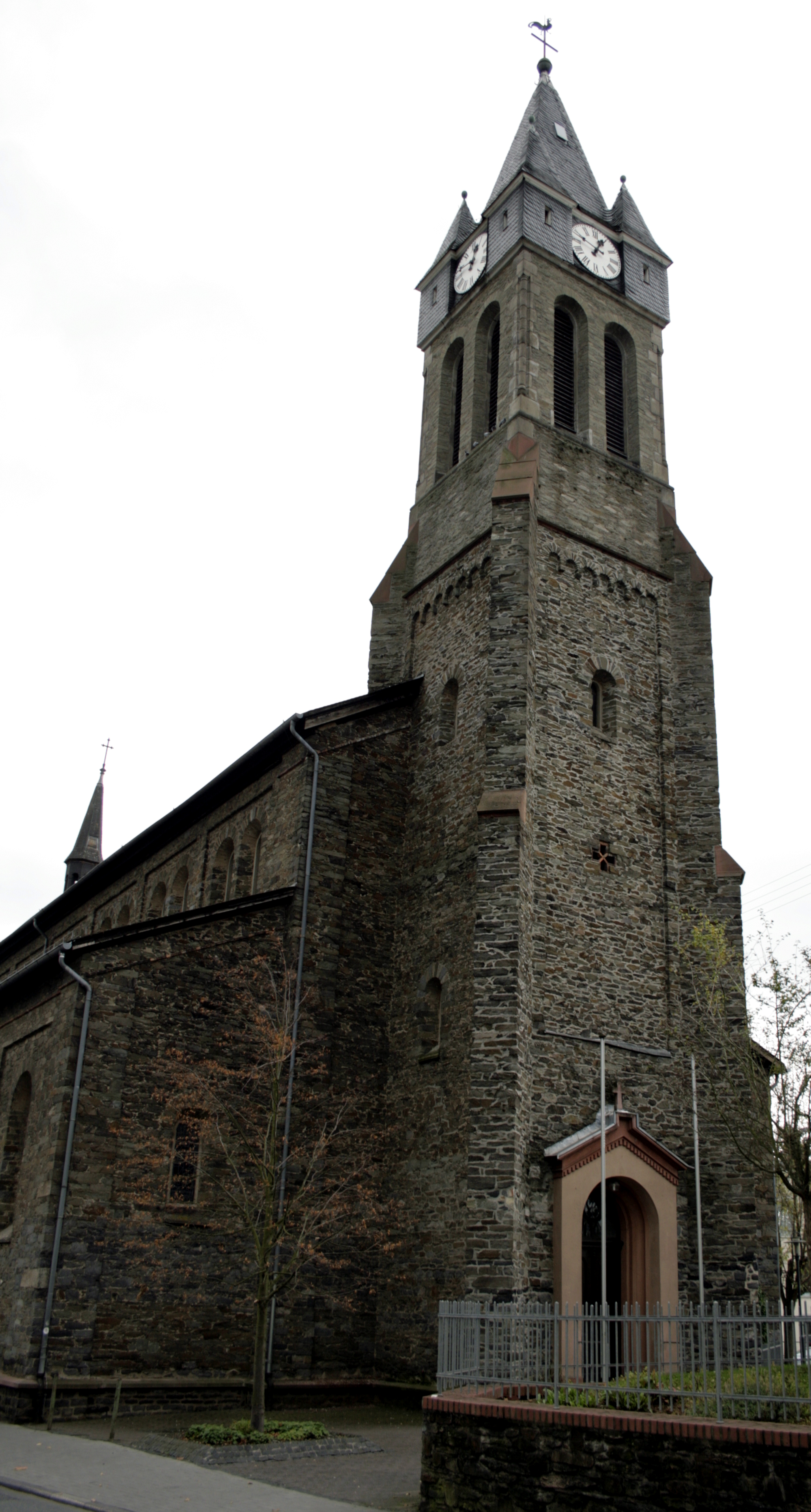
Kirchturm
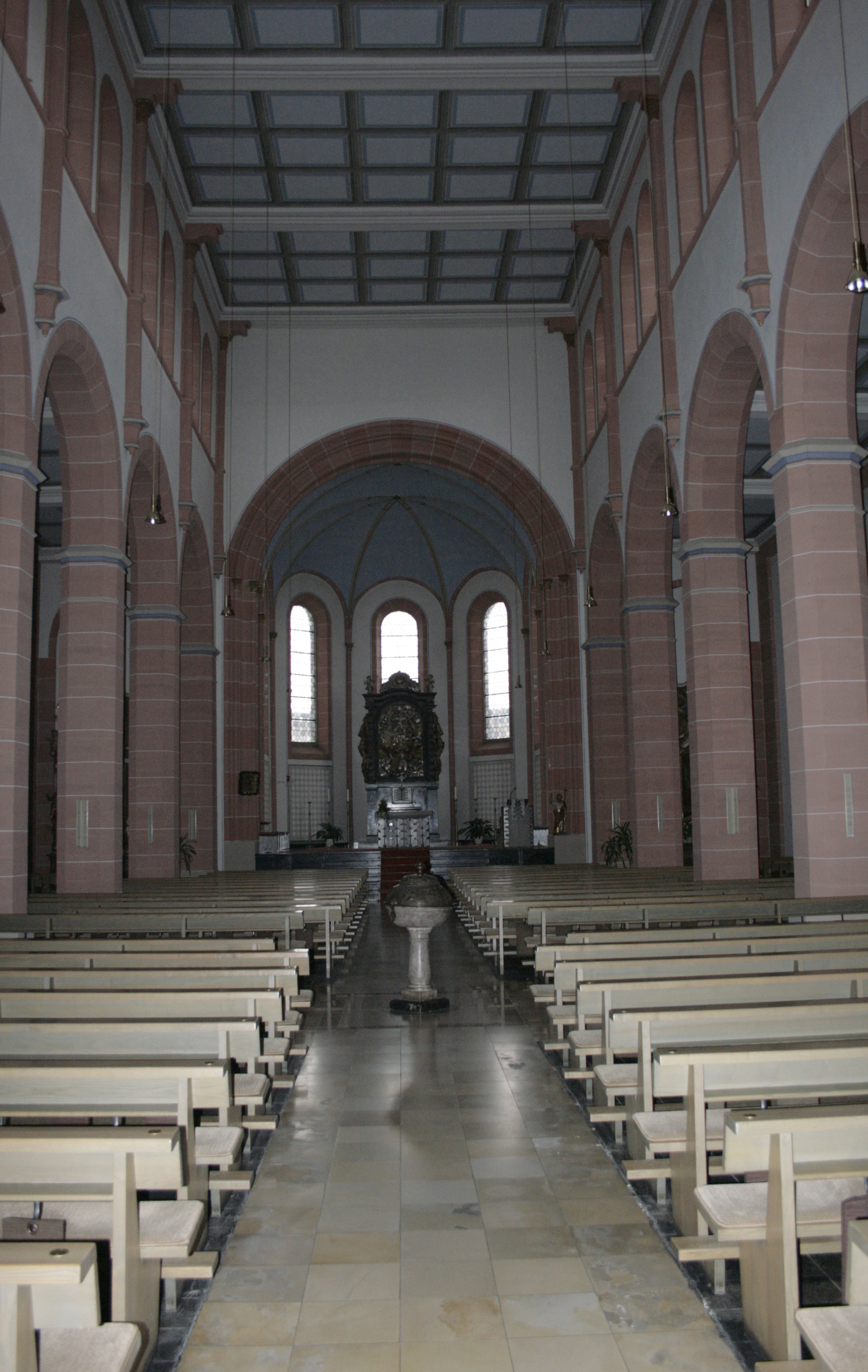
Blick zum Chorraum
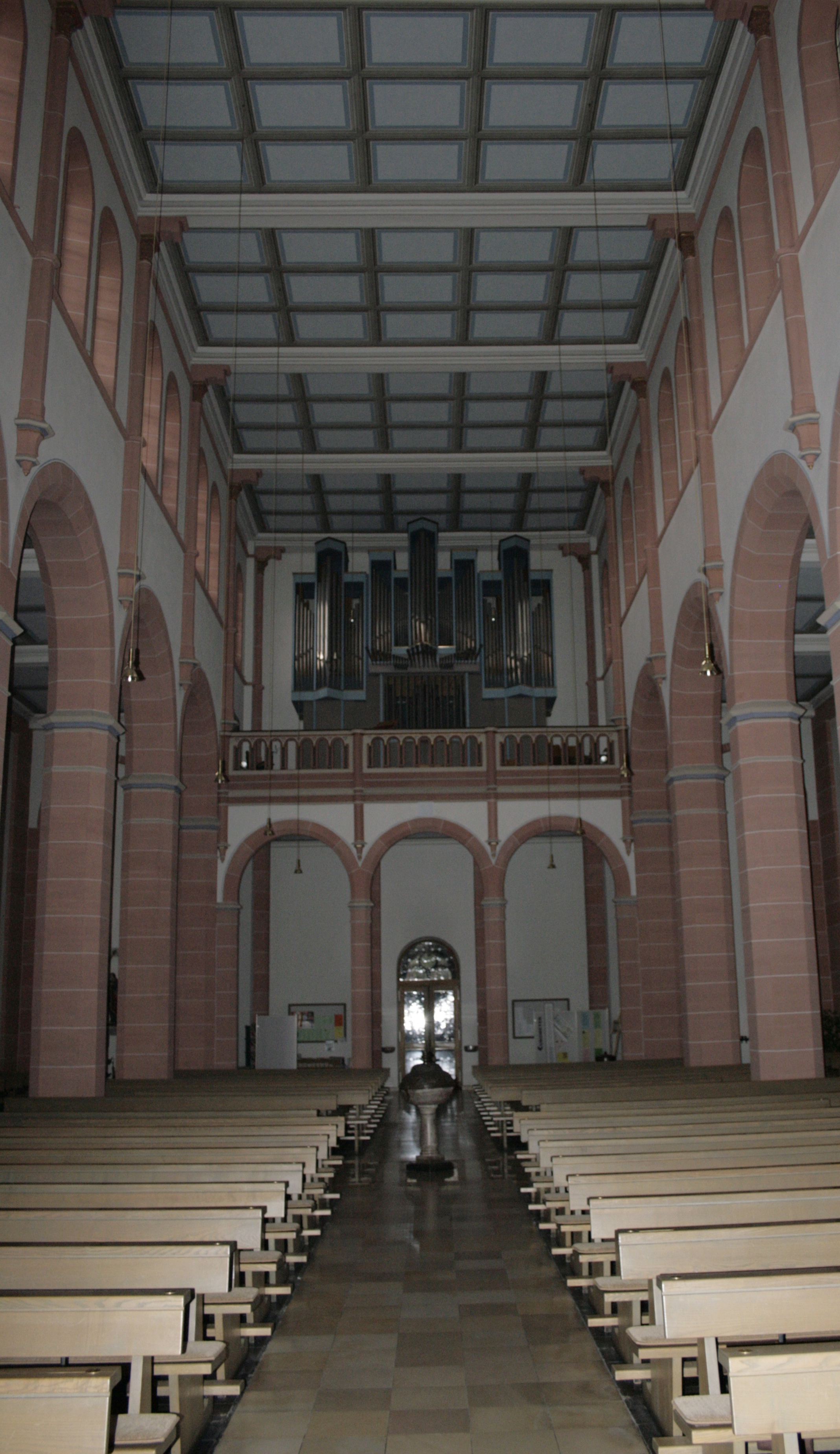
Blick zur Orgel
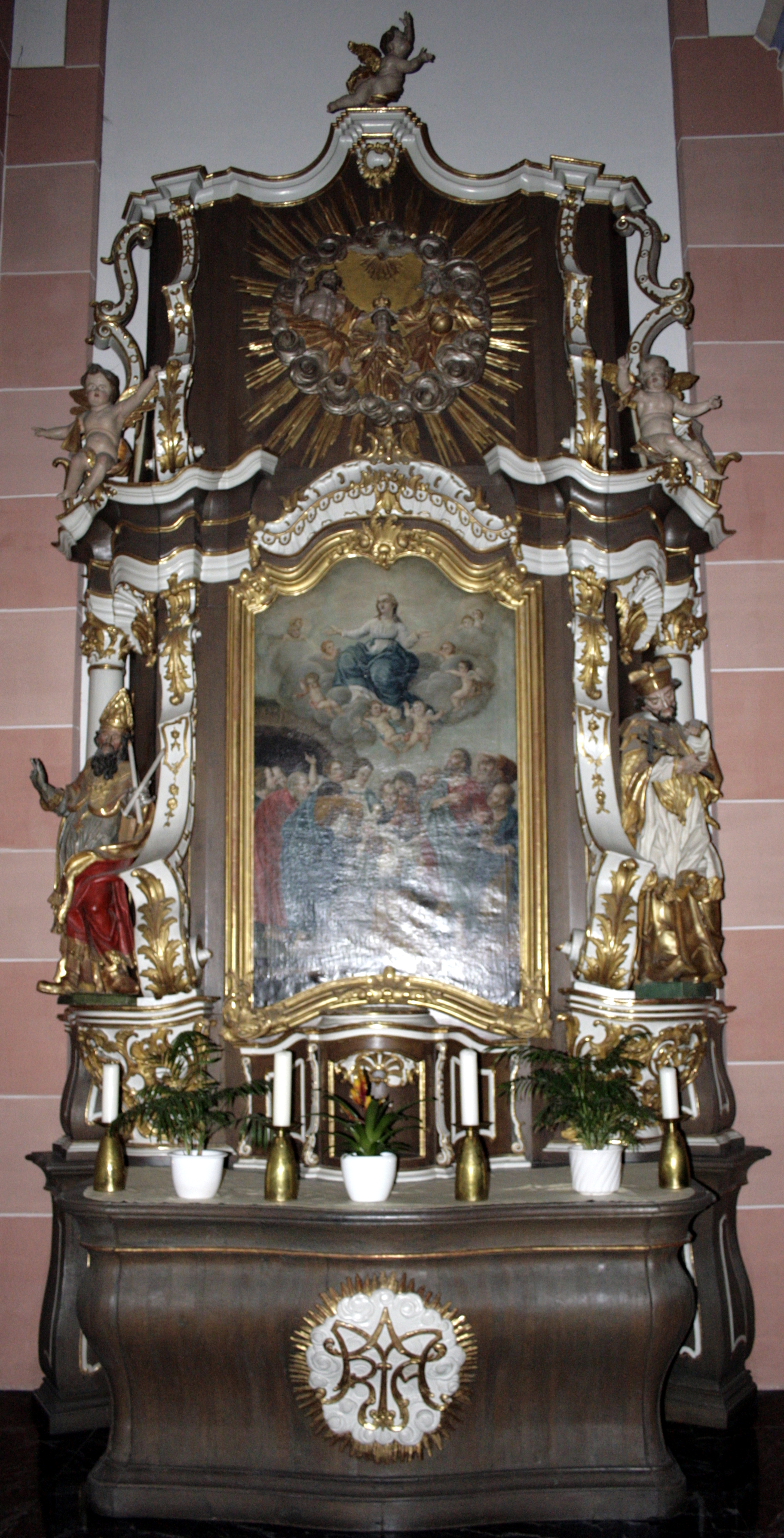
Marienaltar
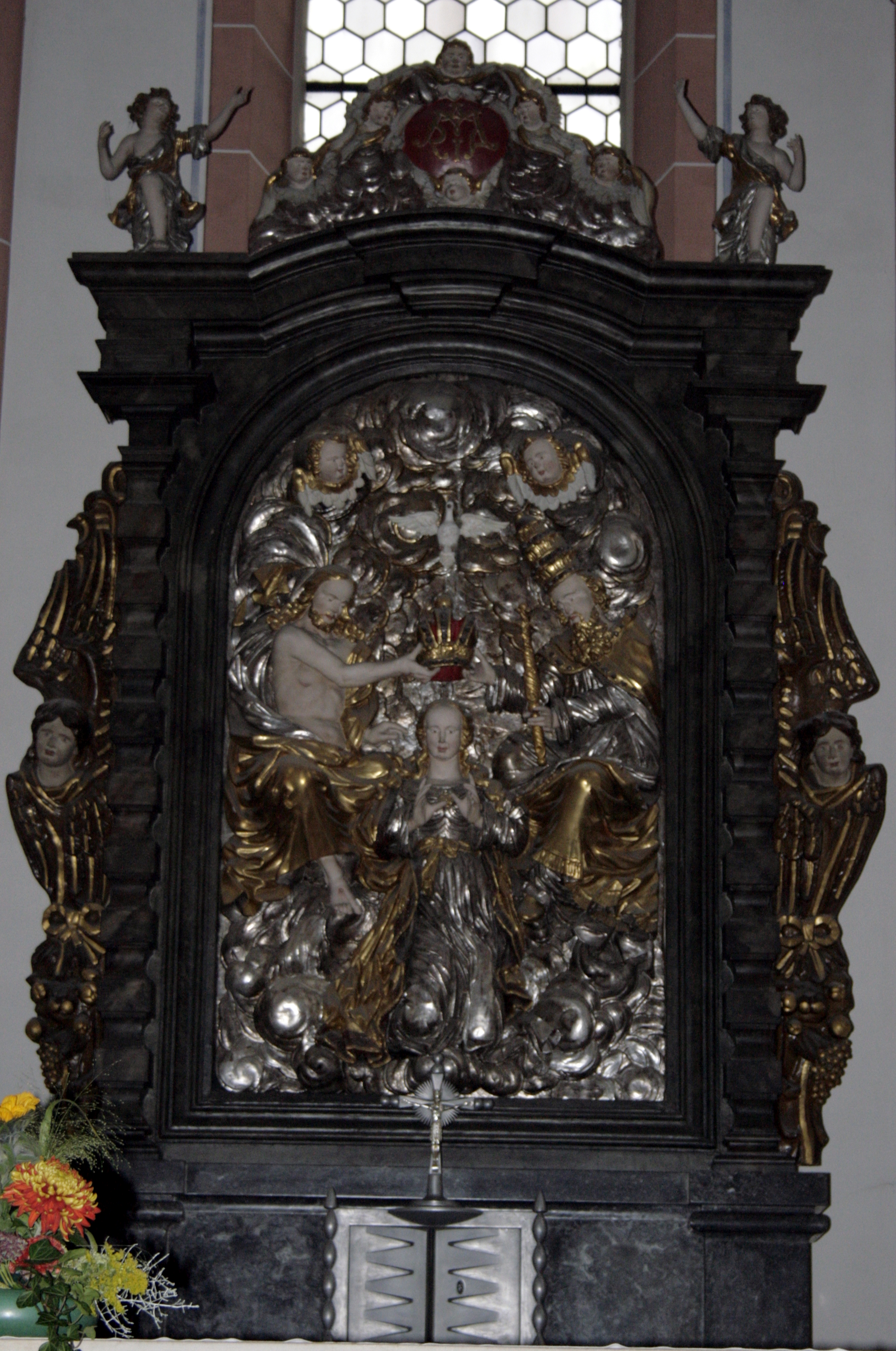
Altaraufsatz
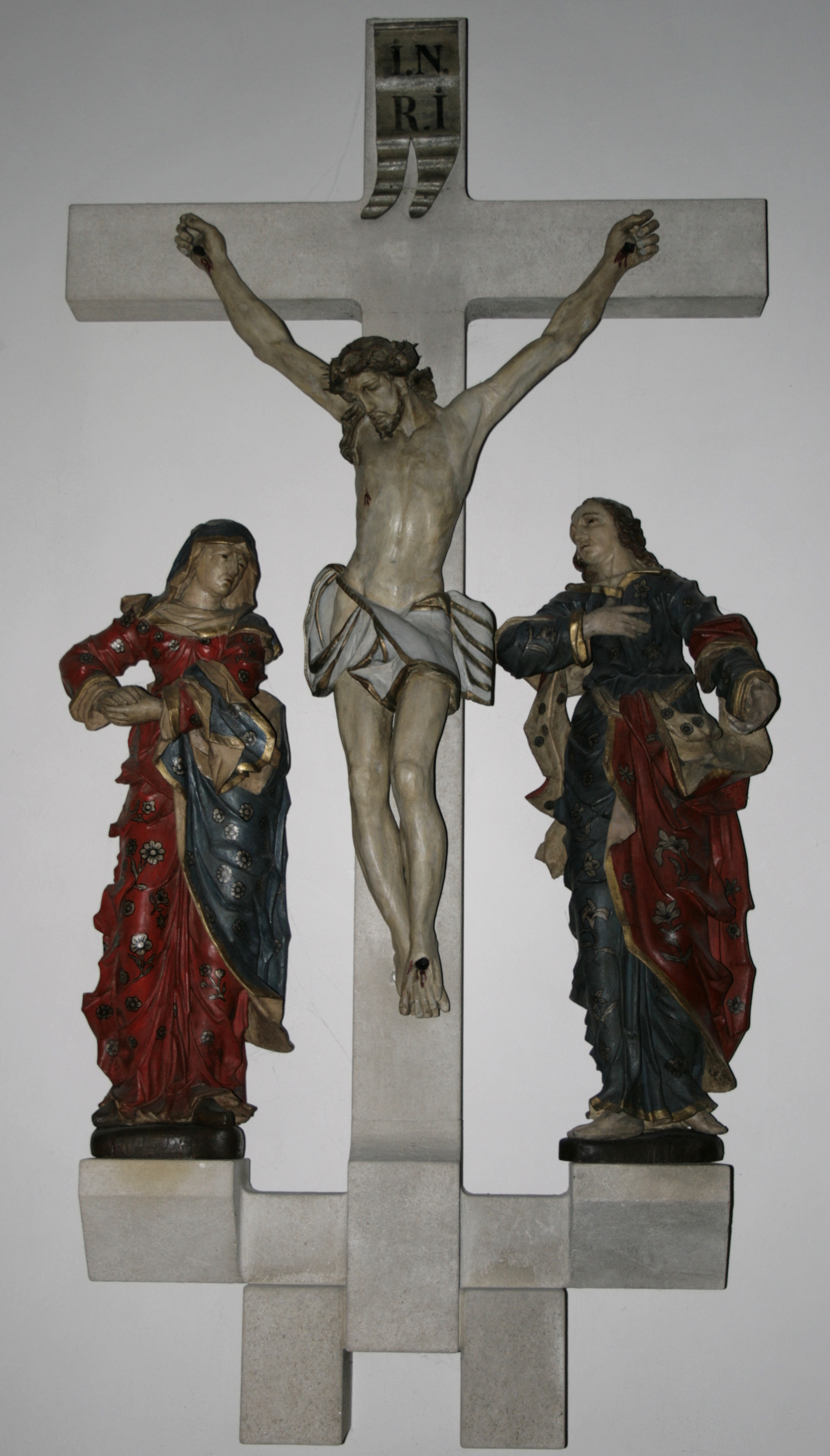
Kreuzigungsgruppe
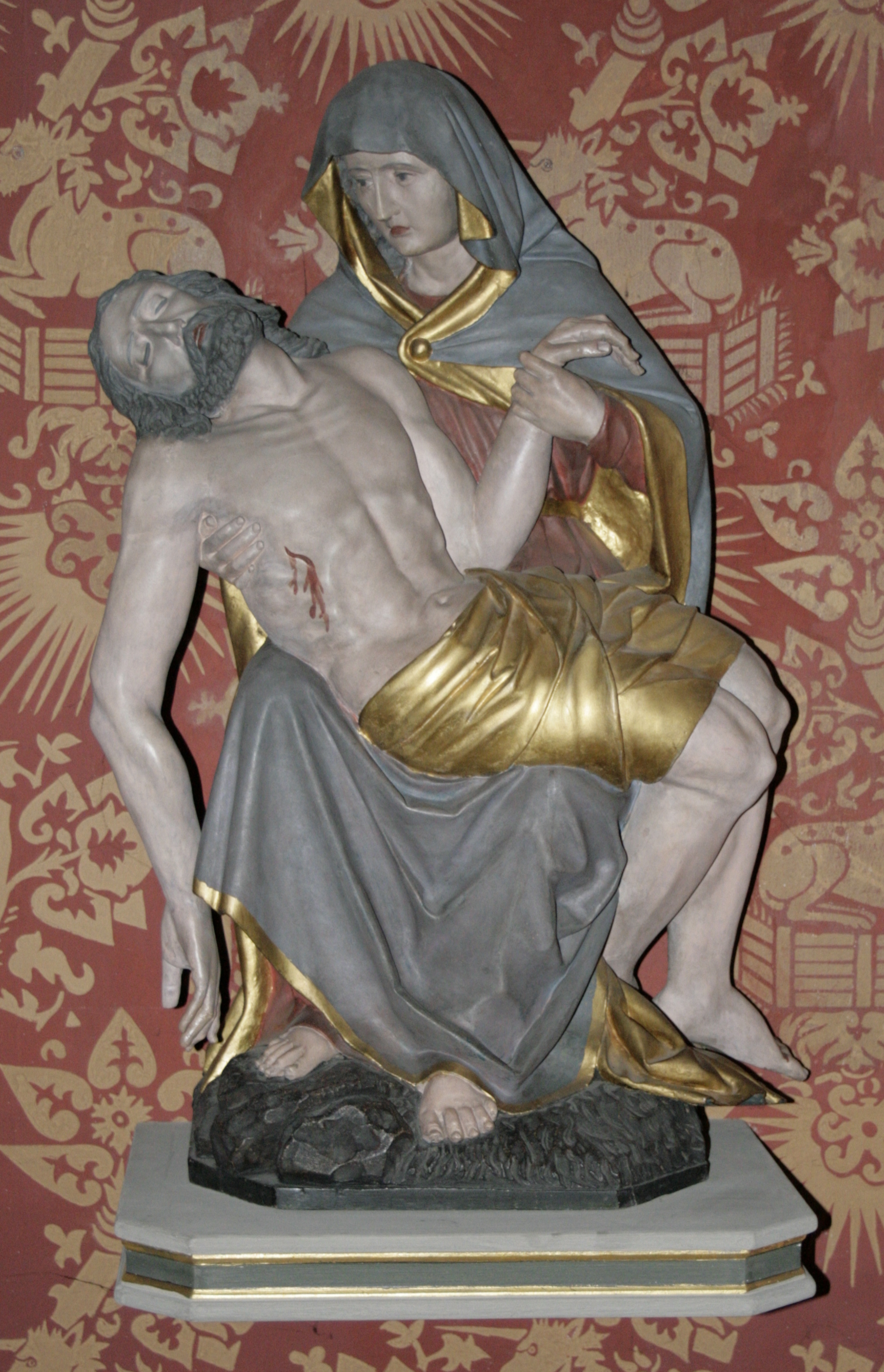
Pietà
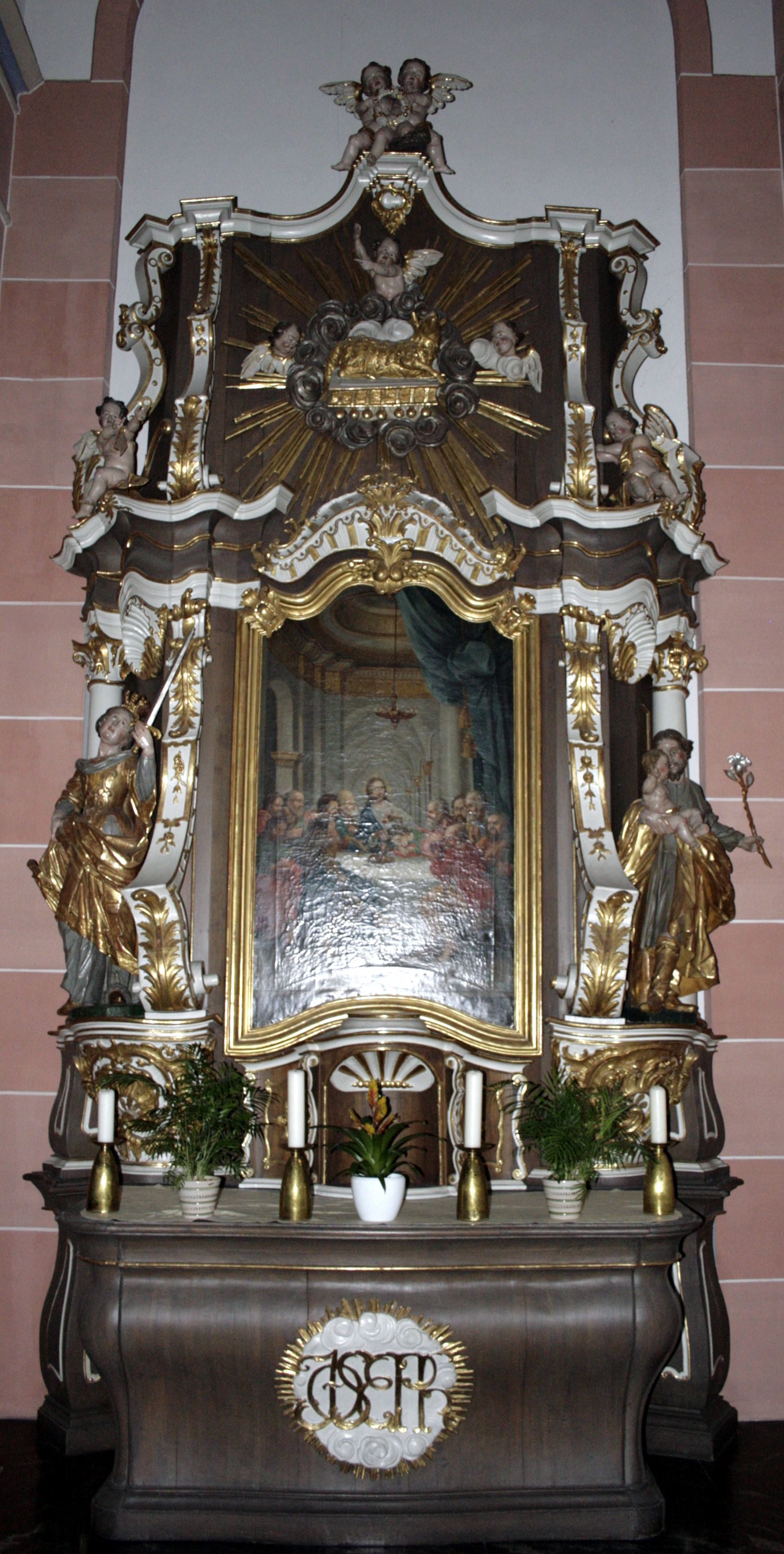
Josefsaltar
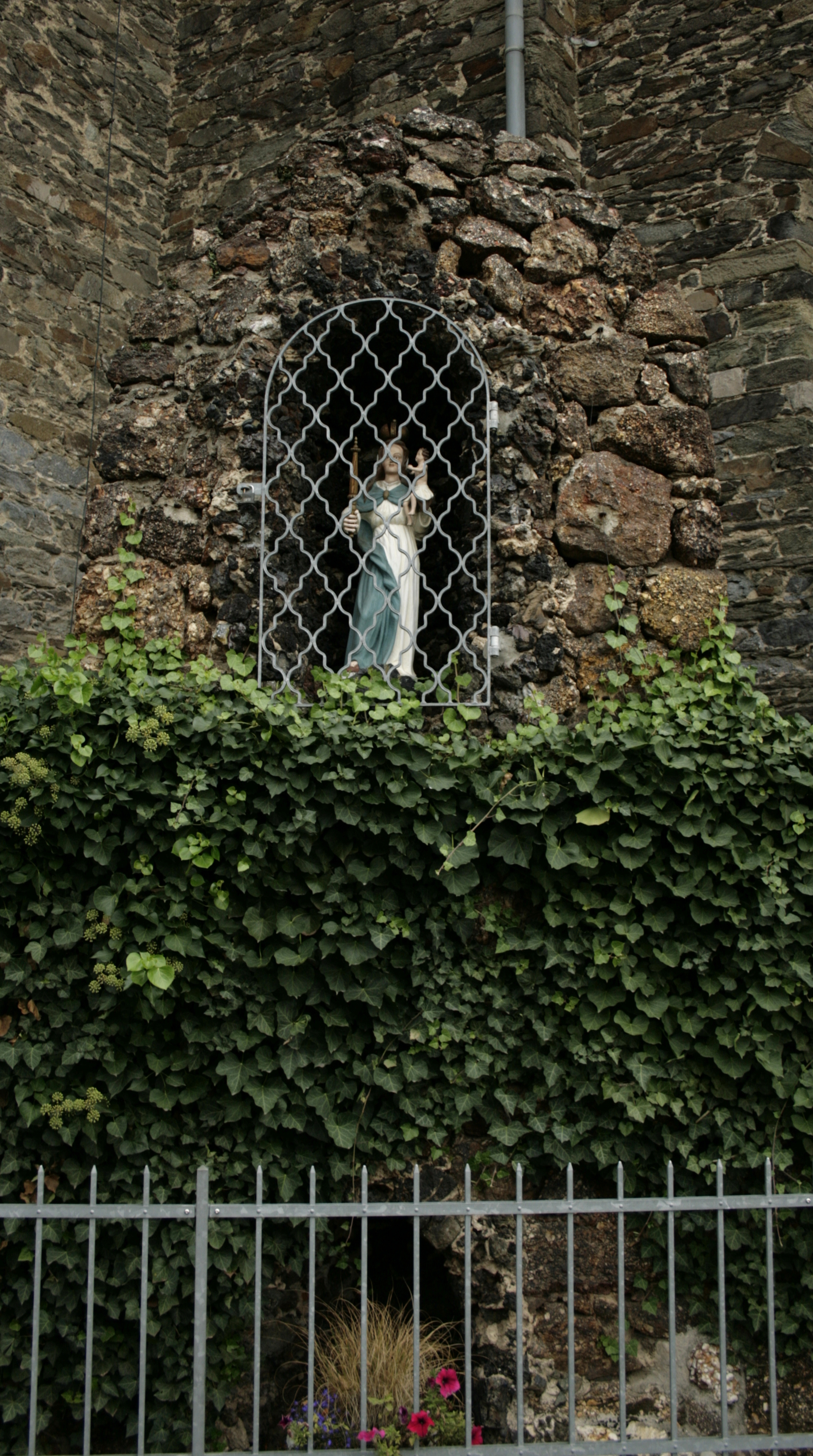
Mariengrotte an der Kirche

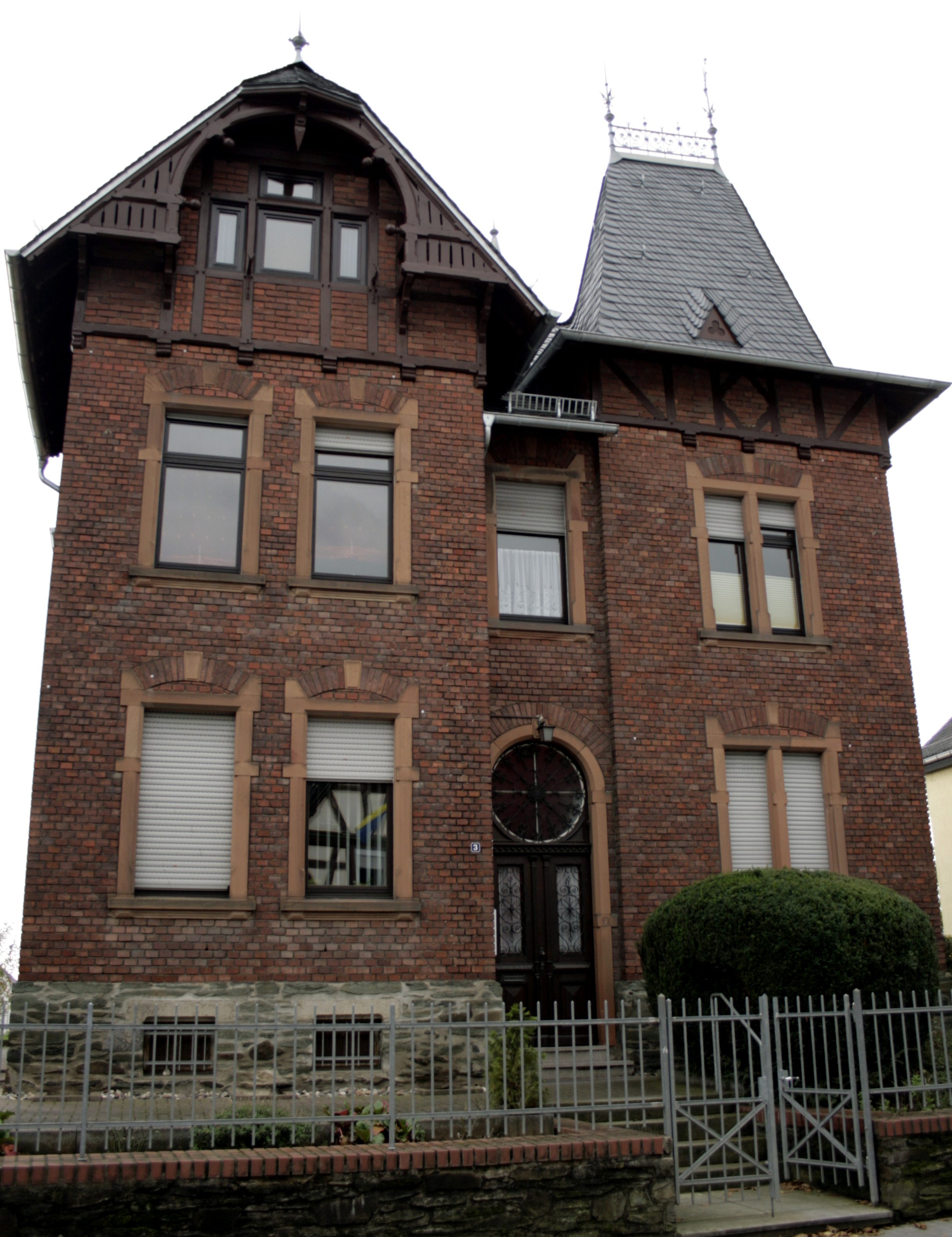
Pfarrhaus

Das benachbarte Pfarrhaus wurde 1894 fertiggestellt, möglicherweise unter der Leitung von Diözesanbaumeister Max Meckel. Es sticht durch Klinkersteine als Baumaterial und seinen Landhausstil aus der umliegenden Fachwerk-Architektur und Gebäuden neueren Datums hervor. Besonders Baudetail ist das schmiedeeiserne Schmuckgatter auf dem First des Westflügels. Adresse: Pfortenstraße 3

### Alter Friedhof

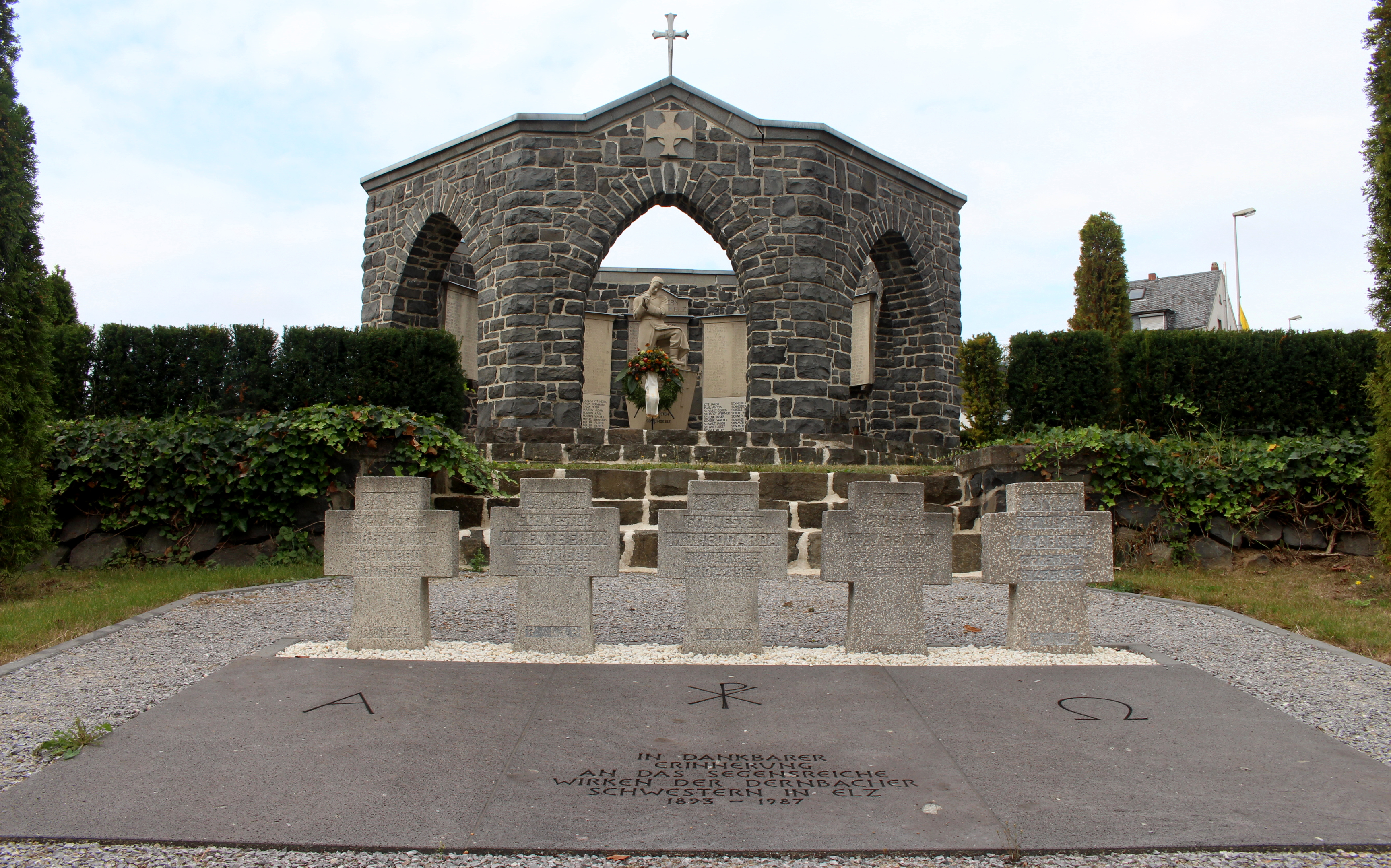
Ehrenhalle mit den Grabkreuzen der Armen Dienstmägde Jesu Christi im Vordergrund

Ab 1950 wurde der untere Teil des damaligen, 1839 angelegten Friedhofs nicht mehr belegt und anschließend zur Denkmalanlage umgestaltet. Dominiert wird dieser Bereich durch eine offene Ehrenhalle, die bereits 1935/36 für die Opfer des Ersten Weltkriegs errichtet wurde. Der Bruchsteinbau erhält durch die Verwendung von leicht buckligen Quadern eine mittelalterliche Anmutung. Innen ist die Figur eines betenden Soldaten aufgerichtet. Später wurden Namenstafeln mit den im Zweiten Weltkrieg gefallenen Elzern ergänzt. Zudem enthält die Denkmalanlage des Friedhofskreuz von 1905 und einen Obelisken, der den Opfern der Deutschen Revolution, des Deutsch-Dänischen Krieges und des Deutsch-Französischen Krieges aus dem Ort gewidmet ist. Freistehend und in Mauern eingelassen befinden sich in der Anlage mehrere Grabkreuze des 17. bis 19. Jahrhunderts. Grabkreuze der ehemals im Ort caritativ tätigen Armen Dienstmägde Jesu Christi sind besonders gruppiert und hervorgehoben. Einheitskreuze für die Gefallene des Ersten Weltkriegs wurden ebenfalls in diesem Areal gesammelt.

Alter Friedhof Elz
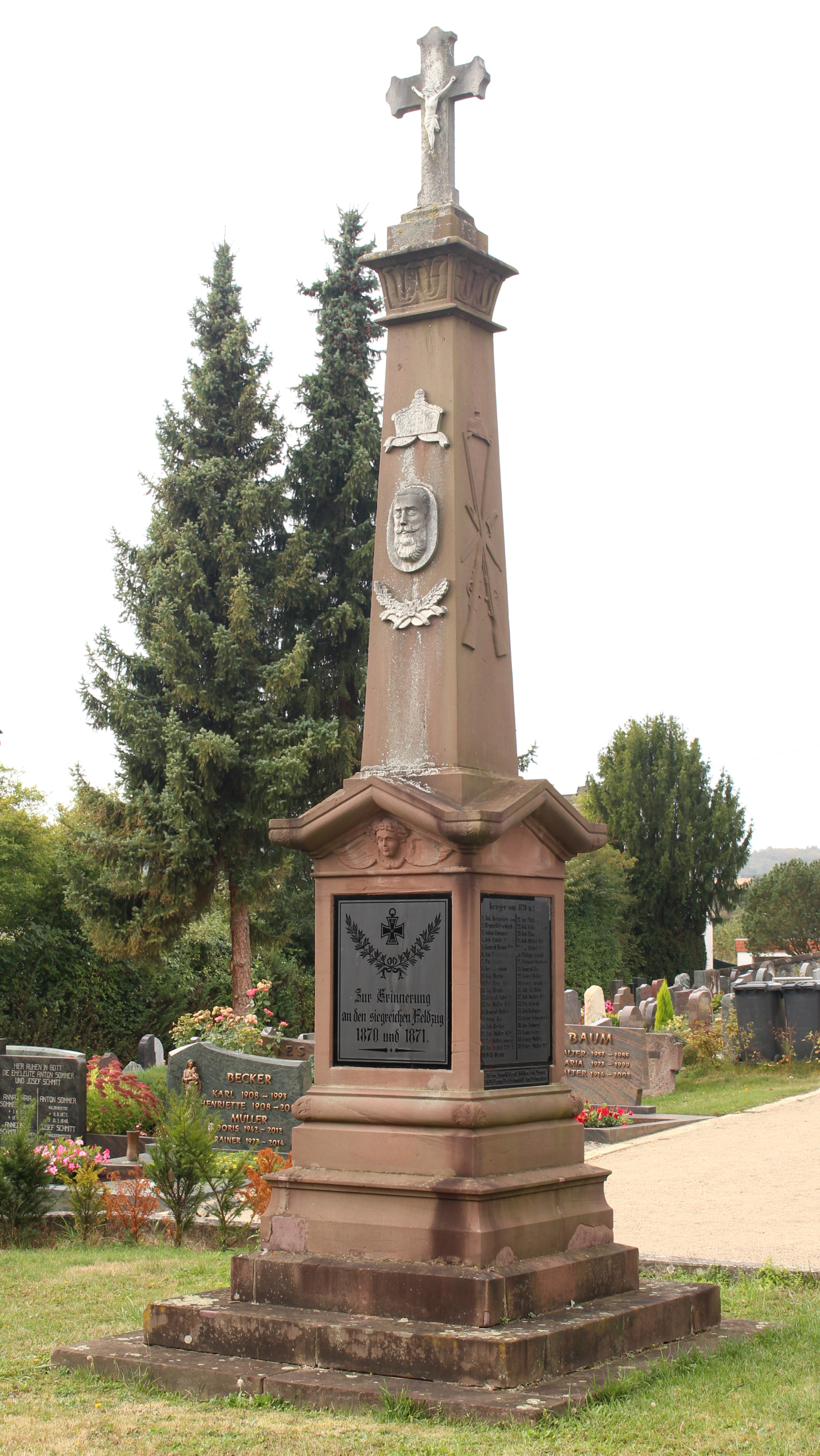
Obelisk als ältestes Gefallenendenkmal
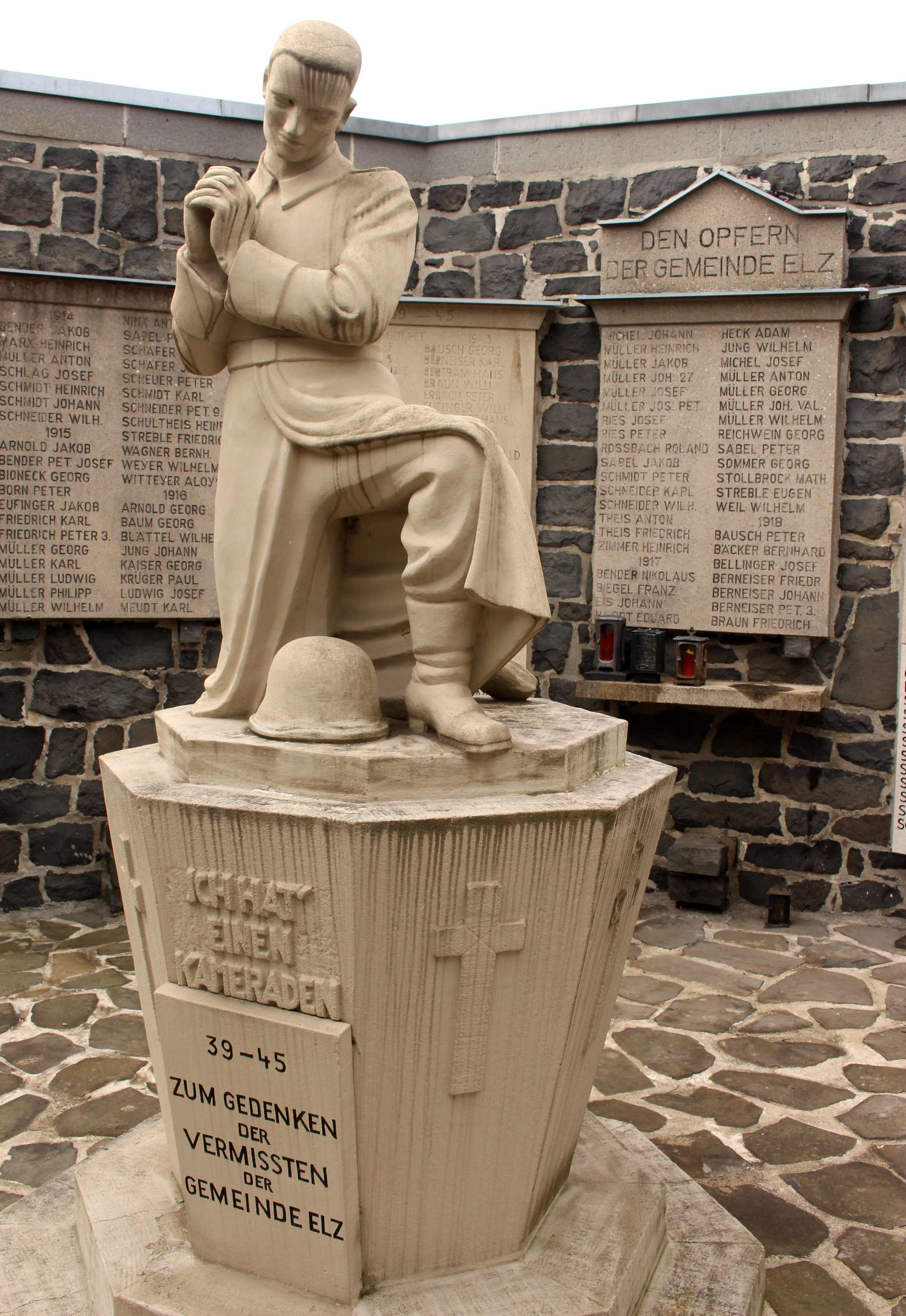
Denkmal für die Gefallenen der Weltkriege in der Ehrenhalle
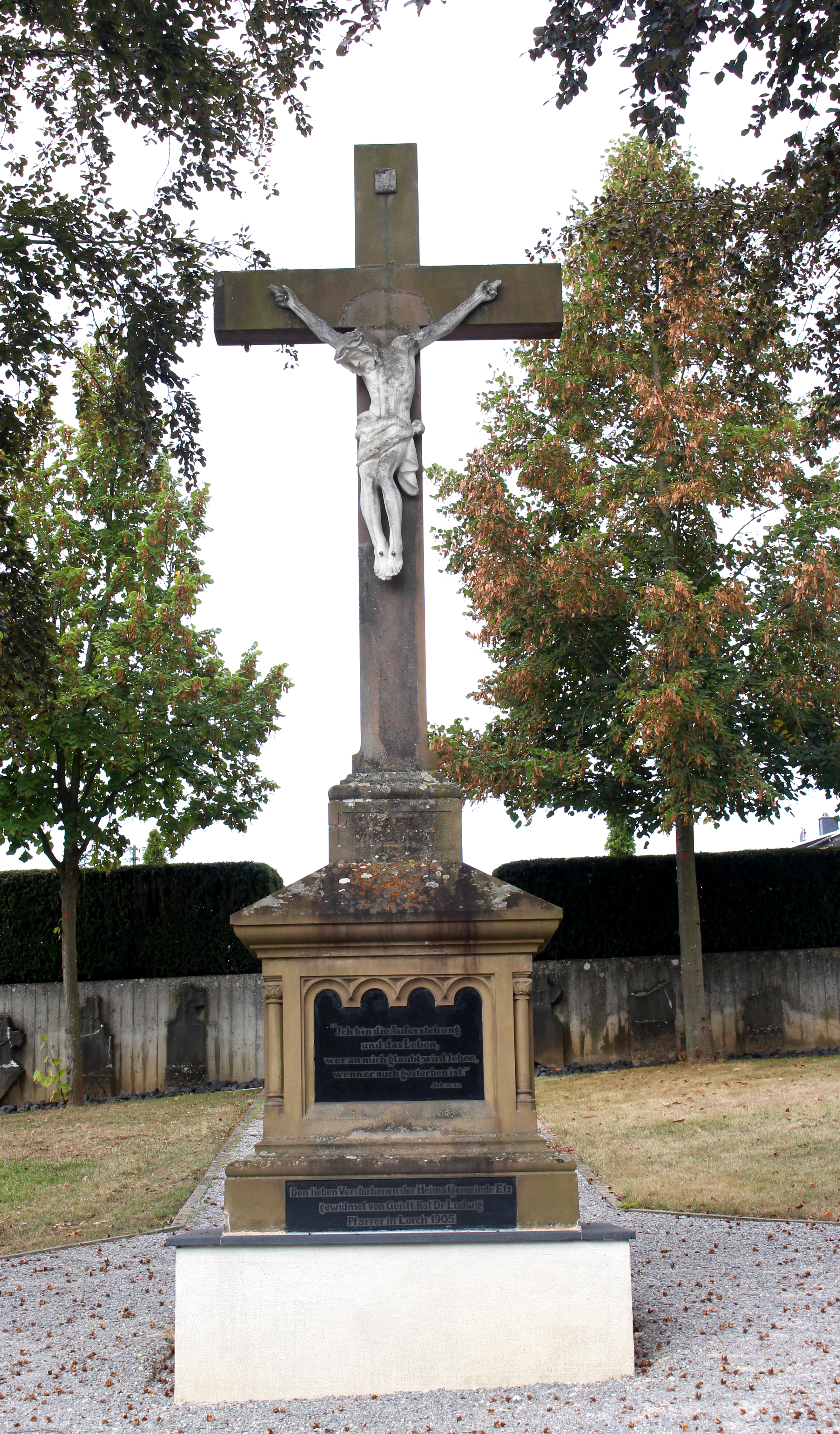
Friedhofskreuz von 1905
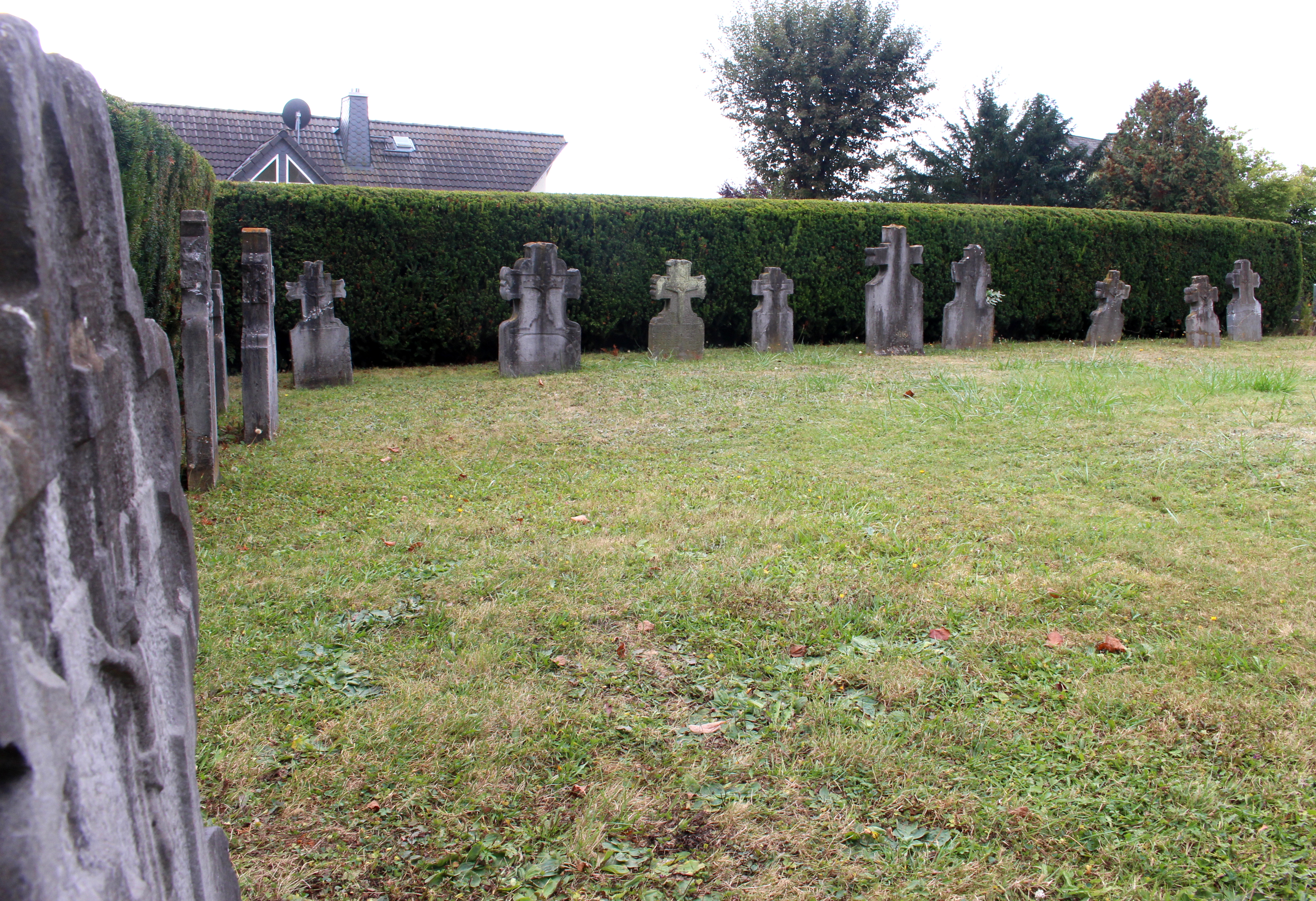
Historische Grabkreuze
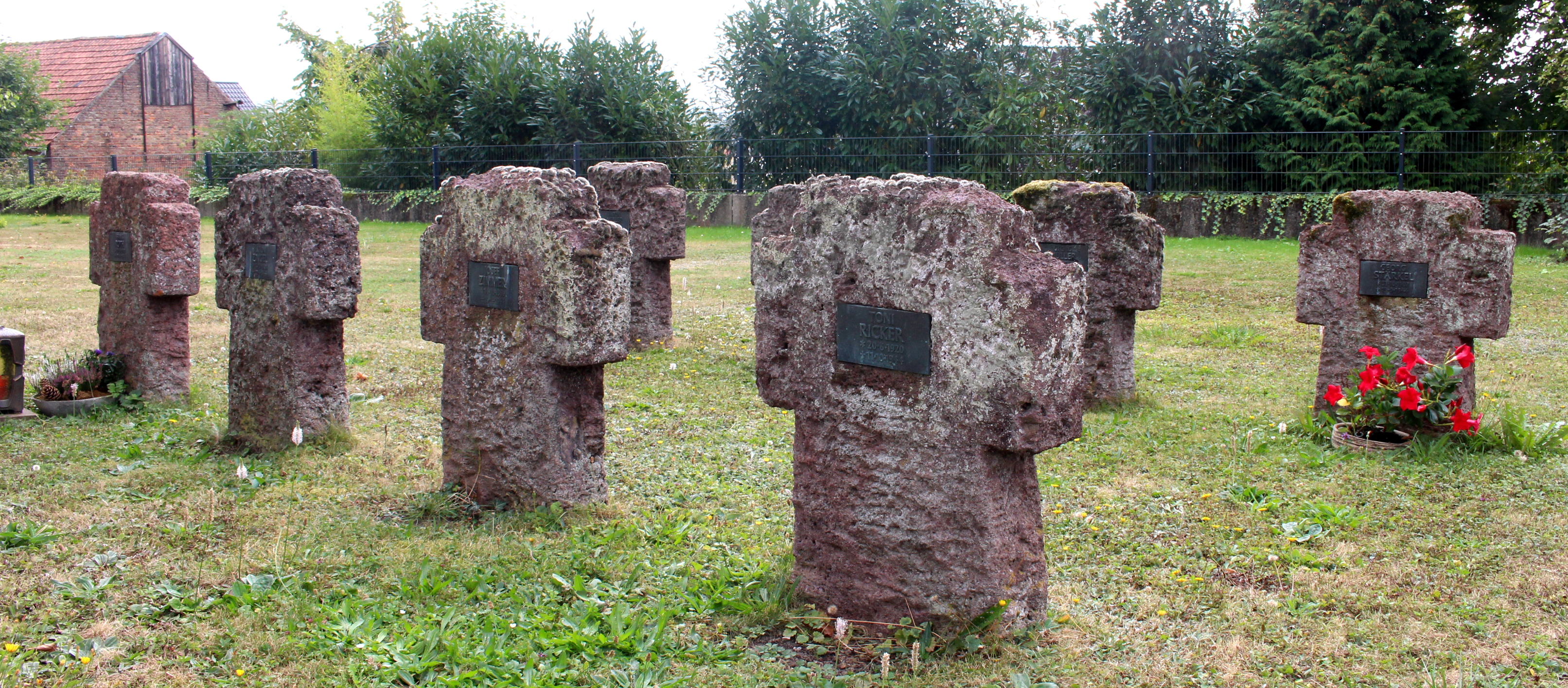
Kriegsgräber

### Johanneskapelle Hadamarer Straße

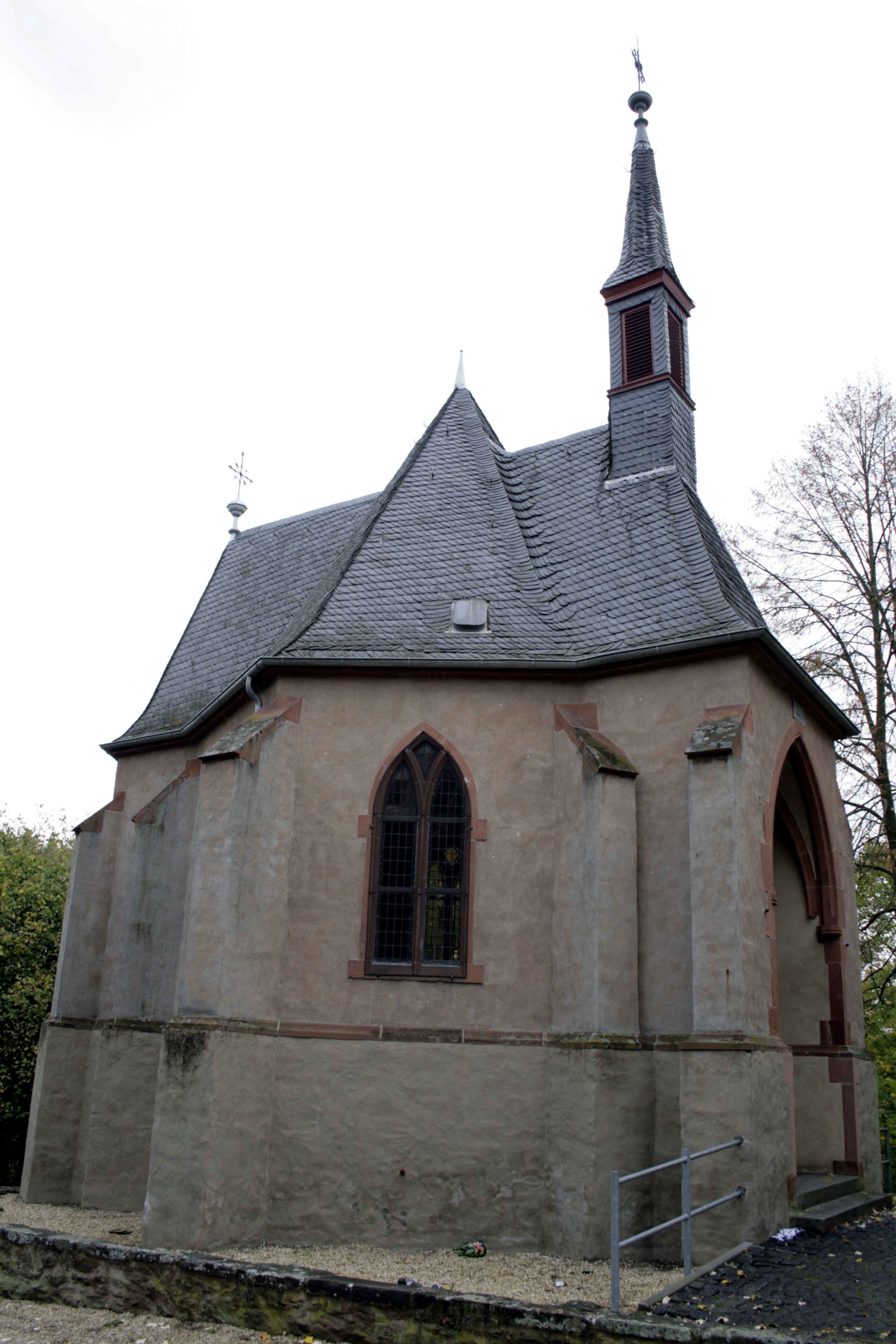
Johanneskapelle

Die Kapelle kurz vor dem heutigen Ortseingang aus Richtung Hadamar geht auf eine angeblich heilkräftige Quelle zurück, die bereits im Barock erwähnt wird. Die heutige Kapelle nach einem Entwurf von Diözesanbaumeister Max Meckel entstand 1891, um einen Vorgängerbau aus dem 17. Jahrhundert zu ersetzen. Der sechseckige Hauptbau mit Vorhalle ist neogotisch geprägt mit Spitzbogenfenstern, hohem Dachreiter und Kreuzrippengewölbe.

### Marienkapelle Alexanderstraße

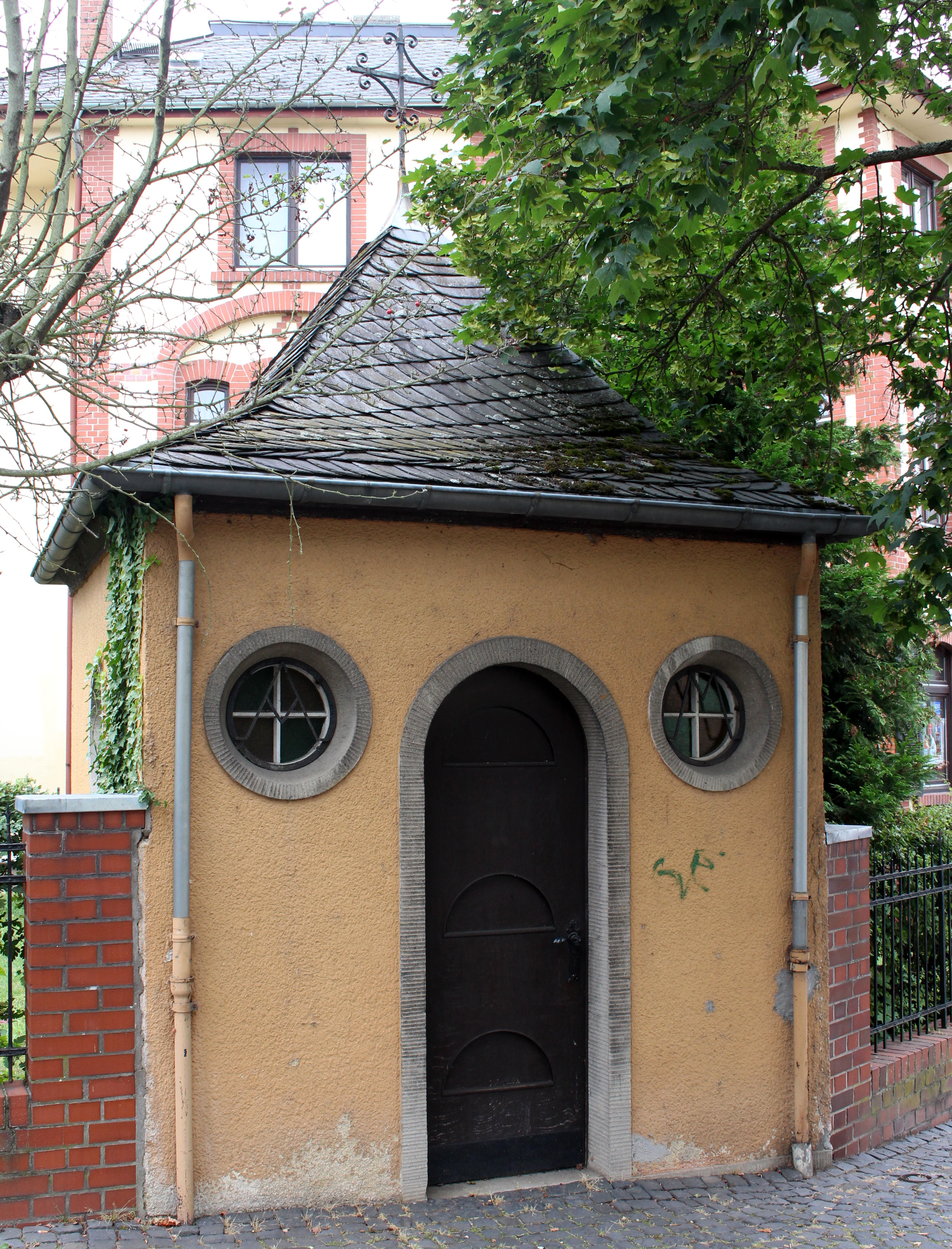
Marienkapelle Alexanderstraße

Am gleichen Standort befand sich eine 1791 errichtete Fachwerkkapelle. Der heutige Bau wurde 1933/34 als Ersatz dafür errichtet. Die Bauform ist recht einfach und nur durch das ausgeprägte Zeltdach und die beiden flankierenden Ochsenaugfen neben der Tür hervorgehoben. Die Kapelle enthält eine spätgotische Pietà. Stilistisch und in ihrer Bauzeit ist die Kapelle mit ihrem Gegenstück am Alten Straßenberg verbunden.

### Josephskapelle Alter Straßenberg

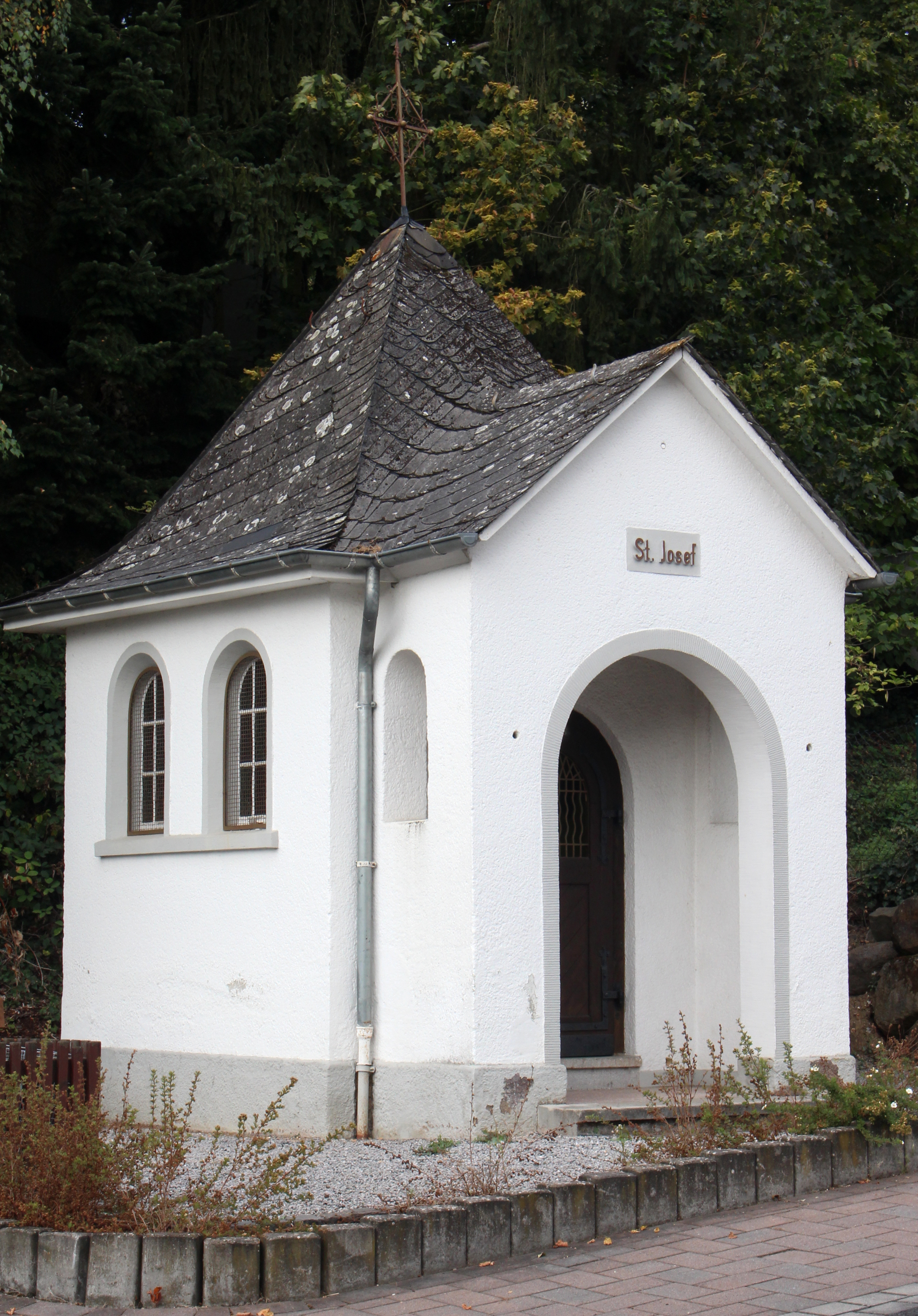
Josephskapelle

Der heutige Bau ersetzte 1933 einen älteren Josephs-Bildstock. Die kleine Kapelle ist durch Rundbögen und weitere Elemente leicht romanisierend ausgeführt und weist ein betontes Zeltdach auf. Innen ist sie mit einer volkstümlichen Heiligenfigur, Legendebildern der Bauzeit sowie kleineren Figuren Jesu und der Muttergottes ausgestattet. Stilistisch und in ihrer Bauzeit ist die Kapelle mit ihrem Gegenstück in der Alexanderstraße verbunden.

## Öffentliche Bauwerke

### Rathaus

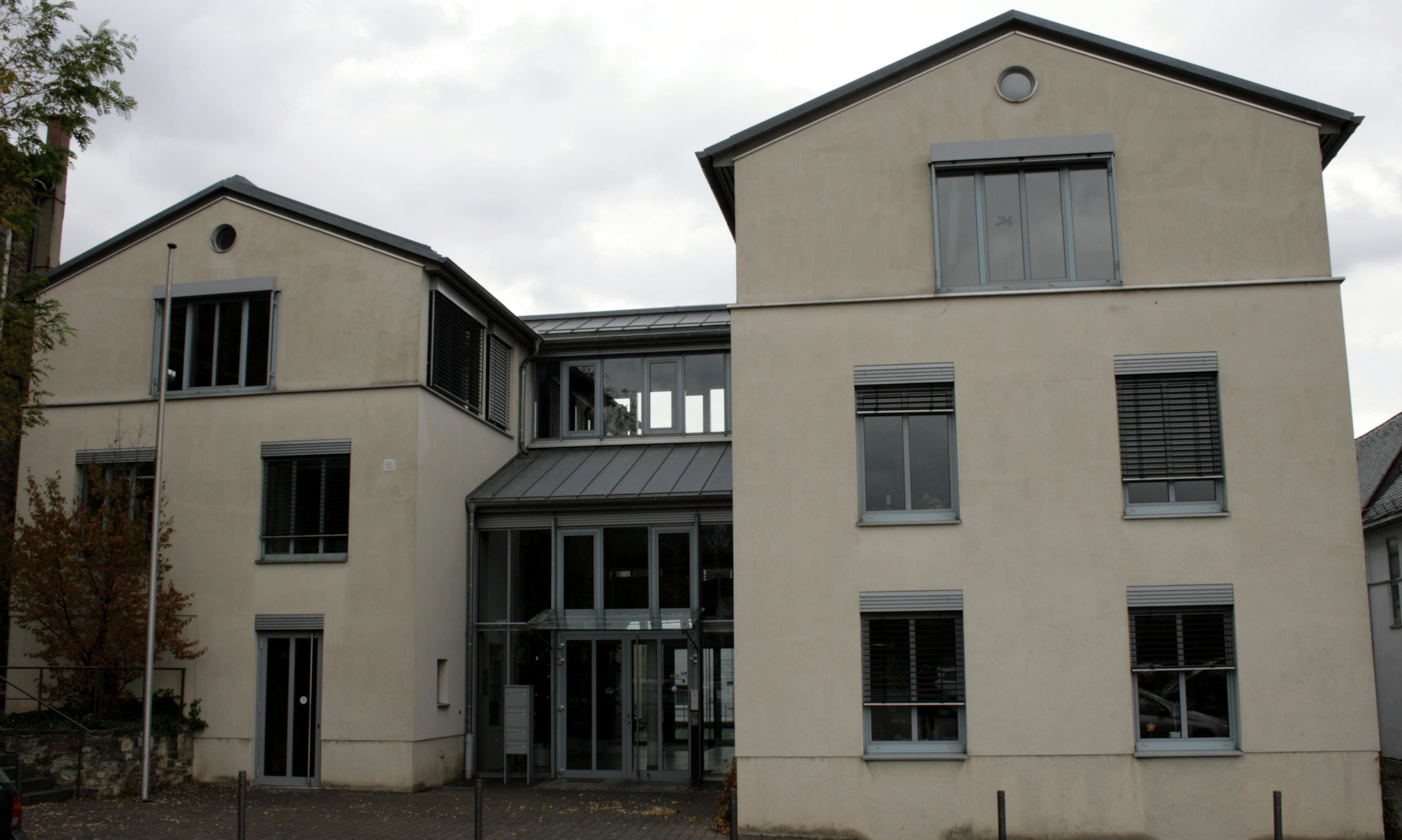
Neubautrakt des Rathauses, vom Hirtenplatz aus gesehen

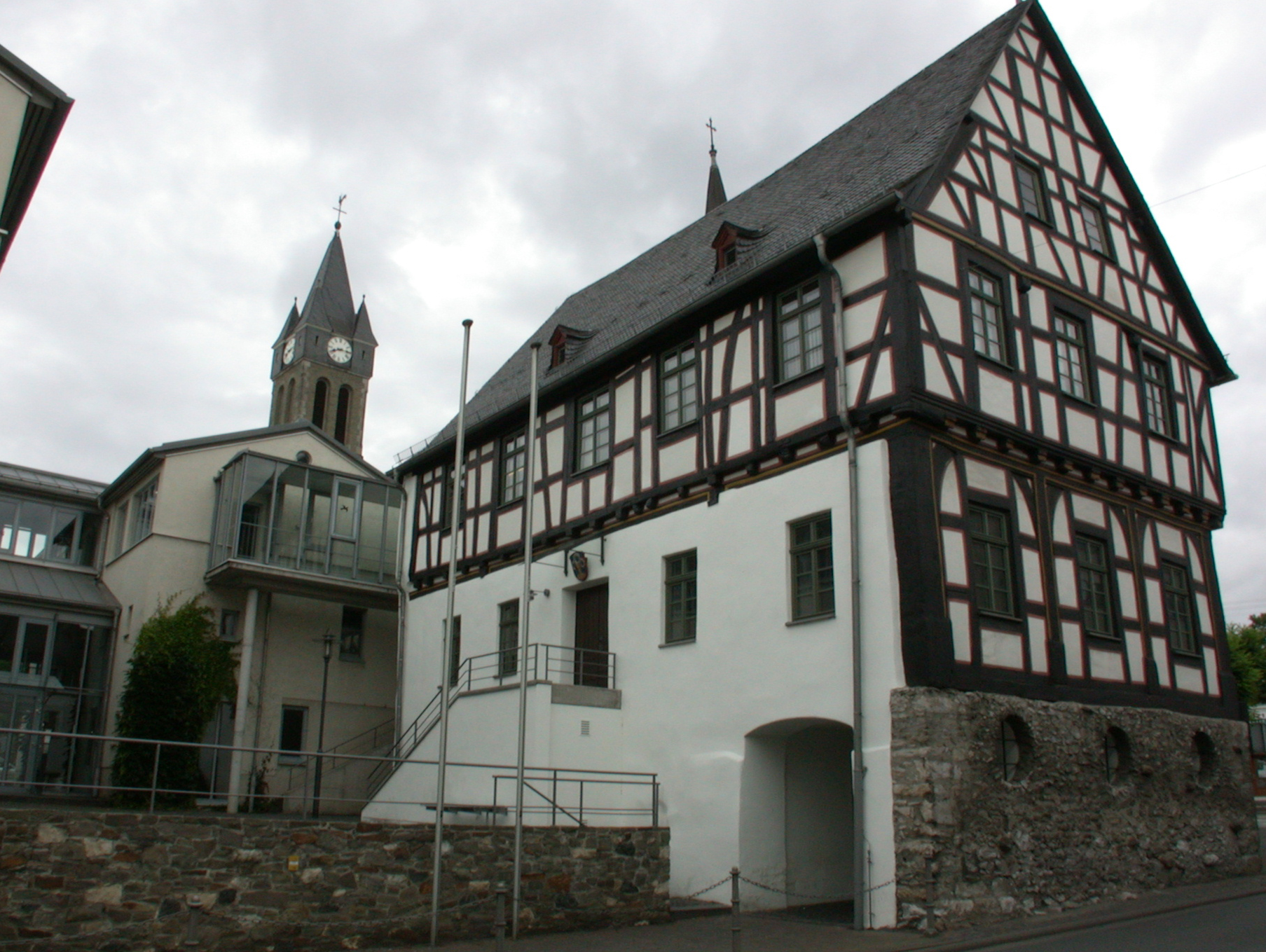
Rathaus, im Hintergrund der Turm der Pfarrkirche

Das 1561 errichtete, großformatige Fachwerkhaus im spätgotischen Stil enthält im Westgiebel noch Mauerreste eines spätmittelalterlichen Vorgängerbaus. Das Dach dieser Anlage brannte vermutlich im Dreißigjährigen Krieg ab und wurde 1664 erneuert. Das Fachwerk ist vergleichsweise einfach ausgeführt und weist lediglich einige Mannformen sowie im Obergeschoss einfache Bogenstreben auf. Bis um 1800 herum war der straßenseitige Part des Erdgeschosses als Arkadenhalle sowohl zur Straße hin als auch zu den Seiten offen und wurde als Gerichtslaube genutzt. Von einem vermutlich repräsentativ ausgeführten Mittelständer im Inneren der Laube sind noch beschnitzte Balkenköpfe vorhanden.
Der einstige Gewölbekeller wurde 1973 seitlich geöffnet, um eine Passage für den Bürgersteig der Rathausstraße zu schaffen.

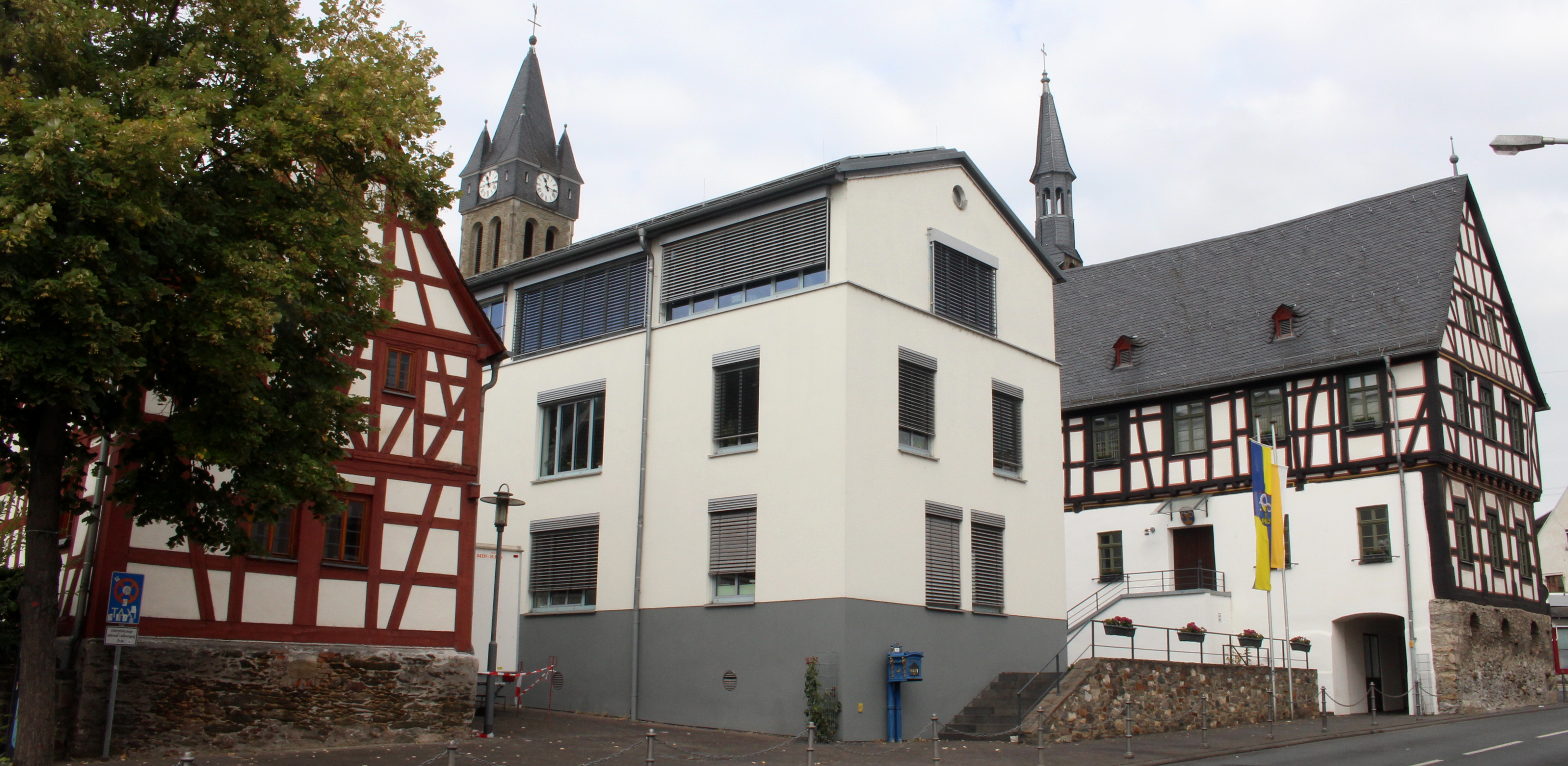
Ensemble aus Stricksine Haus, Rathaus-Neubau und Rathaus-Altbau (von links) von der Rathausstraße aus gesehen

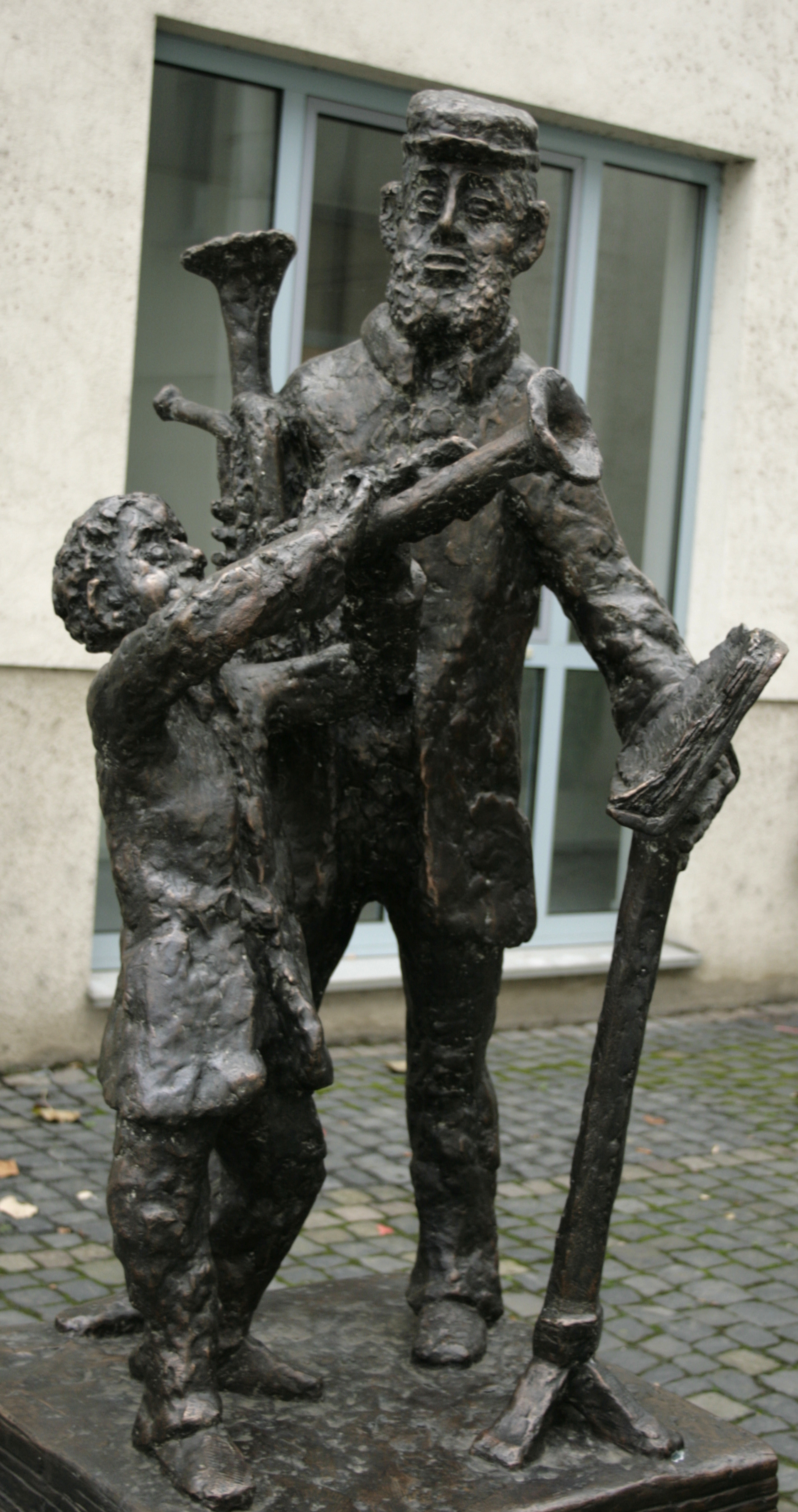
Musikantenskulptur im Innenhof des Rathauses

Von 1991 bis 1993 erfolgte eine grundlegende Sanierung sowie der Bau eines modernen Gebäudetrakts, der weitere Büroräume enthält. Dieser moderne Bau besteht aus zwei Trakten, von denen einer leicht versetzt hinter dem historischen Rathaus dessen Kubatur kopiert und durch Verbindungsbauten an den Altbau sowie den zweiten, etwas südlich gelegenen Neubautrakt angeschlossen ist. Dieser zweite Neubau-Körper ist deutlich größerformatig, greift aber in seinem Giebelformat und der Ausrichtung zur Straße die Vorgabe des historischen Rathauses auf. Zwischen den nun drei Elementen des Verwaltungskomplexes entstand ein kleiner Platz, auf dem eine Bronzeskulptur des Bildhauers Helmut Moos auf die örtliche Tradition des Borterwerbs als reisende Spielleute aus der Zeit des Pauperismus erinnert. Das Haus Lehrstraße 4/6 ist mit dem neuen Verwaltungskomplex nicht verbunden, steht aber in engem architektonischen Bezug zu ihm. Die ehemalige Gerichtslaube im Rathaus-Altbau wird heute als Veranstaltungssaal genutzt, das Obergeschoss beherbergt weiterhin Diensträume der Gemeindeverwaltung und den ehemaligen Ratssaal als Amtszimmer des Bürgermeisters. Adresse: Rathausstraße 39

### Bahnhof

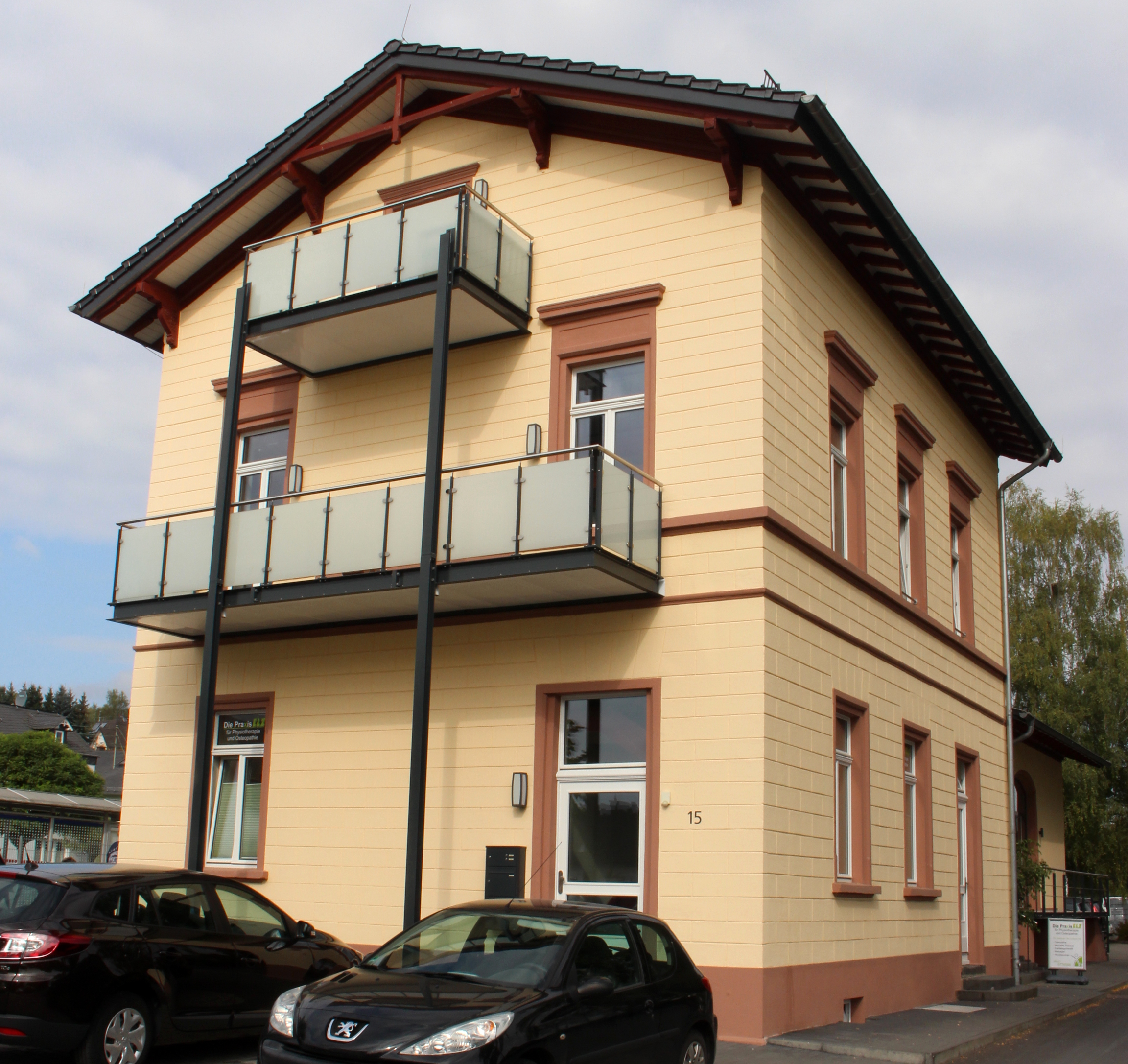
Bahnhof aus Richtung Norden

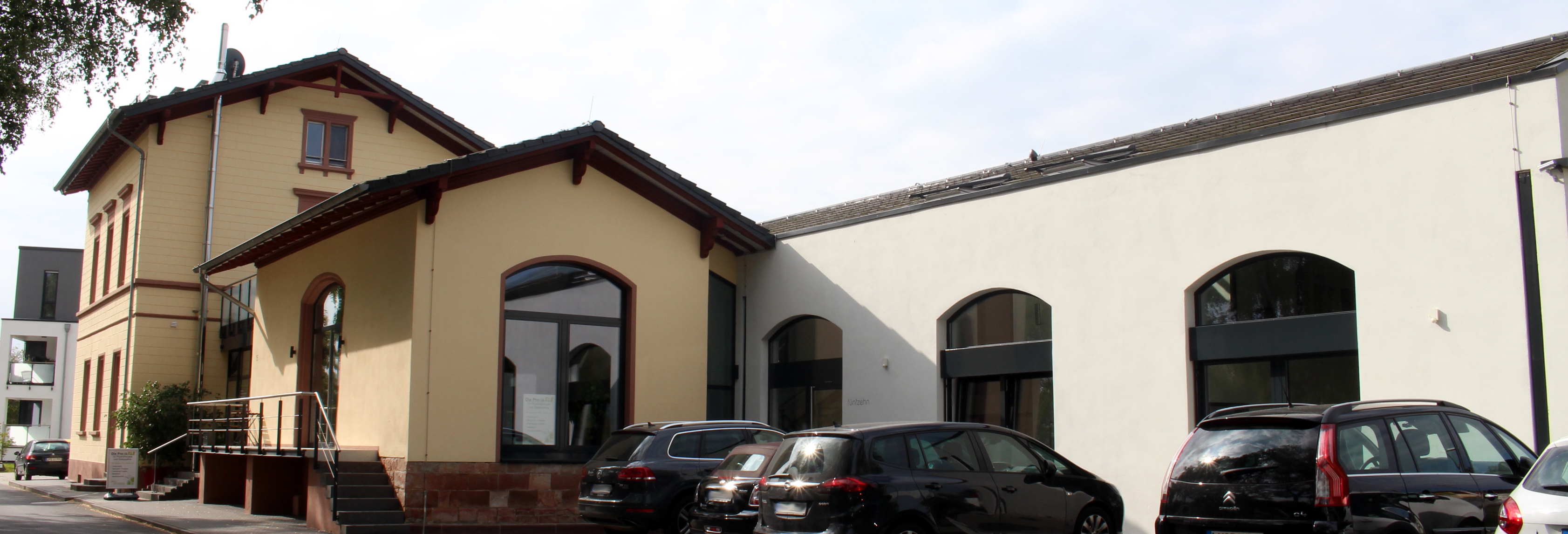
Bahnhof aus Süden, mit neuem Ergänzungsbau (rechts)

Der Bahnhof wurde 1870 im Rahmen der neuen Oberwesterwaldbahn erstellt und weist die typischen spätklassizistischen Stilmerkmale vieler Bahnhofsbauten an dieser Strecke auf. Vor allem orientiert sich die Bauweise eng am deutlich größer ausgeführten Bahnhof des benachbarten Hadamar. Prägend sind die profilierten Fensterrahmen aus Sandstein und das umlaufende Sims aus dem gleichen Material in Kontrast zur Putzfassade. Das flache Satteldach wird durch profilierte Kopfbänder an den Giebeln geschmückt.
Der Bahnhof sowie die angrenzende Lagerhalle gingen um das Jahr 2010 herum in Privatbesitz über und wurden anschließend umfassend renoviert sowie mit Erweiterungsbauten versehen. Verbunden damit war eine Umnutzung, so dass das Gebäude heute Büro-, Geschäfts- und Praxenräume enthält.

### Kurtrierischer Stundenstein

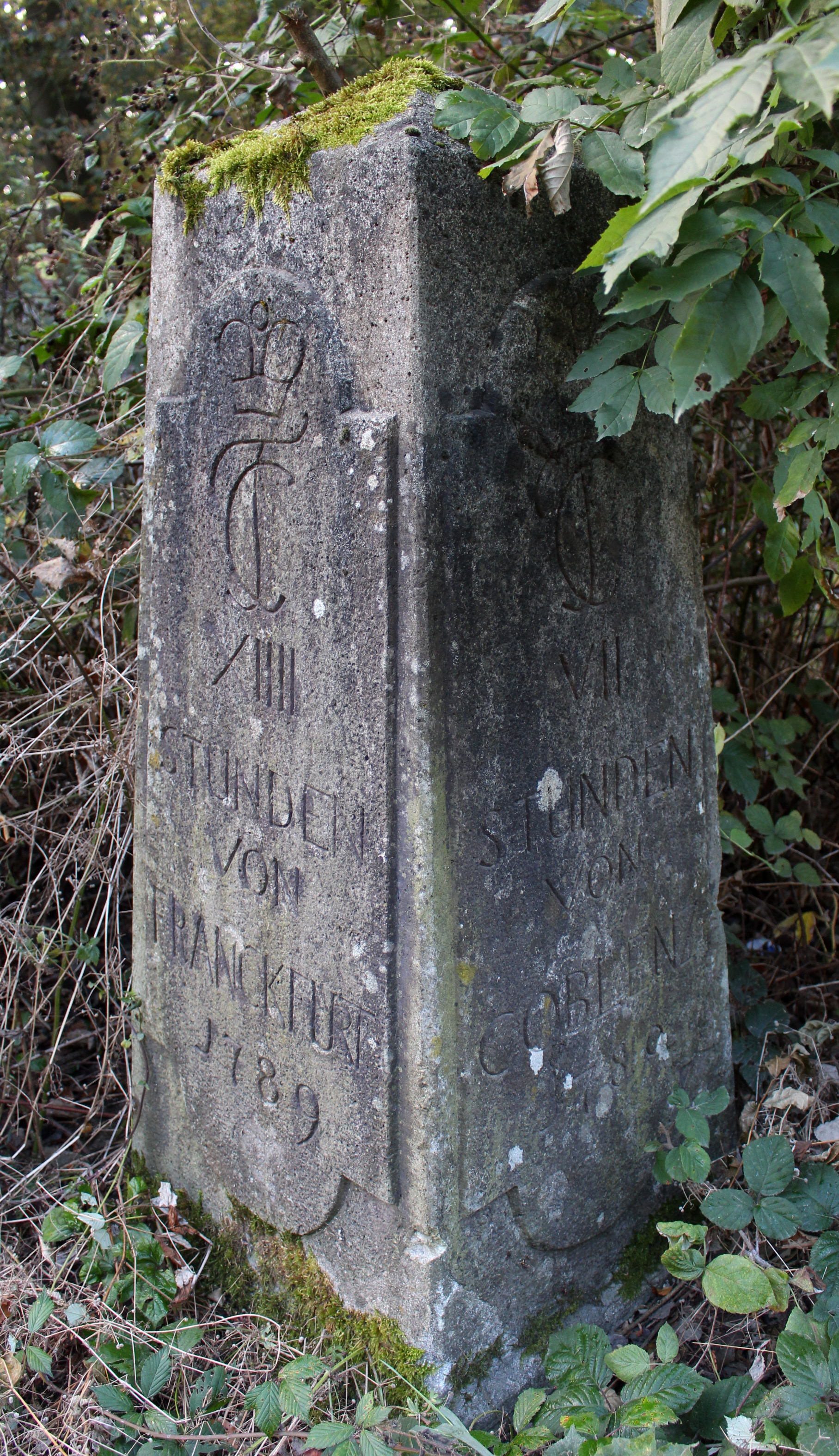
Kurtrierischer Stundenstein

Der Stundenstein steht an der heutigen Landstraße und ehemaligen Bundesstraße 49 zwischen Staffel und Görgeshausen, aber auf Gemarkungsgebiet der Gemeinde Elz. Er wurde nach einer 1768 vom Trierer Kurfürsten Johann IX. Philipp von Walderdorff erteilten Anweisung an der damaligen Chaussee zwischen frankfurt und Koblenz errichtet. Der gedrungene Pyramidenstumpf mit quadratischer Grundfläche trägt unter einem stilisierten Kurhut und dem Monogramm des Kurfürsten auf zwei Seiten die Inschriften „XIIII Stunden von Franckfurt“ und „VII Stunden von Coblenz“ sowie die Jahreszahl 1789.

## Wohngebäude

### Alexanderstraße 1/3

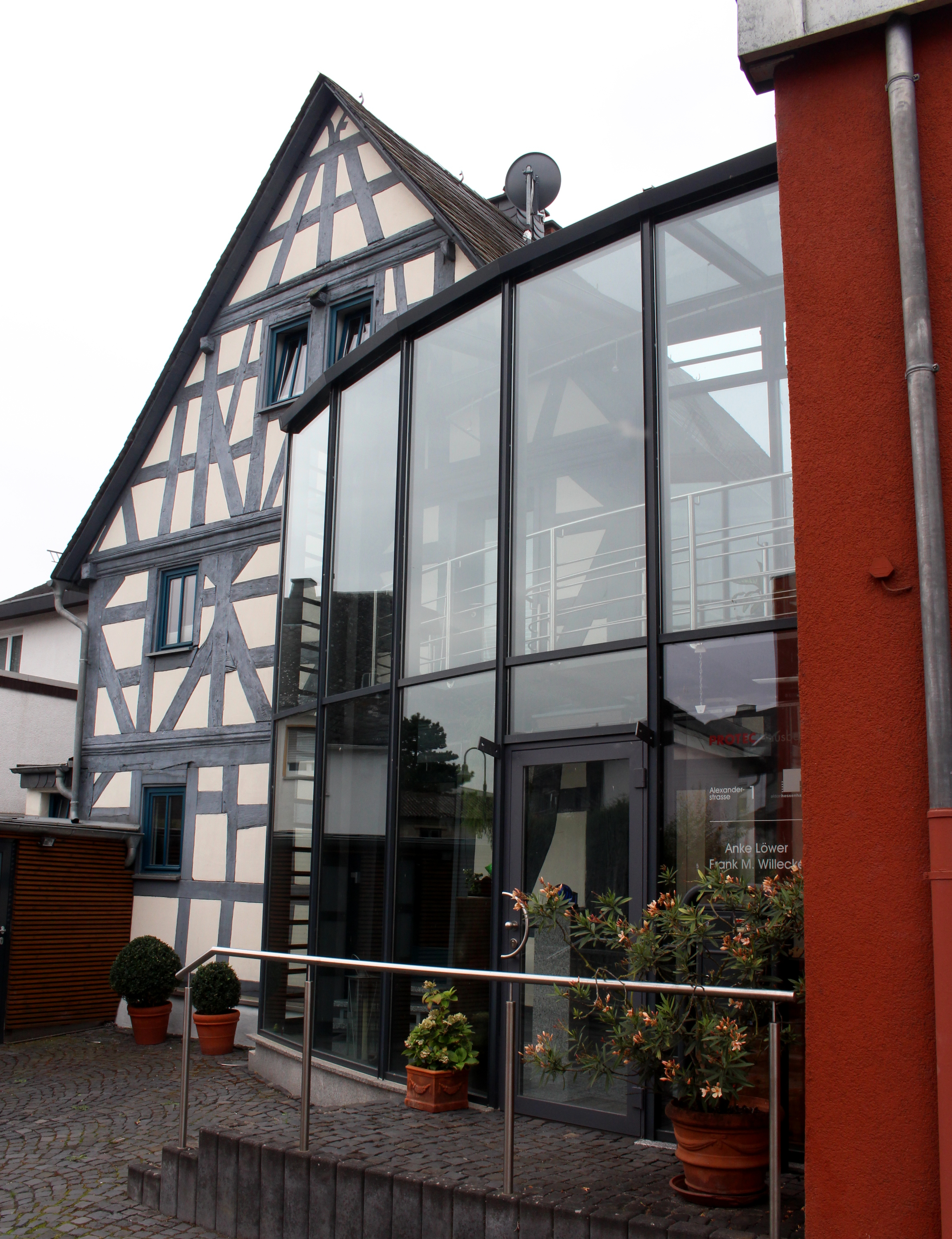
Alexanderstraße 1/3

Dieses Doppelhaus aus der ersten Hälfte des 18. Jahrhunderts ist durch seine Position auf einer Freifläche an der Ecke zur Bachgasse und seine Position an der Erbachbrücke exponiert. Das Fachwerk ist klar strukturiert und von mehreren Mannformen sowie den besonders hoch ausgeführten Rähmen und Schwellen geprägt. Die historische Fensteranordnung wurde nur wenig verändert. Das Fachwerk dürfte sich bei der verputzten Hälfte in gleicher Form fortsetzen.
Um das Jahr 2010 herum wurde das Fachwerkgebäude um einen modernen Anbau ergänzt. Die weitgehend Ausführung der unmittelbar angrenzenden Gebäudepartie in Glas soll die Sichtbarkeit des Fachwerkbaus erhalten. Die Gesamtanlage wird heute teilweise gewerblich genutzt.

### Alexanderstraße 2

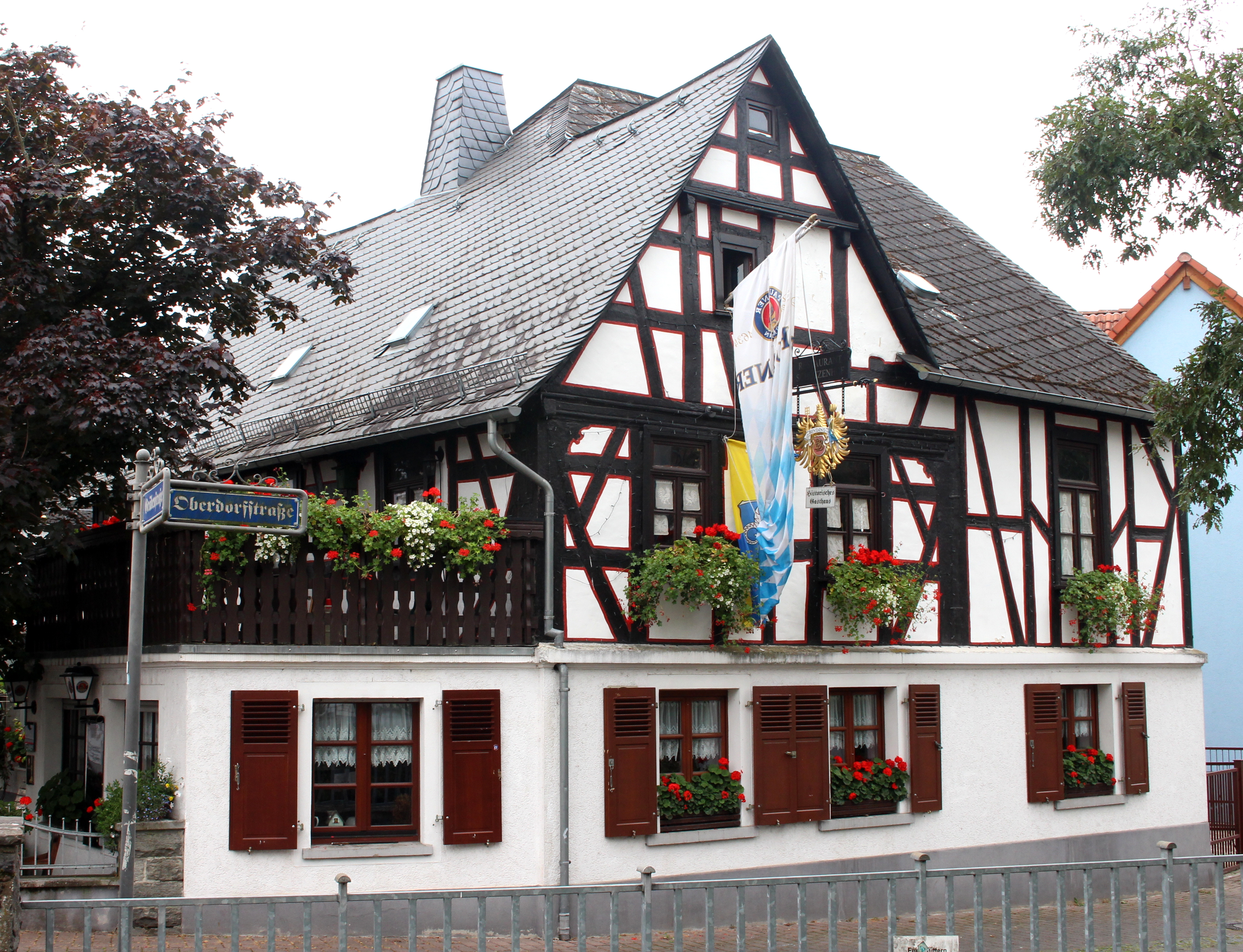
Alexanderstraße 2

Auch dieser großformatige Bau ist durch seine Position an der platzartig verbreiterten Straßenkreuzung im Umfeld der Erbachbrücke hervorgehoben. Er lässt sich auf 1678 datieren, das Fachwerk im Erdgeschoss wurde jedoch durch einen Massivbau ersetzt. Im Obergeschoss zeigen sich zahlreiche Mannformen in einem ansonsten einfachen, im Dachgeschoss sehr uneinheitlichen Fachwerk. Gerundete Fußstreben und profilierte Schwellen bilden von den Mannformen abgesehen den einzigen Bauschmuck. Eine Nutzung als Schankwirtschaft seit etwa 1700 ist nachgewiesen. Auch heute beherbergt das Gebäude Gastronomie.

### Alter Straßenberg 1

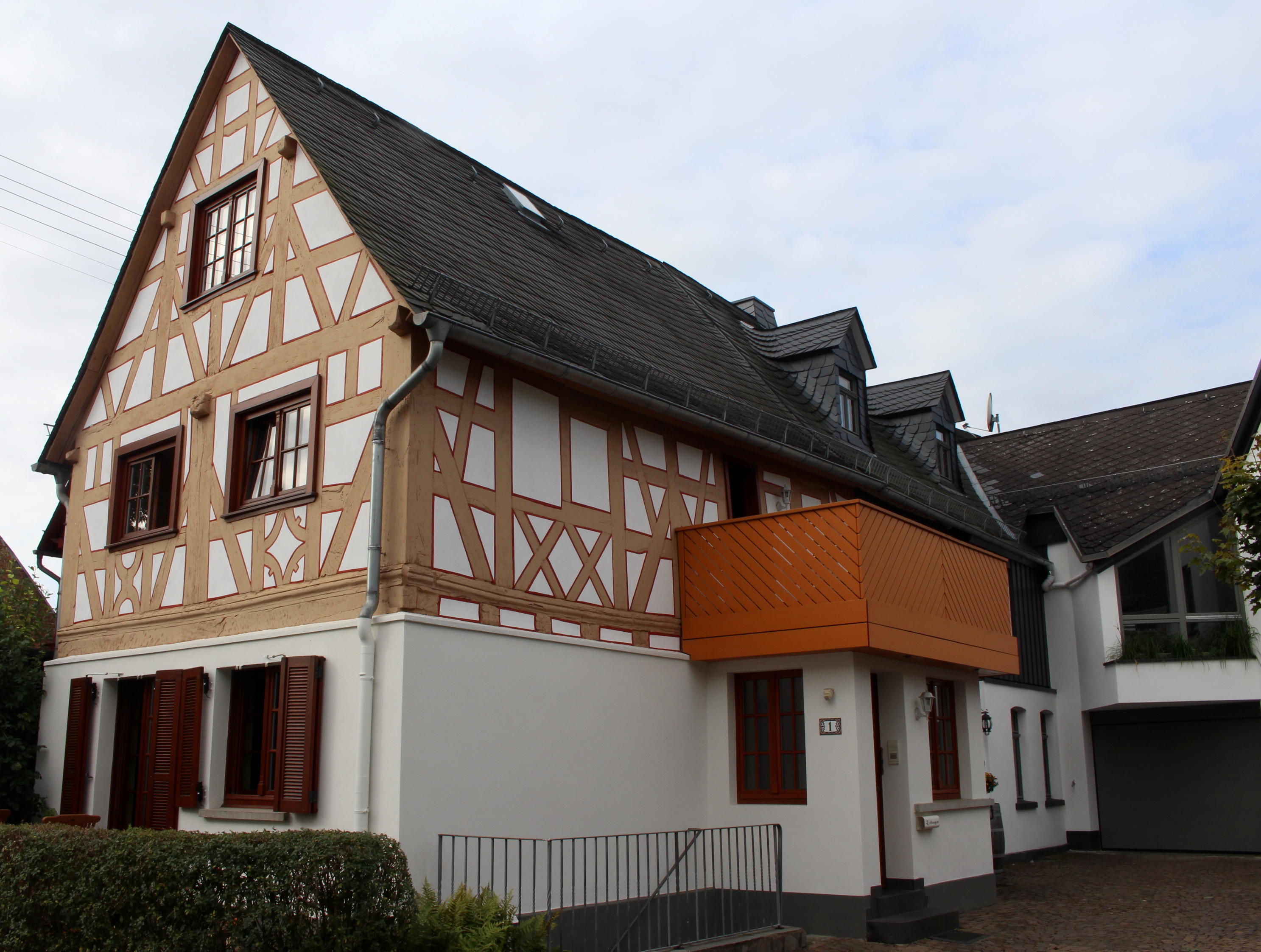
Alter Straßenberg 1

Der straßenseitige Trakt des heutigen Gebäudes wurde in der Mitte des 18. Jahrhunderts am damaligen Rand der Besiedlung errichtet und später nach hinten erweitert. Der Fachwerkschmuck besteht aus Mannformen und einzelnen Bogen- und Kreuzstreben an der Straßenseite sowie einer einfachen Profilierung der Obergeschoss-Schwelle. Im Erdgeschoss ist das Fachwerk nicht mehr vorhanden.

### Freiherr-vom-Stein-Straße 1

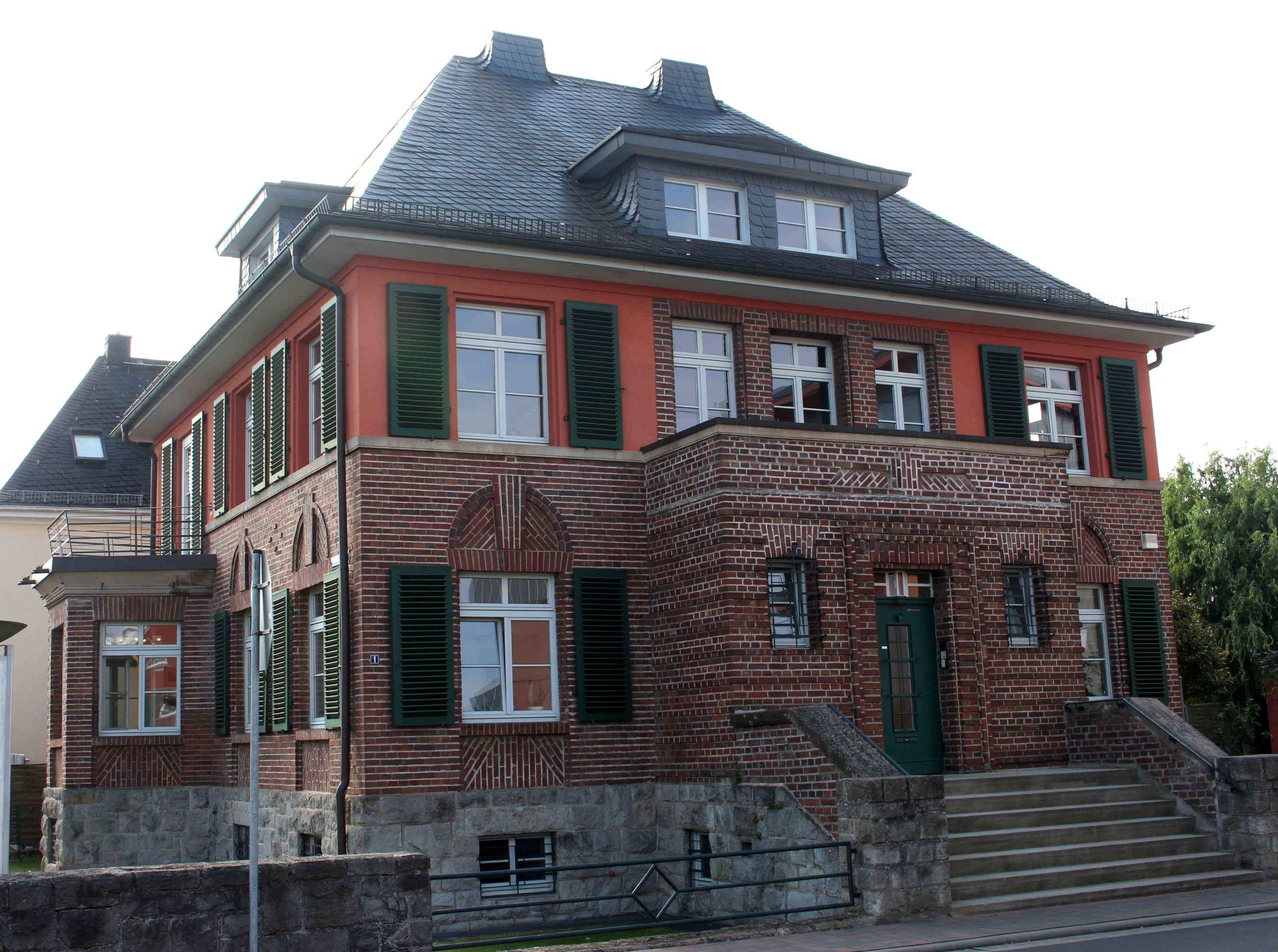
Freiherr-vom-Stein-Straße 1

Dieser würfelförmige Klinkerbau wurde 1929/30 mit Stilelementen des Klassizismus, der Neuen Sachlichkeit und in der Fassadenerscheinung auch des Expressionismus gestaltet. Seine Wirkung entfaltet sich vor allem durch den insbesondere regional ungewöhnlich angelegten Mauerverbund. Die Mauer des umgebenden parkartigen Gartens ist teils in Bossenwerk, teils als Rohrgeländer ausgeführt und prägt den Denkmalwert mit. Haustür und Garage stammen unverändert vom Ursprungsbau. Im Inneren ist vor allem ein repräsentatives Treppenhaus baugeschichtlich bedeutsam.

### Friedrich-Ebert-Straße 2

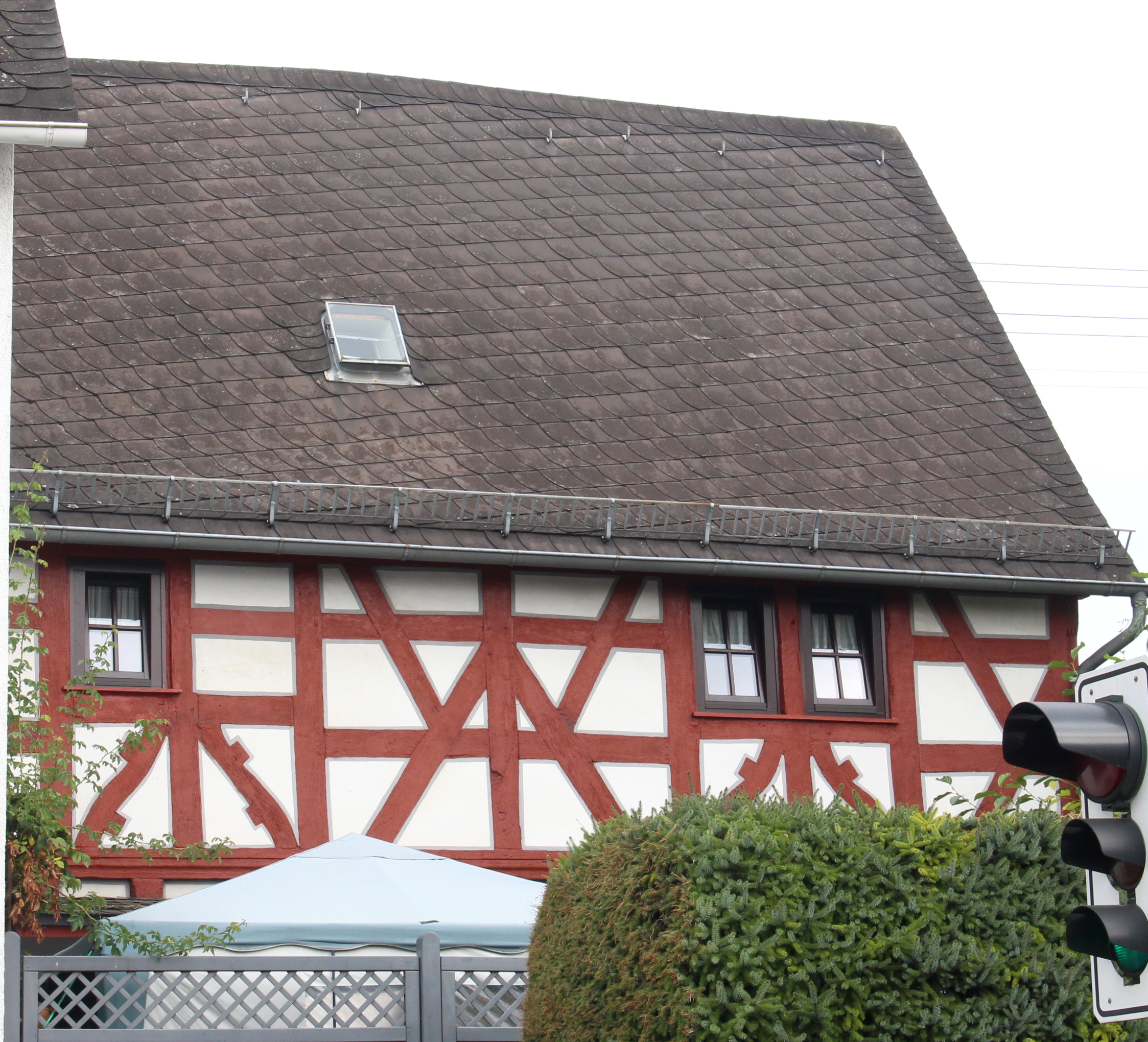
Friedrich-Ebert-Straße 2

Dieses Fachwerk-Wohnhaus bildete zu seiner Entstehungszeit in der ersten Hälfte des 18. Jahrhunderts den Ortseingang. Das Fachwerk ist sehr gleichmäßig aufgebaut, zeigt Mannformen und genaste S-Streben. Die Fensteraufteilung hat sich im Originalzustand erhalten. Die Eckständer und einzelne Balkenprofile sind mit Schnitzwerk geschmückt.

### Gemeinschaftlicher Hof

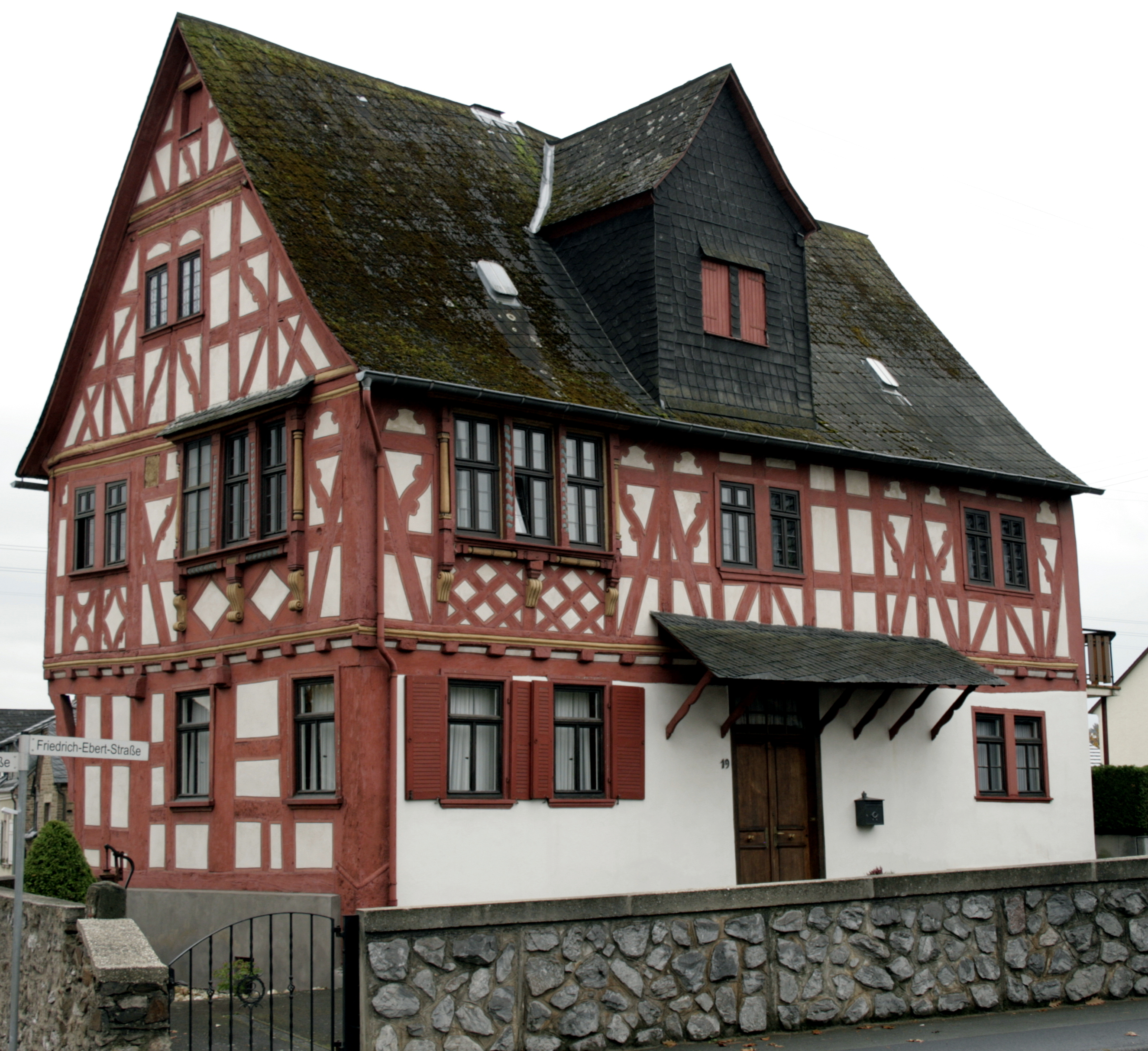
„Bausche Haus“

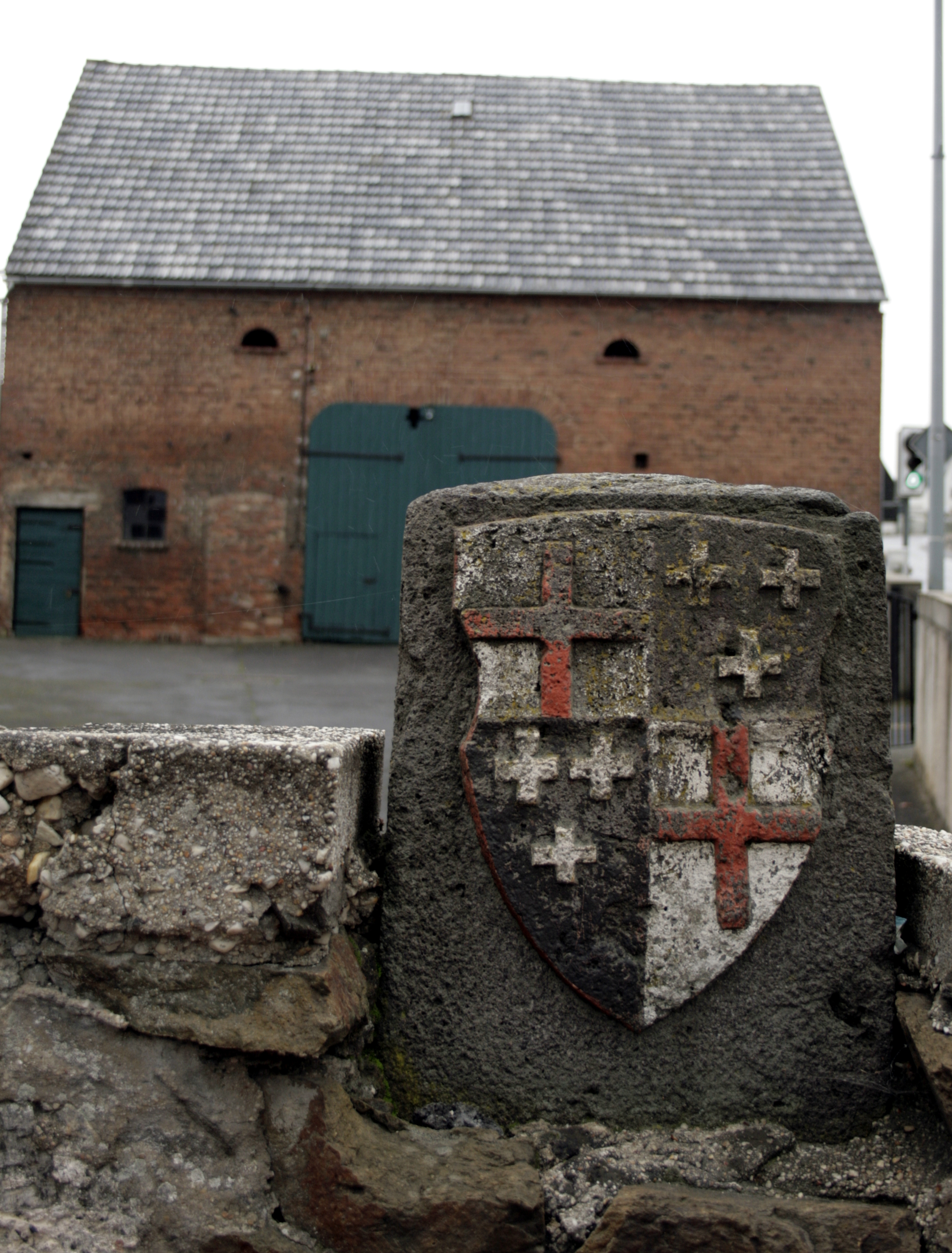
Grenzstein mit dem Kurtrierer Wappen in der Hofmauer des „Bausche Haus“, im Hintergrund die um 1900 errichtete Scheune

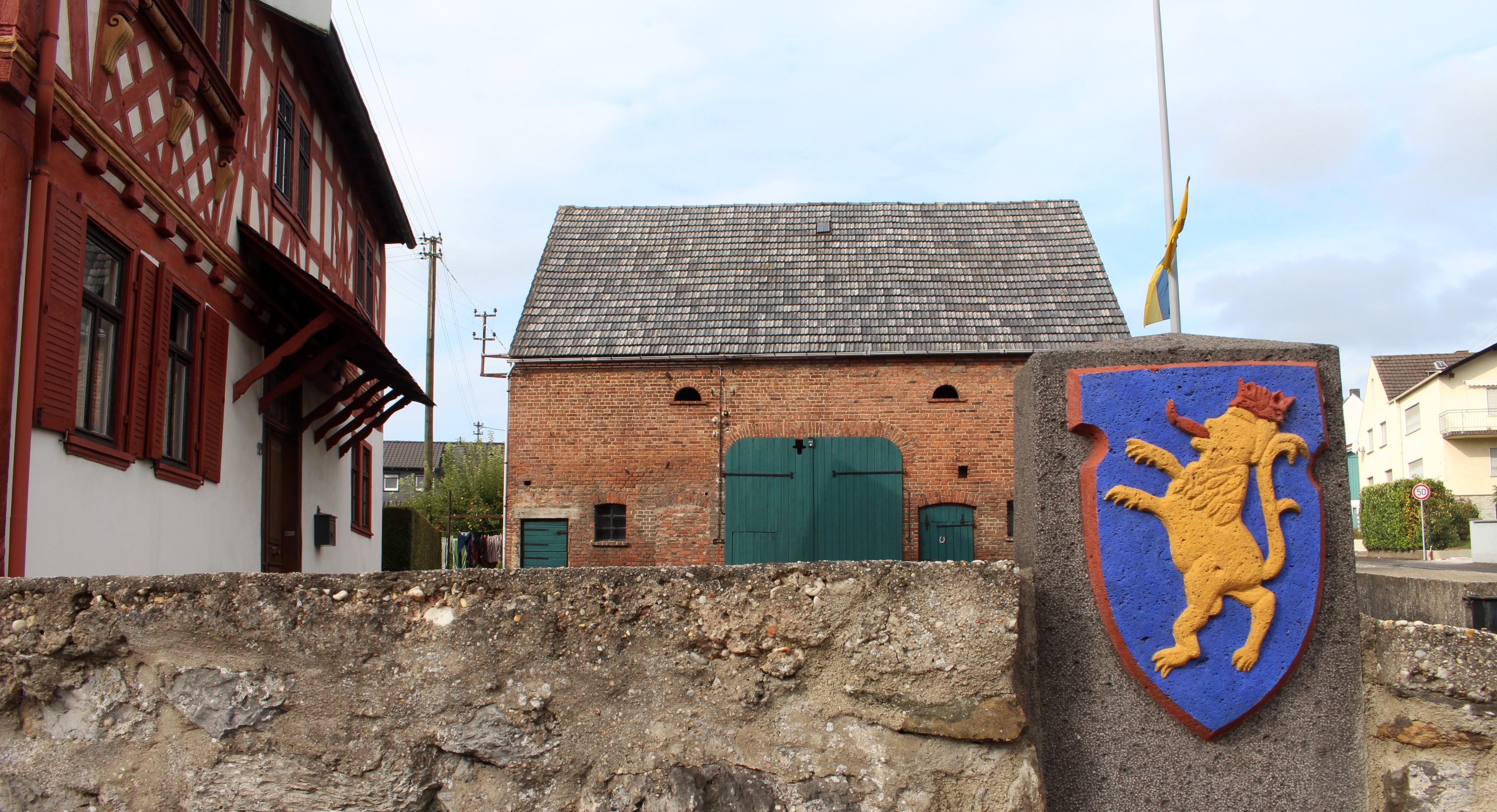
Um das Jahr 2010 herum wurde der Grenzstein gedreht.

Bei dieser großen, einstmals vor der Dorfumfriedung an der Pforte der Fernstraße in Richtung Köln errichteten Hofanlage handelte es sich um eine gemeinsame Besitzung des Lubentiusstifts in Dietkirchen, der lokal bedeutsamen Freiherren von Elkerhausen und der Herren von Walderdorff. Deshalb ist das Anwesen als „Gemeinschaftlicher Hof“ oder, nach dem Namen einer Bewohnerfamilie, „Bausche Haus“ bekannt.
Das Wohnhaus wird als 1708 errichtetes Ersatzbauwerk für einen Vorgängerbau angesprochen. Vermutlich gehörten auch zahlreiche, heute nicht mehr erhaltene Nebengebäude zum Bestand aus dieser Bauphase. Das Fachwerk fällt durch die starken Holzelemente und die kleinen Gefache auf. Andreaskreuze und Schnitzwerk an den beiden Schaufassaden zu den Straßen hin unterstreichen den repräsentativen Charakter dieses typisch barocken Fachwerkbaus. Das Zwerchhaus trug ursprünglich einen Schweifgiebel, der heute nicht mehr vorhanden ist. Im Inneren sind insbesondere die große Diele und zahlreiche noch vorhandene Decken von Denkmalwert. Auch die historische Hofmauer zur Lattengasse und die um 1900 errichtete Backsteinscheune gehören zum Ensemble. Der in die Mauer eingelassene Grenzstein, der ursprünglich einen anderen Standort hatte, zeigt das Nassauer und das kurtrierer Wappen. Nachdem er bei einer zurückliegenden Renovierung gedreht worden war, hat er etwa 2005 seine ursprüngliche Ausrichtung zurückerhalten, mit dem nassauer Löwen in Richtung Ortskern. Adresse: Pfortenstraße 19

### Haus Loer

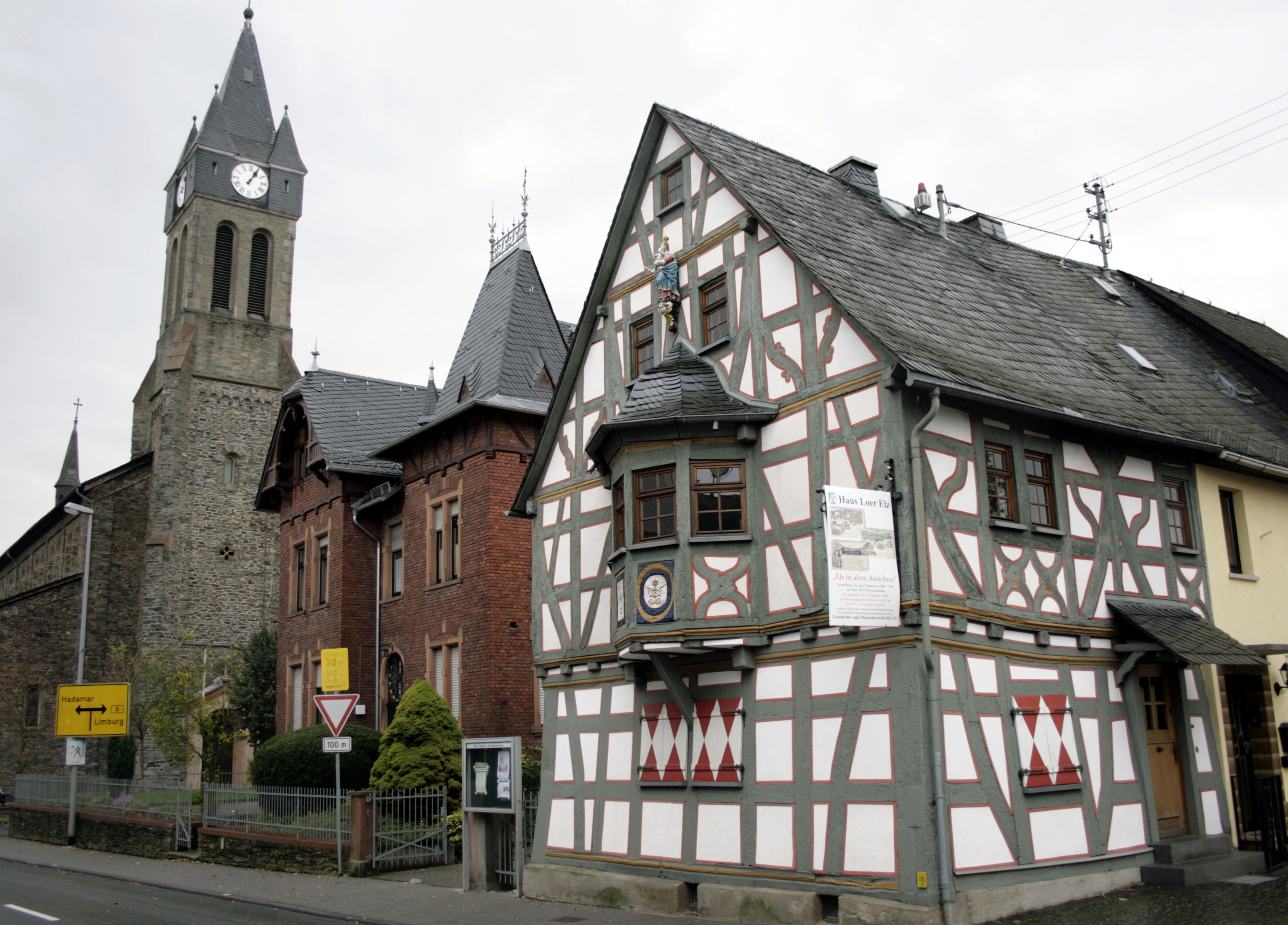
Haus Loer im Vordergrund, daneben Pfarrhaus und Pfarrkirche

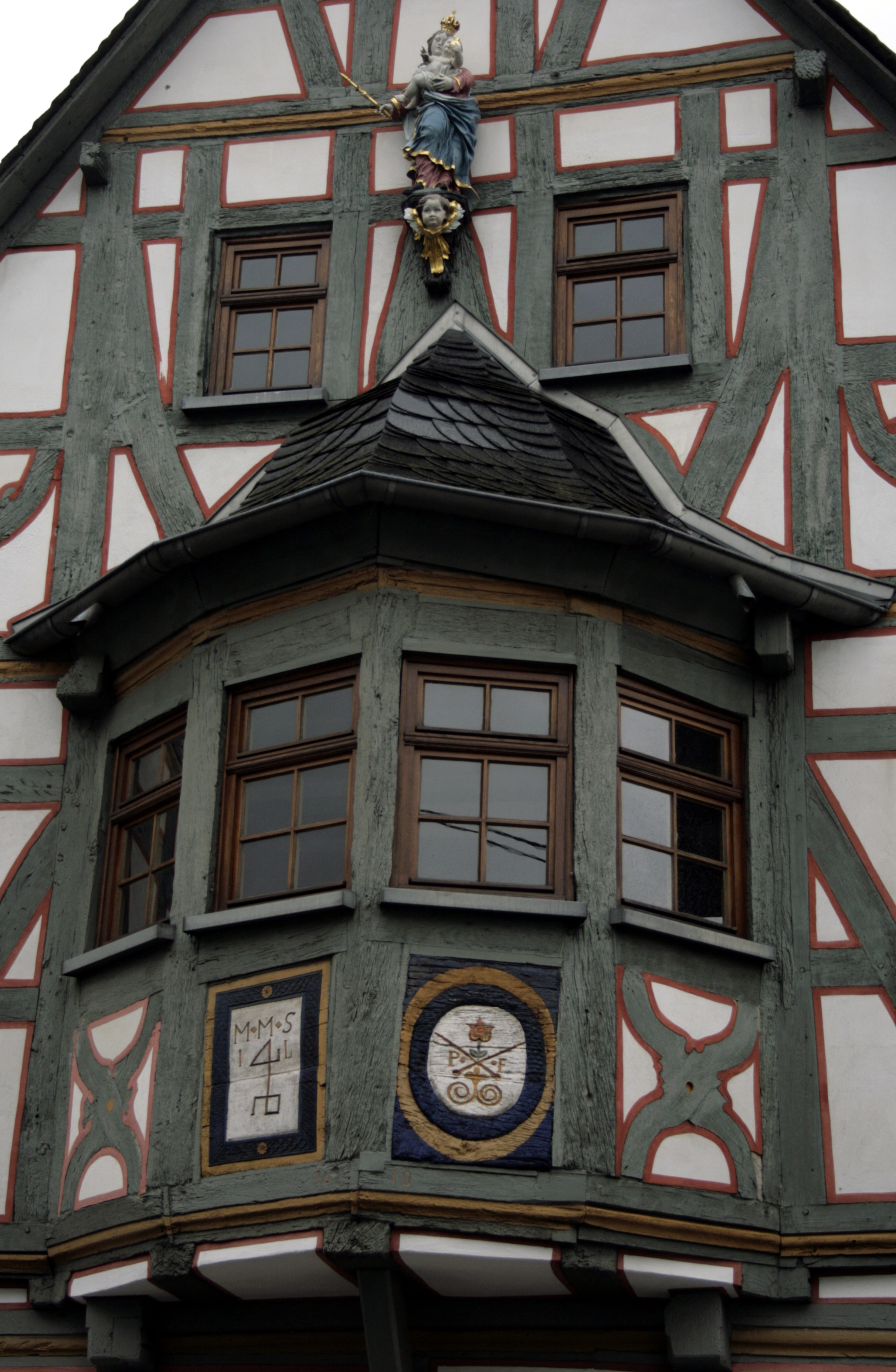
Erker am Haus Loer

Bei diesem einstigen Wohnhaus eines Gehöfts handelt es sich um eines der ältesten und zugleich am kunstvollsten ausgeführten Fachwerkhäuser in Elz. Eine Inschrift am Erker gibt das Baujahr mit 1610 an. Die Giebelseite wird durch einen polygonalen Erker mit geschwungener Haube geprägt. Andreaskreuze, S-Streben und zwei Hausmarken schmücken den Erker zusätzlich. Die rechte Hausmarke lässt sich eindeutig als barock identifizieren und weist mit den Buchstaben „P F“ auf dem kurtrierischen Schultheißen Paulus Faber hin, der sein Amt von 1664 bis 1691 ausübte. Andreaskreuze und teils genaste S-Streben finden sich auch an anderen Stellen des Fachwerks. Sämtliche Schwellen sind, wenn auch einfach, profiliert. Der hintere Gebäudeteil ist verputzt.
Das Haus befand sich lang im Besitz des in der Region beheimateten Adelsgeschlechts Walderdorff. Heute beherbergt es das Heimatmuseum der Gemeinde Elz. Adresse: Pfortenstraße 5/7

### Lehrstraße 5/7

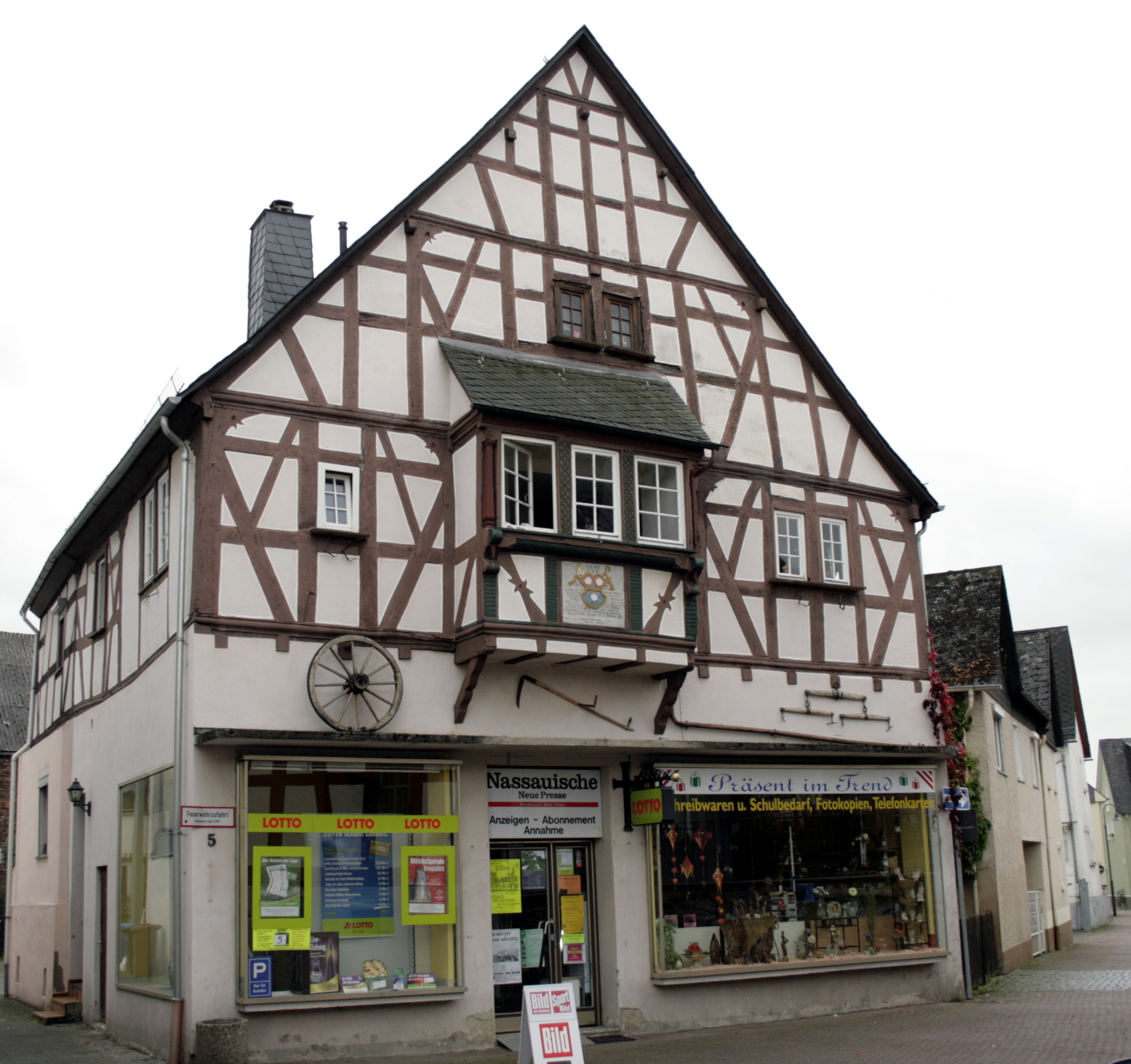
Ehemaliger Hof des Klosters Schönau

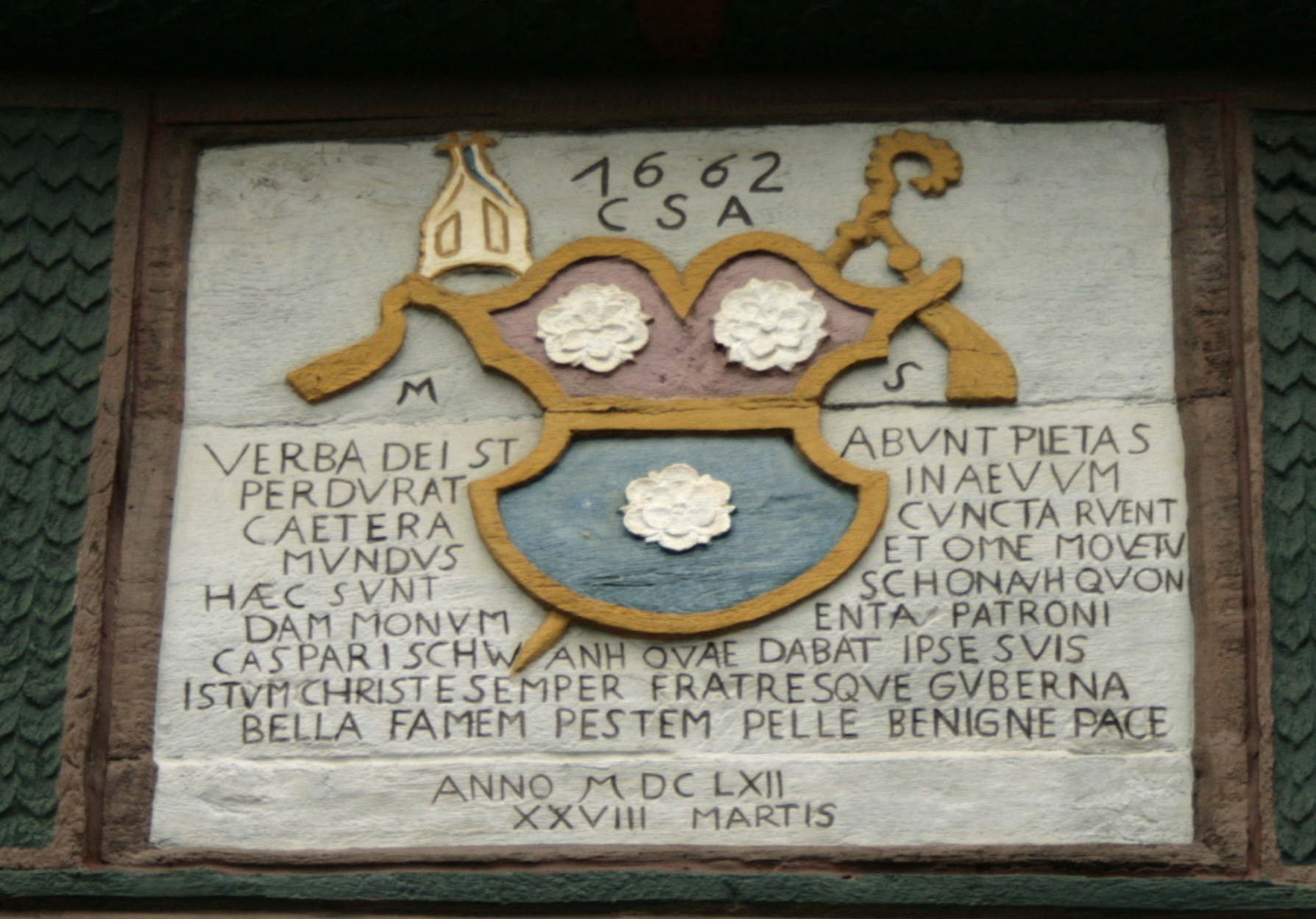
Wappen am ehemaligen Hof des Klosters Schönau

Der großformatige Fachwerkbau gehörte als Wohnhaus zum Elzer Hof der Abtei Schönau. Bei der 1145 erstmals nachgewiesenen Besitzung handelte es sich bis zur Säkularisation 1806 um das größte Gut im Ort. Das heute vorhandene Haus entstand 1662 als Ersatz für einen Vorgängerbau an gleicher Stelle. Für eine Fachwerkkonstruktion hat es ein ungewöhnlich hohes Erdgeschoss, das heute allerdings durch massives Mauerwerk ersetzt und durch eine Ladennutzung keine Ähnlichkeit mit dem Originalzustand mehr aufweist. Wichtigstes Baudetail ist ein leicht nach links verschobener Erker am Straßengiebel. Er weist profilierte Bügen, als Rundsäulen ausgeführte Eckständer und Schnitzwerk in Form von Schuppen und Flechtbändern auf. Ein Wandgemälde im mittleren Gefach des Giebels zeigt das Wappen eines Abtes und eine lateinische Mahnung in Gedichtform.

### Lehrstraße 8/10

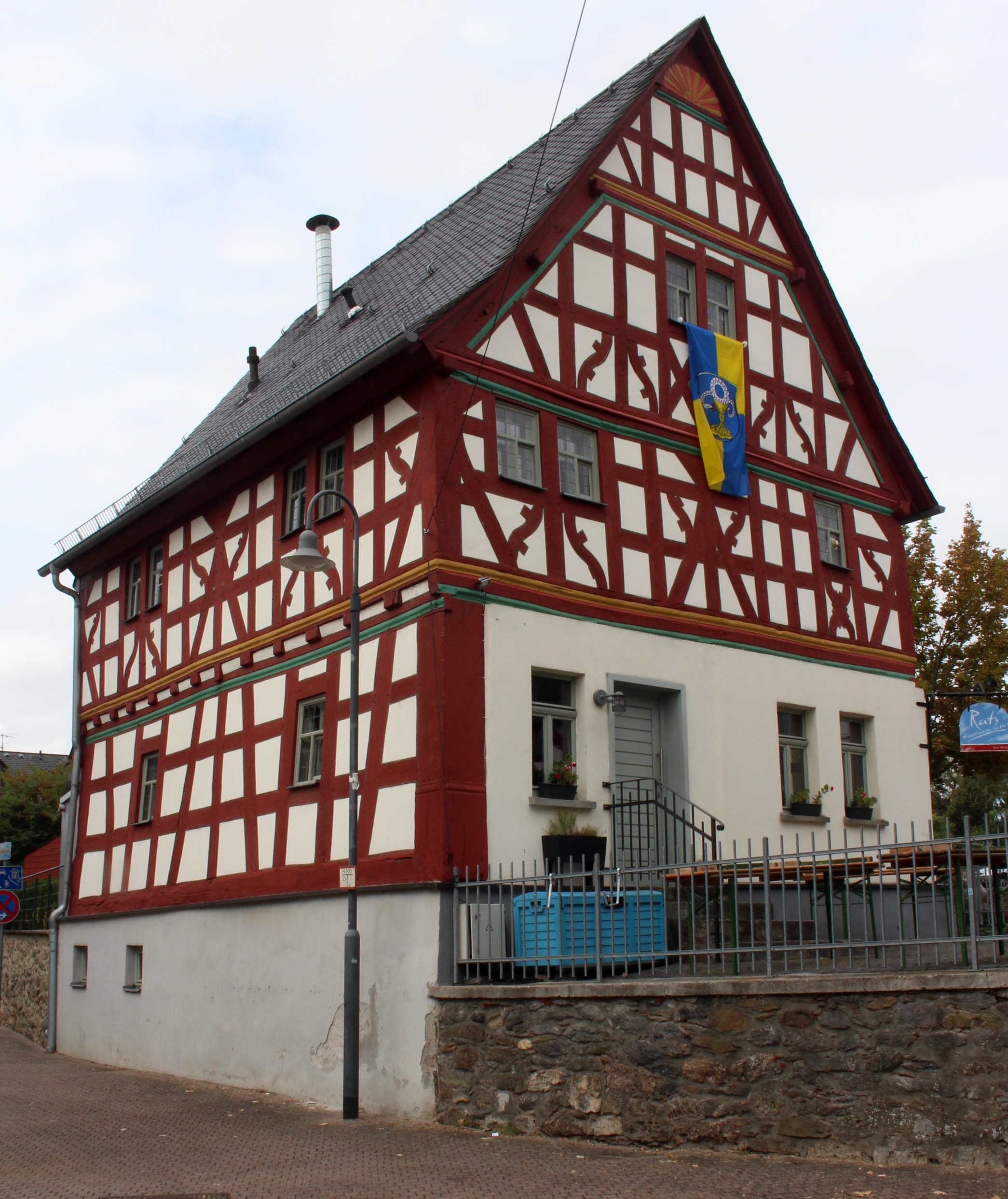
Lehrstraße 8/10

Es handelt sich um ein großformatiges, im Vergleich zu den meisten übrigen in Elz noch vorhandenen Fachwerkbauten reich geschmücktes Wohnhaus aus dem frühen 18. Jahrhundert, das zusätzlich durch den hohen gemauerten Kellersockel hervorgehoben wird. Der Bau ist zweizonig ausgeführt und weist zahlreiche genaste S-Treben, Mannformen, einen in der Region seltenen Feuerbock und unter der Giebelspitze ein als Sonnensymbol gestaltetes Gefach aus. Durch den Abriss mehrerer benachbarter Gebäude ist das Haus heute besonders exponiert zwischen der Einfahrt zum Hirtenplatz und der Lehrstraße. Seit etwa dem Jahr 2000 wird das vormalige Wohngebäude als Restaurant genutzt. Im Zuge dieser Sanierung wurde das zwischenzeitlich in zwei Wohnungen geteilte Gebäudeinnere als Einheit wiederhergestellt. Im Ort ist das Gebäude auch als „Hubhannese Haus“ bekannt.

### Oberdorfstraße 7

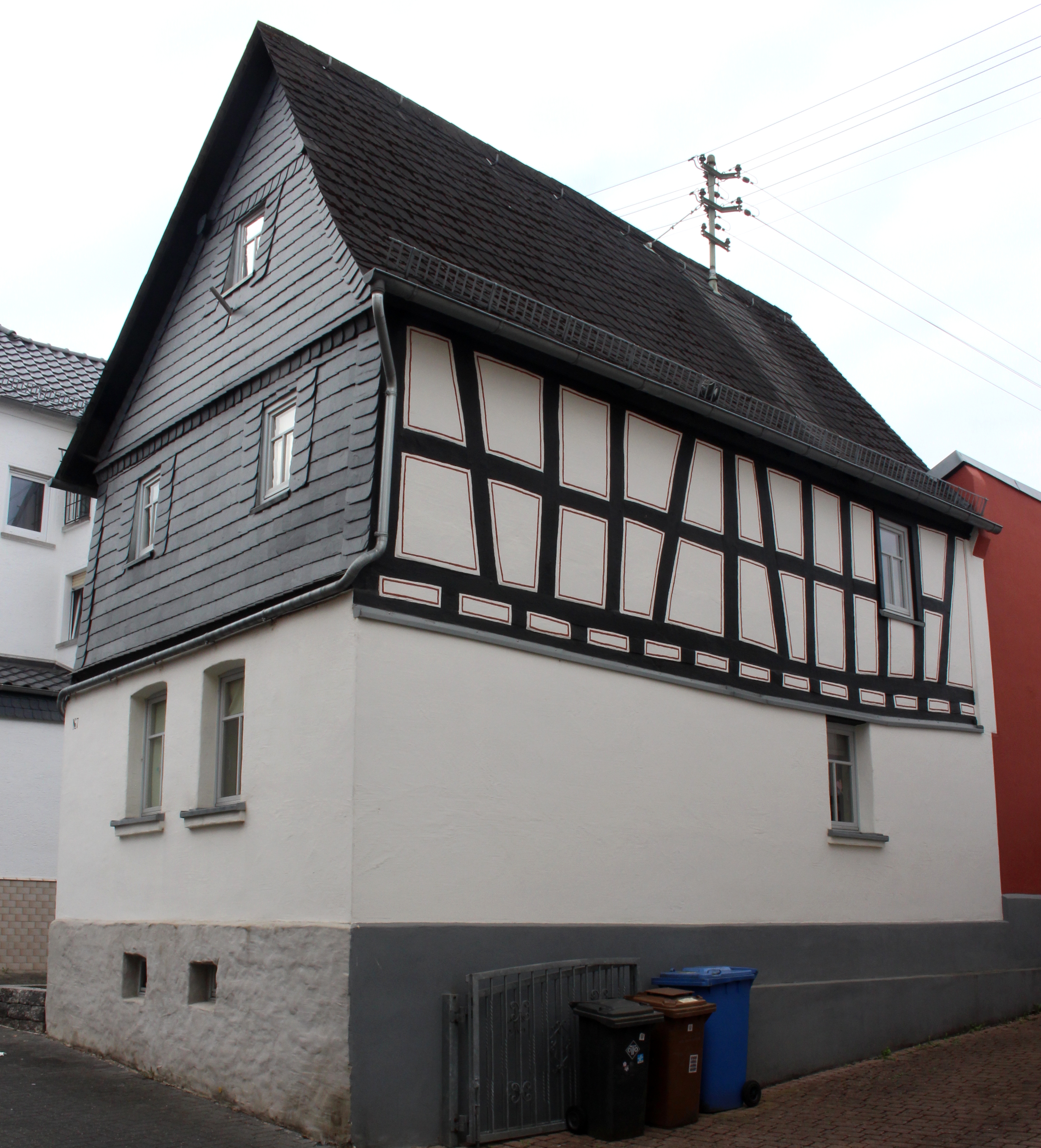
Oberdorfstraße 7

Dieses um 1800 errichtete Fachwerkhaus steht die beginnende Ausdehnung der Siedlungsfläche in das „Oberdorf“ zu dieser Zeit. Durch die Erneuerung des Erdgeschosses in Massivbauweise und die Verschieferung des Gibels ist heute nur noch ein kleiner Fachwerk-Abschnitt erkennbar. Dieser zeichnet sich durch eine einfache, ebenmäßige Konstruktion mit quadratischen Gefachen und geringen Schmuck lediglich durch profilierte Schwellen aus.

### Oberdorfstraße 13

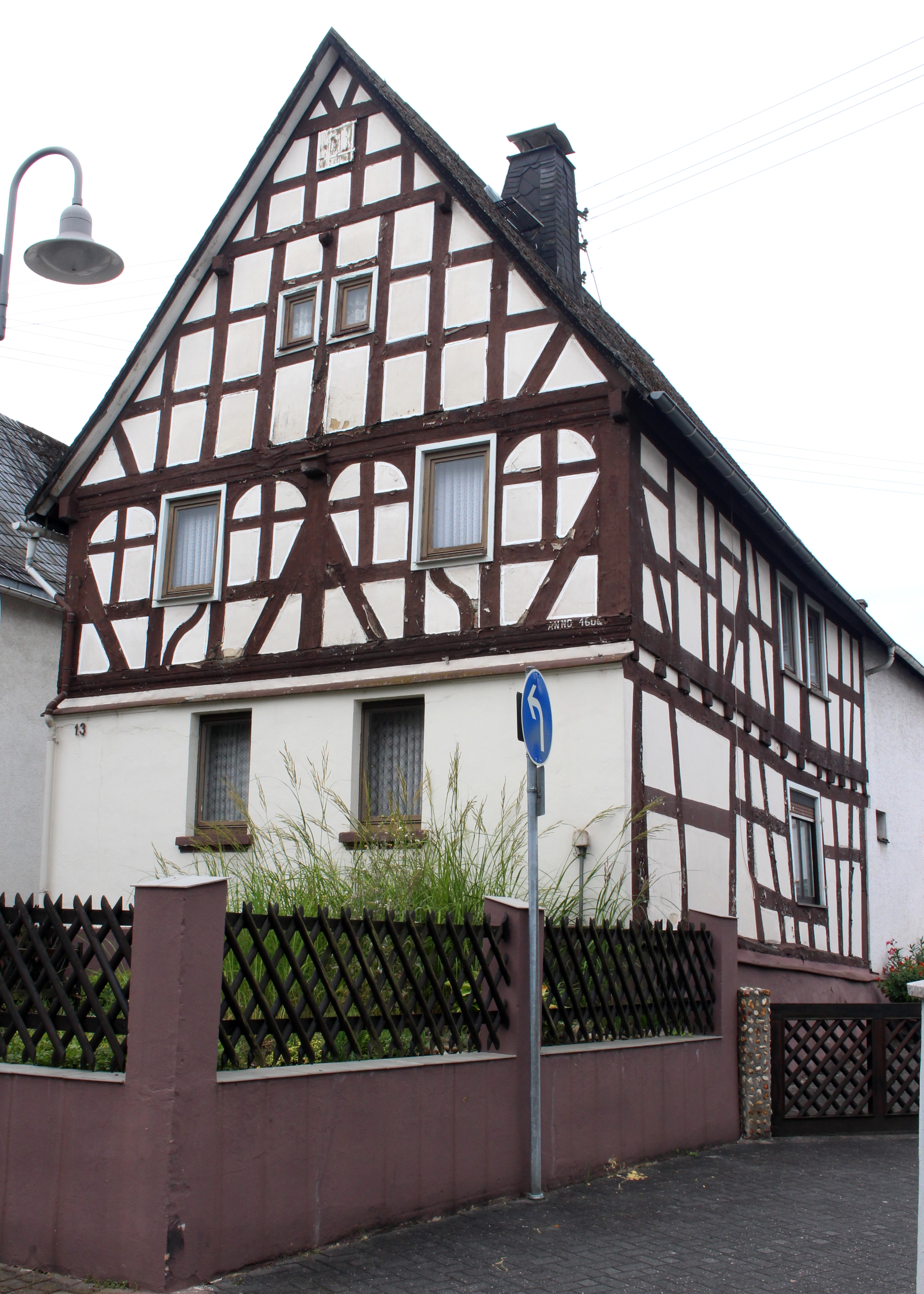
Oberdorfstraße 13

Das Wohnhaus wird auf 1606 datiert und dürfte sich zu diesem Zeitpunkt außerhalb des umfriedeten Dorfbereichs befunden haben. Es ist damit eines von wenigen in der Region erhaltenen Beispielen eines Streuhofs aus der Zeit vor dem Dreißigjährigen Krieg. Im Erdgeschoss ist das Fachwerk in weiten Teilen späteren Erneuerungen zum Opfer gefallen. Darüber zeigt jedoch eine insbesondere am Giebel sehr ebenmäßige Konstruktion im Stil der Renaissance. Die Rundbögen an den Köpfen der Ständer im ersten Stockwerk, Rundstabprofile insbesondere an den Schwellen und s-förmige Streben schmücken die Fassade. Die bauzeitlichen Fensteröffnungen sind entweder noch vorhanden oder noch gut erkennbar.

### Oberdorfstraße 20

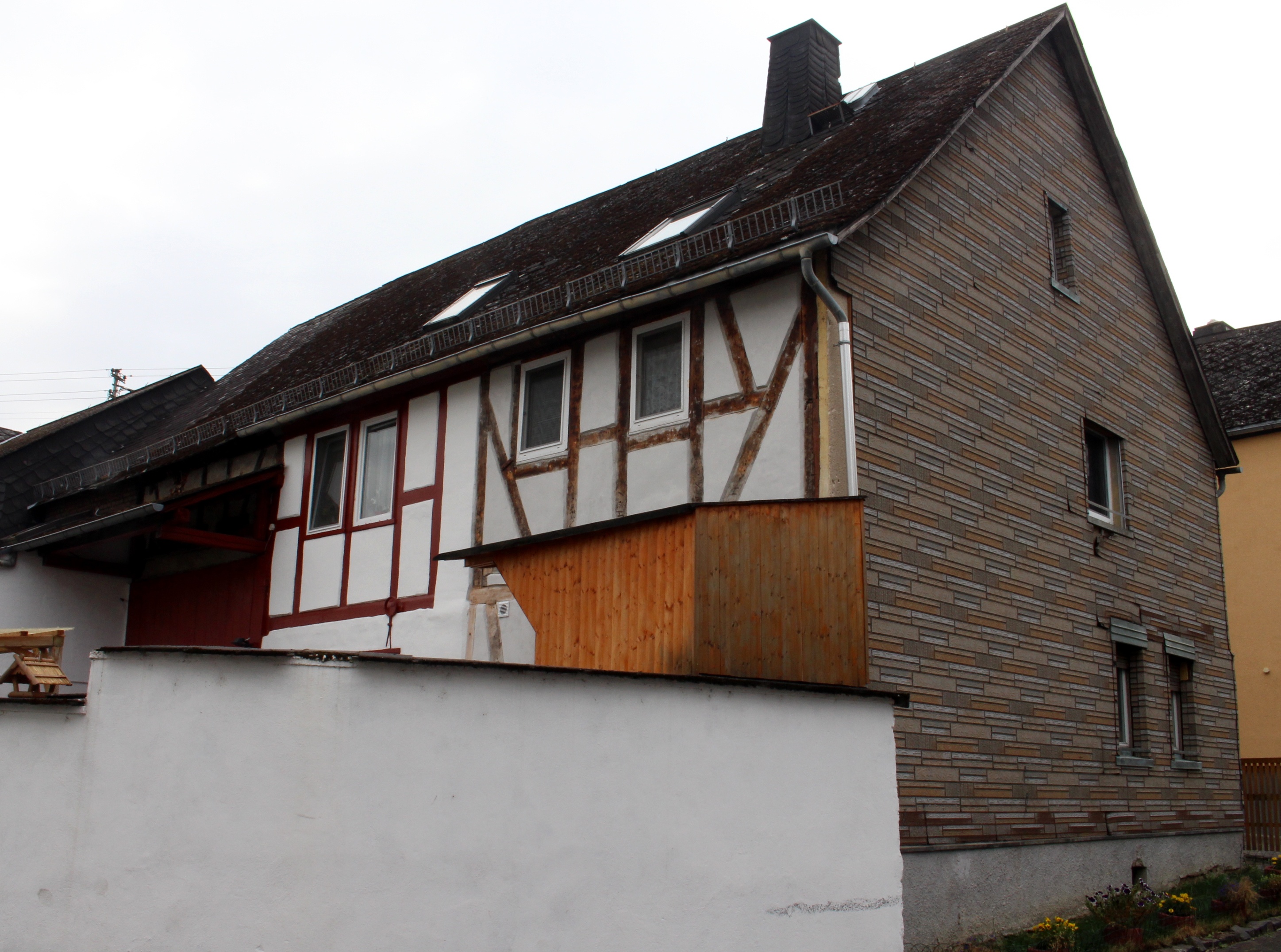
Oberdorfstraße 20

An diesem für den Bautypus großformatigen Einhaus war das Fachwerk lange vollständig unter einer Fassadenverkleidung verborgen. Ende des 20. Jahrhunderts erfolgte die Freilegung des Fachwerks auf einer Traufseite. Auf der Giebelseite geben lediglich die Fensteröffnungen Hinweise auf die Gliederung des unter der Verkleidung befindlichen Fachwerks. Die Ecklage dieses Hauses in einem Knick der Oberdorfstraße deutet darauf hin, dass es sich um den Teil eines Siedlungskerns an dieser Stelle handelt.

### Oberdorfstraße 43

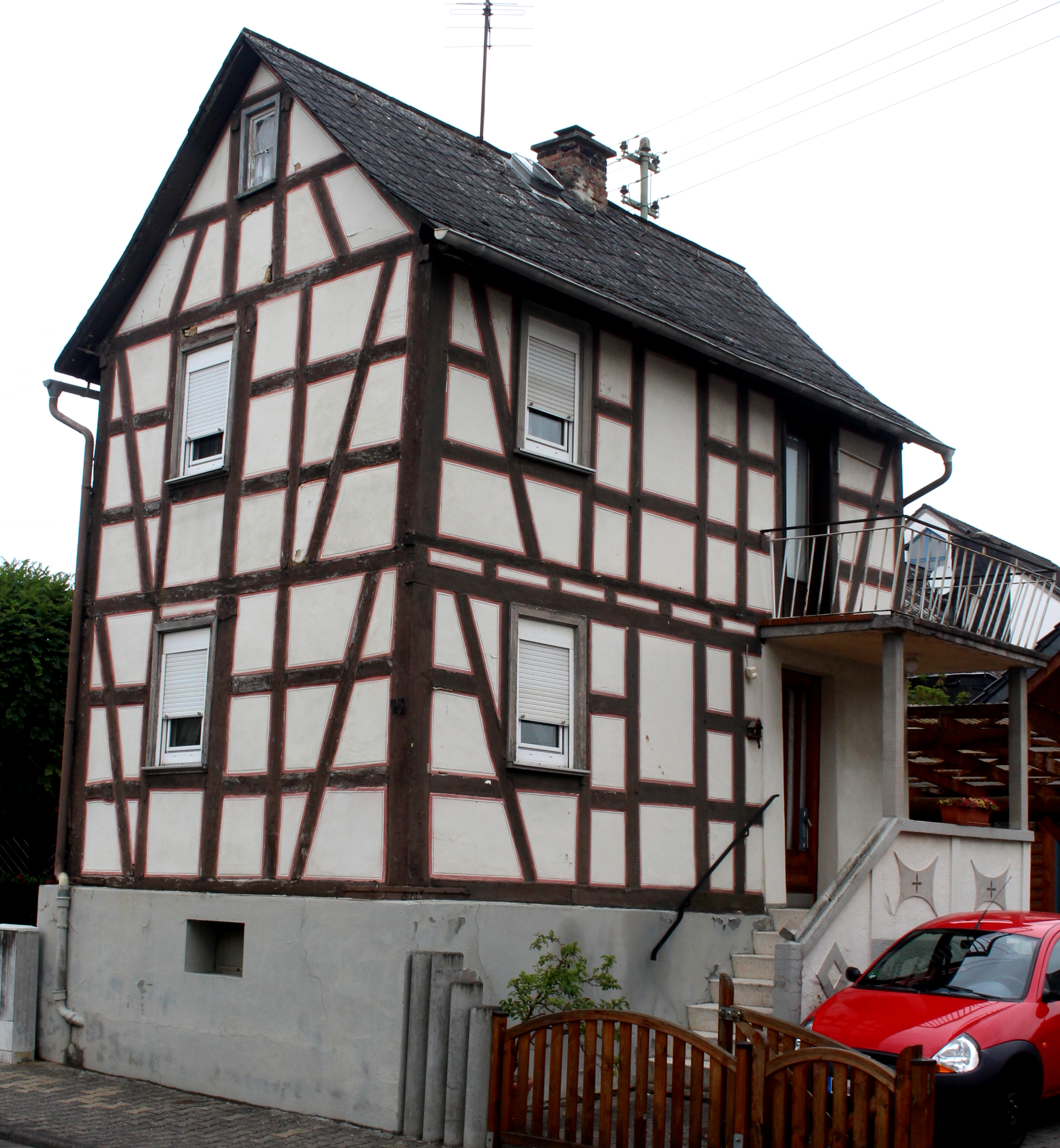
Oberdorfstraße 43

Dieses kleine und schmale Wohnhaus wirkt durch seine zwei Vollgeschosse und den Kellersockel ungewöhnlich vertikel orientiert. Es wurde vermutlich im frühen 19. Jahrhundert als eines der ersten Gebäude in einer Siedlungswelle am Elbbachufer in diesem Bereich errichtet. Das Fachwerk ist zeittypisch sehr einfach, einheitlich und mit großen Fenstern ausgeführt.

### Pfortenstraße 8/10

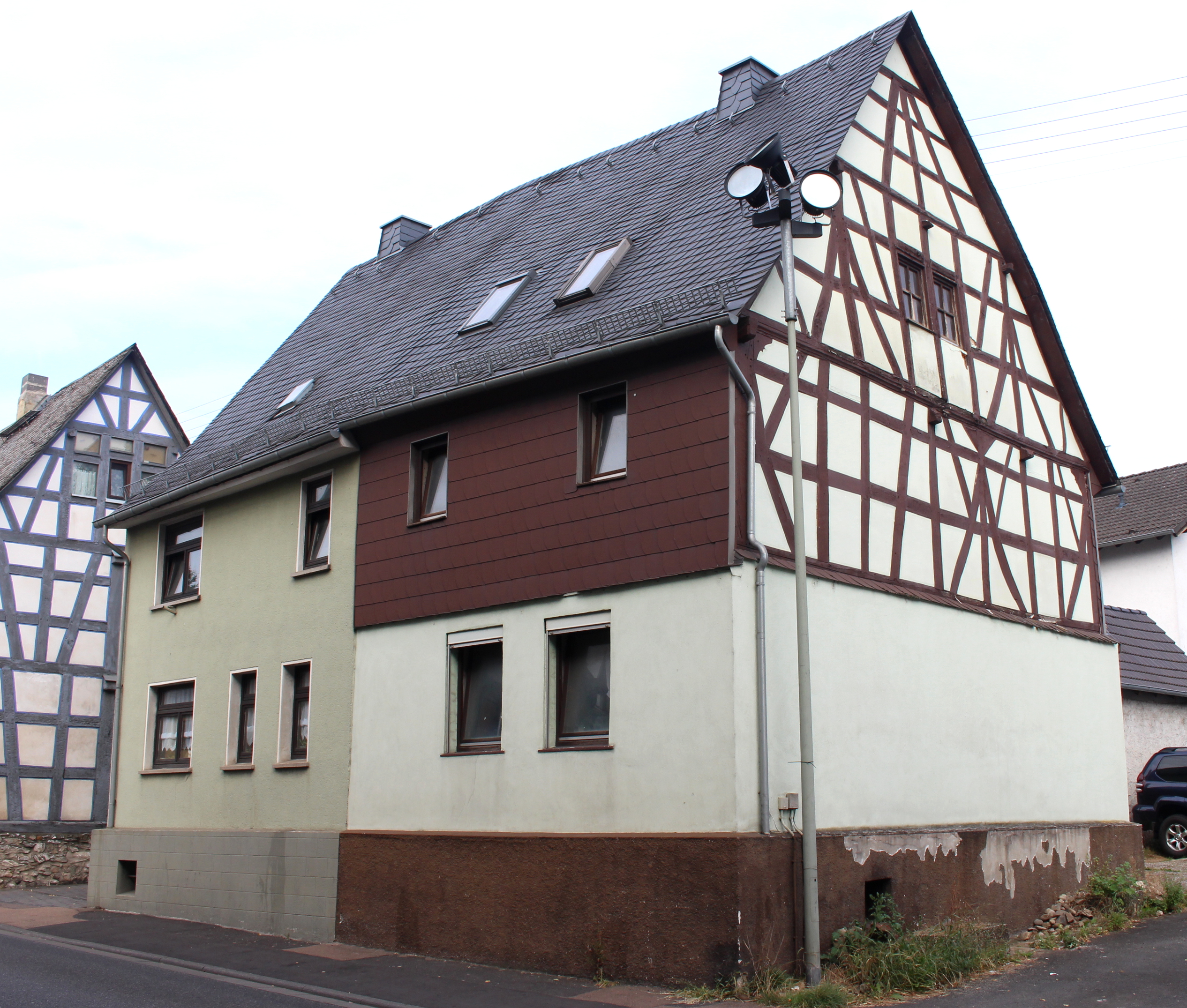
Pfortenstraße 8/10

Dieses heute weitgehend verputzte Anwesen erscheint als Doppelhaus, besteht aber aus einer durchgängigen Fachwerkkonstruktion. Der freiliegende Fachwerkgiebel zeigt ungewöhnlich schlanke Hölzer und Profile an den Kopfbändern. Die Erscheinungsform passt zum überlieferten Baujahr 1600. Ein im Hof befindliches Nebengebäude steht ebenfalls unter Denkmalschutz.

### Pfortenstraße 12

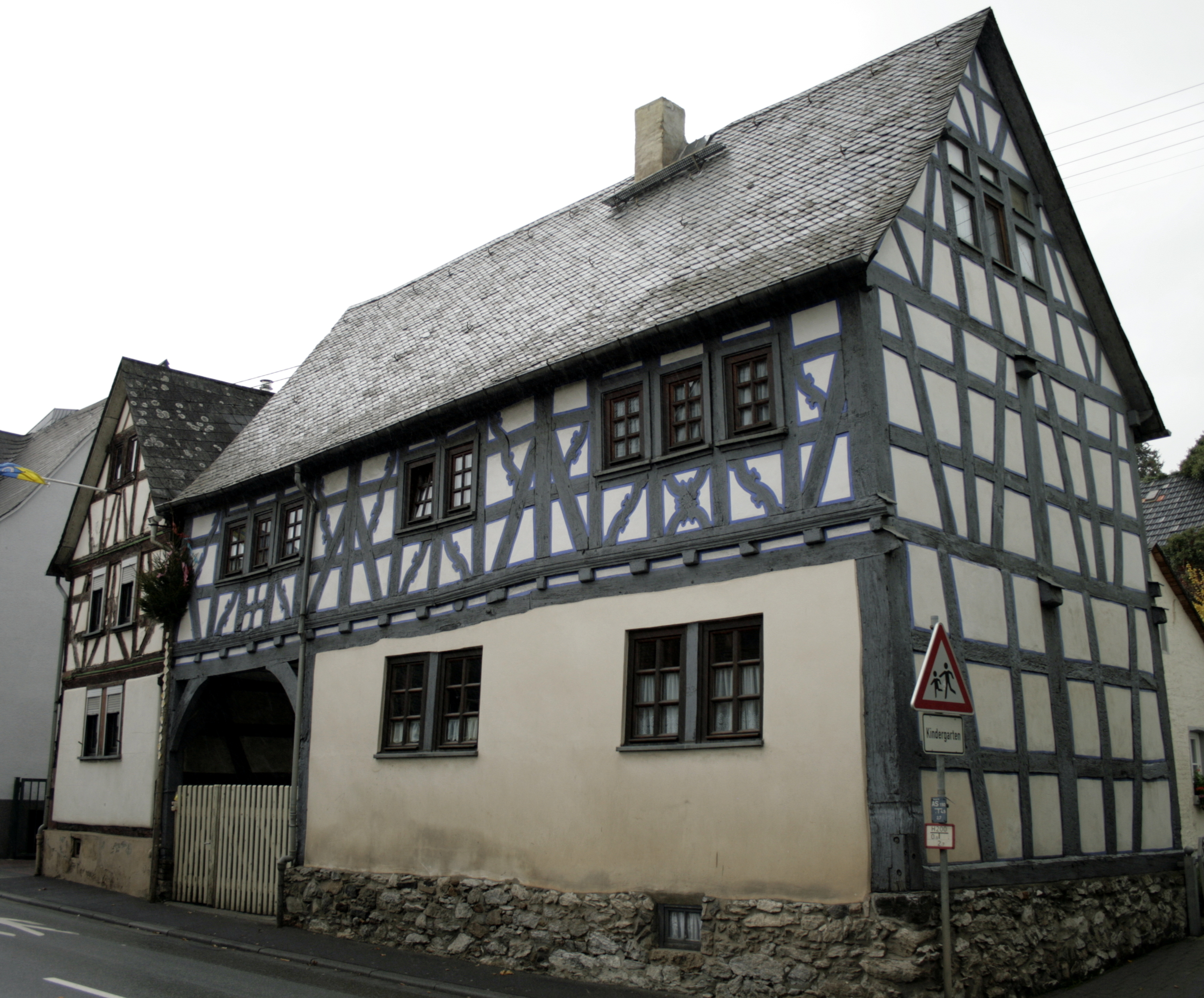
Pfortenstraße 12

Dieses Wohnhaus aus der Zeit um 1700 sticht durch seine Traufstellung zur Straße unter den giebelständigen Nachbarhäusern und durch die in der Region seltene Bauform des Torfahrthauses hervor. Das im Obergeschoss sichtbare Fachwerk ist sehr ebenmäßig gestaltet, verfügt über drei Zonen und ein ebenfalls gleichmäßiges Fensterband. Doppelt geschweifte und genaste Streben, Mannformen und die Toreinfahrt mit markanten Kopfbändern prägen die Fassade.

### Pfortenstraße 14

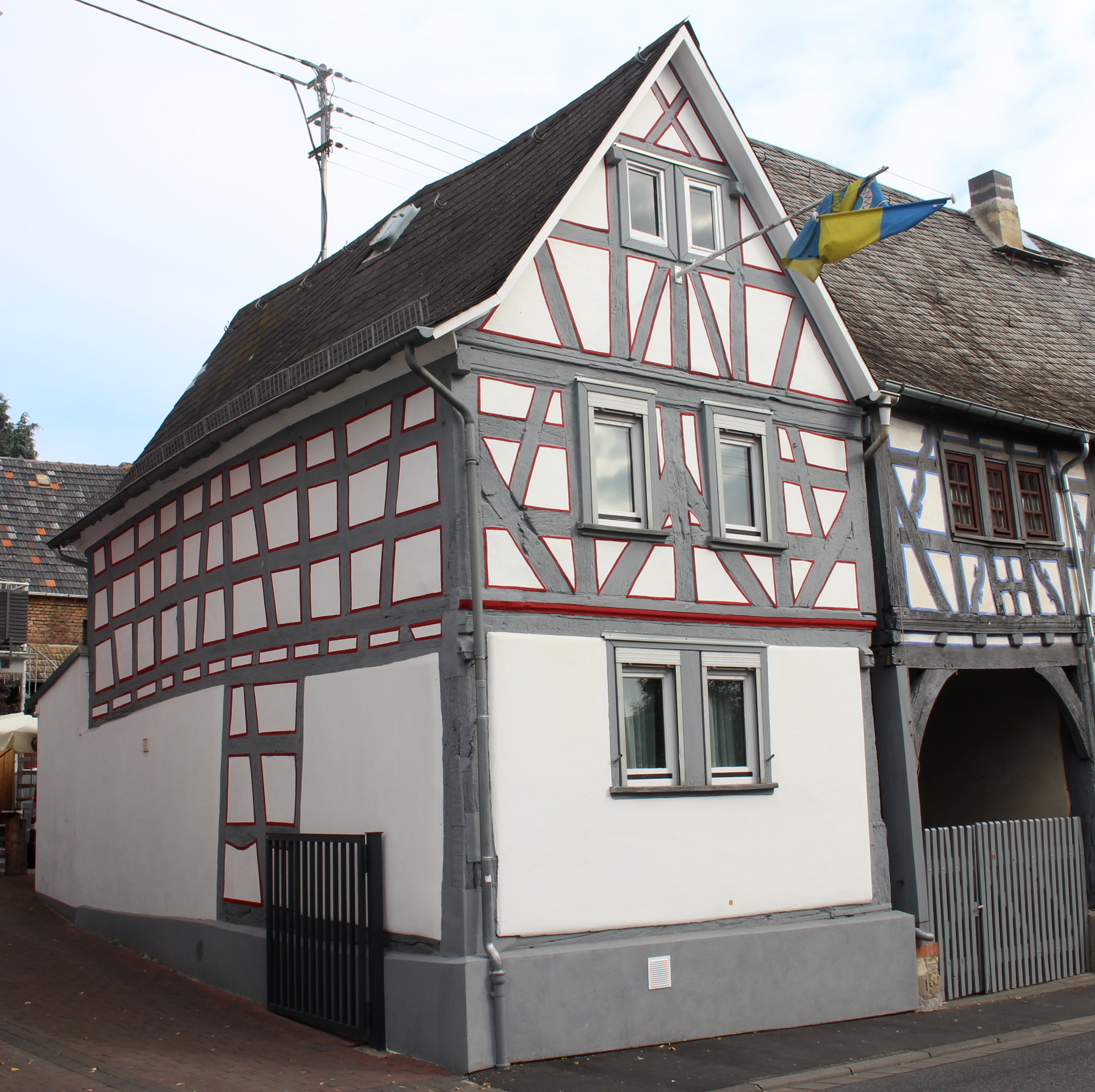
Pfortenstraße 14

Dieses lange, schmale Wohnhaus entstand vermutlich als Altenteil für das Haus Pfortenstraße 12 und bildete mit diesem eine Hofreite. Als Bauzeit wird das später 18. Jahrhundert vermutet. Das Fachwerk ist sehr schlicht ausgeführt und lediglich mit Profilen an Schwällen und Rähmen geschmückt.

### Rathausstraße 25

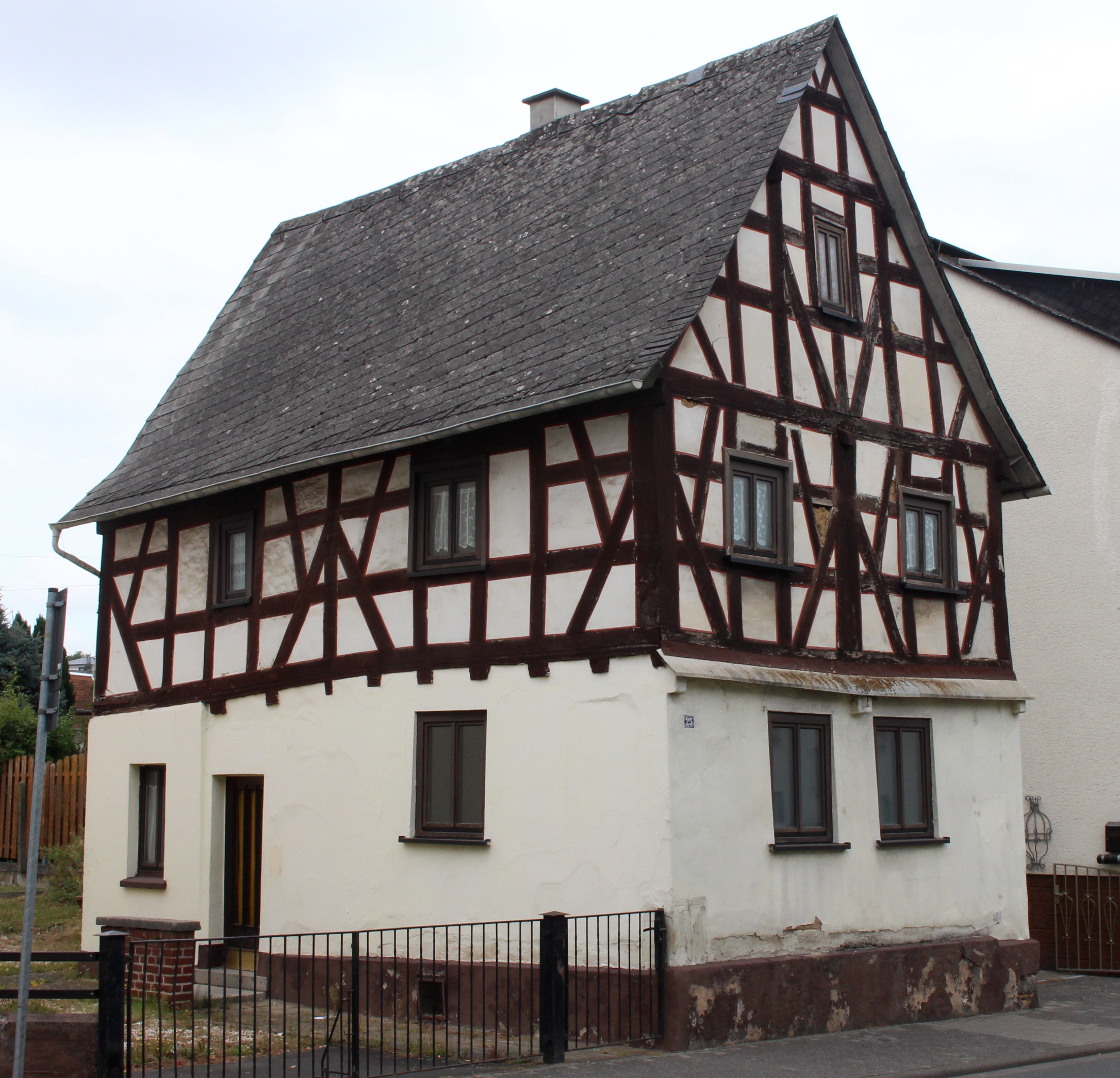
Rathausstraße 25

Das kleinformatige Wohnhaus entstand am Ende des 18. Jahrhunderts. Im Erdgeschoss ist das Fachwerk zwar verputzt, die Fensteranordnung deutet aber darauf hin, dass die Konstruktion kaum verändert wurde. Das Fachwerk ist einfach und gleichmäßig, wie für die Spätphase dieser Bauform typisch. Es zeigen sich Mannformen und einige wenige Profilierungen.

### Rathausstraße 42

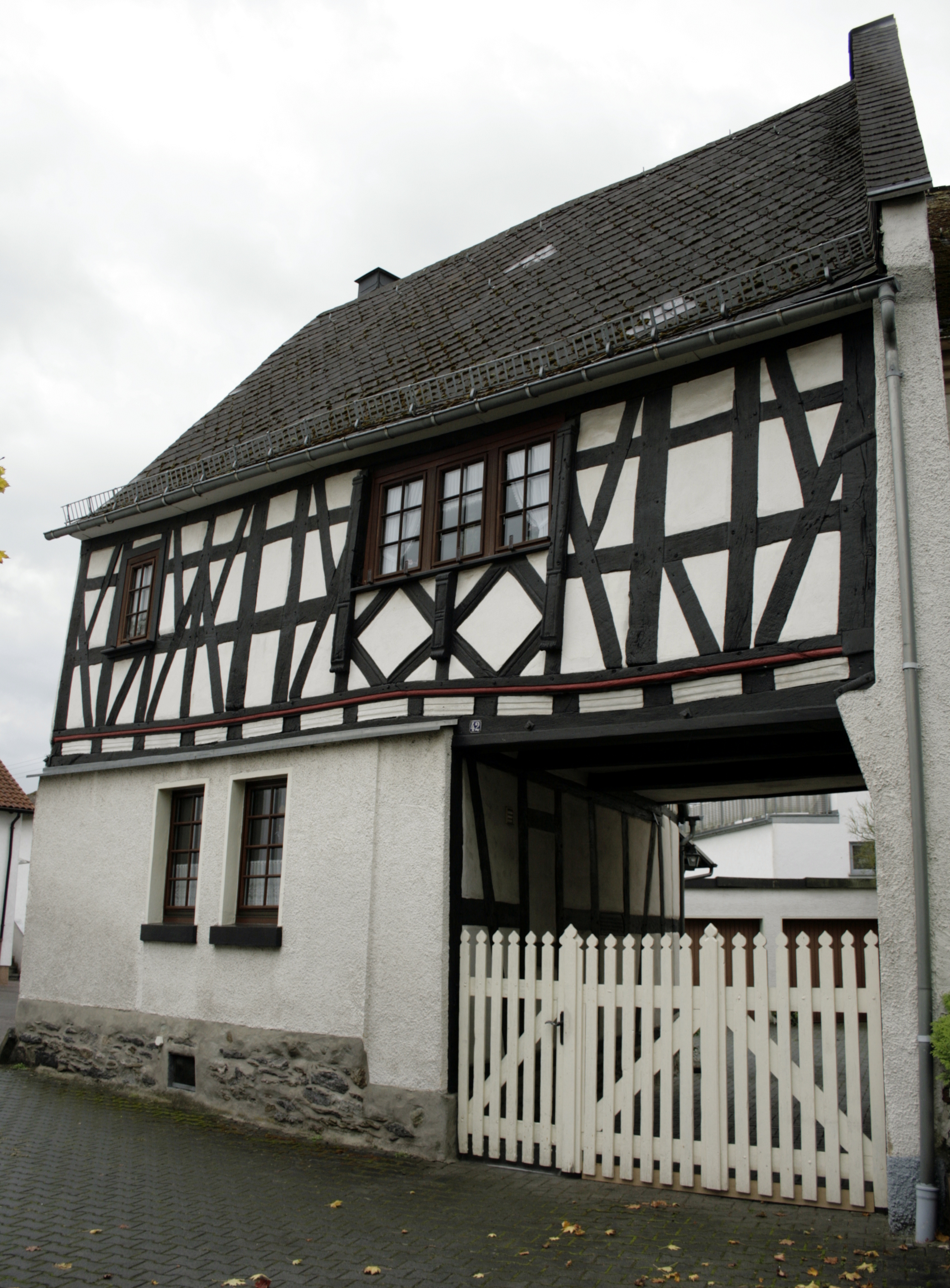
Ehemaliger Hof des Klosters Eberbach

Es handelt sich um das Pächterhaus eines ehemaligen Hof des Klosters Eberbach. Der Klosterhof selbst ist seit dem 12. Jahrhundert verbürgt, das heute vorhandene Haus wurde 1701 durch einen Pächter errichtet. Es handelt sich um ein Beispiel für ein regional seltenes Torfahrthaus mit für die Entstehungszeit ungewöhnlich schlichtem Fachwerk. Ein inzwischen verlorener fränkischer Erker bleibt jedoch durch seinen geschnitzten Rahmen und die doppelt ausgeführte Rautenbrüstung erkennbar. Wichtiges Baudetail ist eine Inschriftentafel, die sich heute aber in der Durchfahrt und damit nicht mehr am ursprünglichen Ort befindet.

### Stricksine Haus

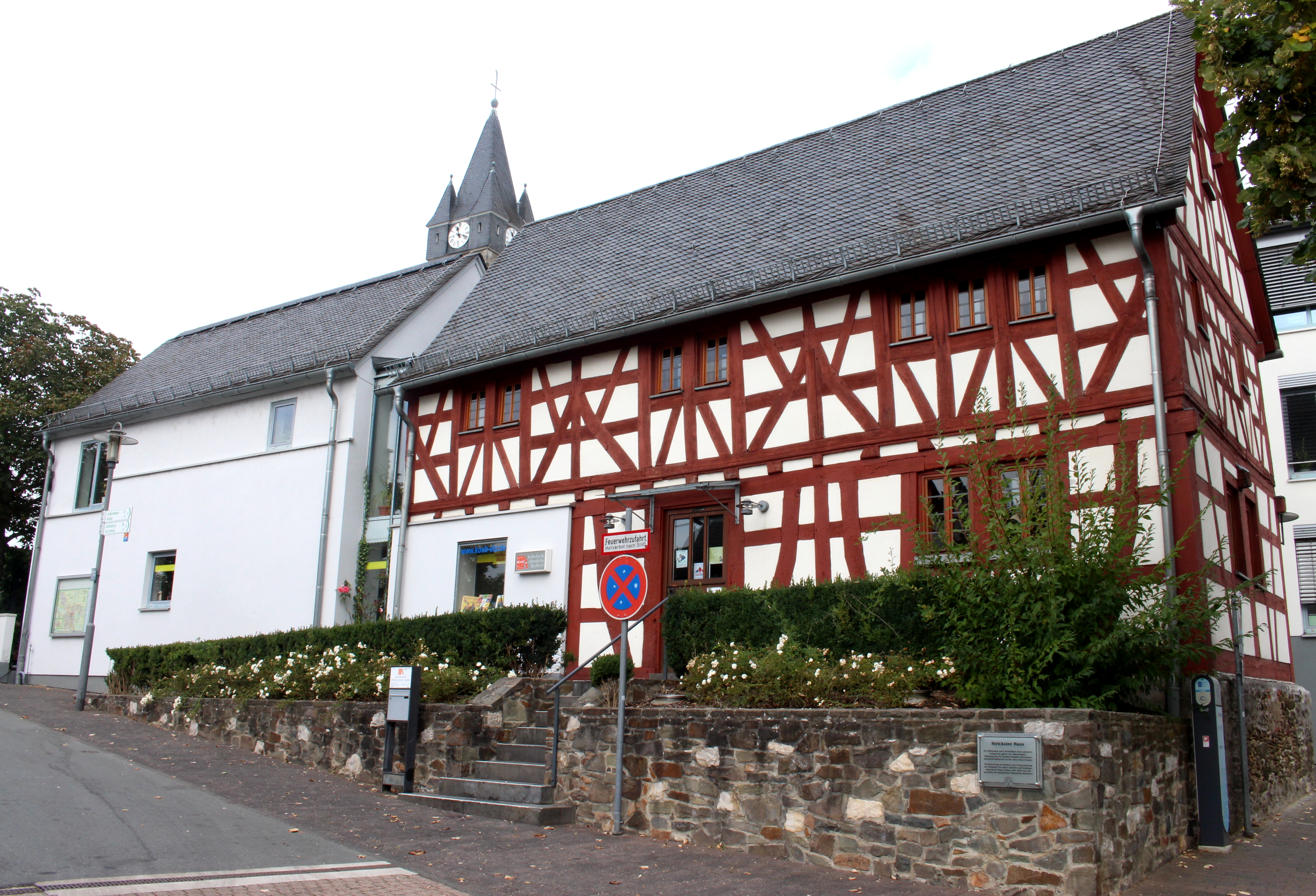
Stricksine Haus mit neuem Anbau (links)

Dieses auch als „Schmidtjes-Haus“ bekannte Gebäude weist für die Bauzeit des späten 18. Jahrhunderts typische einfache Formen auf. Der Schmuck beschränkt sich auf wenige Mannformen und geschnitzte Rundprofile insbesondere an den Schwellen. Ein ebenfalls beschnitzter Eckstände stammt vermutlich von einem älteren Gebäude. Durch den Abriss mehrerer benachbarter Gebäude ist das Haus heute besonders exponiert an der Einfahrt zum Hirtenplatz.
Der Name „Stricksine Haus“ geht auf die ehemalige Bewohnerin Rosina Schmidt zurück, die an der Dorfschule als Handarbeitslehrerin unterrichtete. Bei der umfassenden Sanierung und Erweiterung des Rathauses von 1991 bis 1993 wurde das Gebäude um einen rückwärtigen Anbau ergänzt und optisch in das Verwaltungsensemble einbezogen, so dass es gemeinsam mit dem Rathaus als „Fachwerk-Klammer“ die modernen Verwaltungsbauten flankiert und alle drei Elemente gleichermaßen giebelständig zur Rathausstraße hin ausgerichtet sind. Seit 1993 beherbergen Altbau und Anbau zusammen die katholische öffentliche Bücherei des Orts mit mehr als 15.000 Medien. Adresse: Lehrstraße 4/6